# Świadkowie Jehowy w województwie małopolskim
Świadkowie Jehowy w województwie małopolskim – wspólnota religijna Świadków Jehowy działająca na terenie województwa małopolskiego. W wyniku Narodowego Spisu Powszechnego Ludności i Mieszkań 2011 określono liczbę osób na terenie województwa deklarujących swoją przynależność religijną do Świadków Jehowy na 7245. Natomiast liczba głosicieli według opracowania GUS „Wyznania religijne w Polsce 2019–2021” w 2021 roku wynosiła 6472. We wrześniu 2024 roku na terenie województwa znajdowały się miejsca zebrań 74 zborów (w tym zbór anglojęzyczny, zbór hiszpańskojęzyczny, zbór i grupa języka migowego, dwa zbory rosyjskojęzyczne, dwa zbory ukraińskojęzyczne), dysponujących 42 Salami Królestwa (w tym 3 kompleksami Sal).

## Historia

### Początki
Latem 1891 roku Charles Taze Russell w trakcie swojej pierwszej podróży do Europy odwiedził Kraków, to zarazem również początek historii Świadków Jehowy na ziemiach polskich.
W marcu 1911 roku w trakcie posługi skierowanej do Żydów C.T. Russell odwiedził Kraków z zamiarem wygłoszenia wykładu „Syjonizm w proroctwie”. W Krakowie z powodu restrykcji rządowych, zabraniających organizowania wystąpień publicznych, nie doszło do jego publicznego przemówienia, jednak Russell przeprowadził kilkanaście indywidualnych rozmów, po czym udał się do Lwowa. W 1911 roku Hipolit Oleszyński ze Stanów Zjednoczonych przebywał w Galicji i odwiedził niewielką grupę w Krakowie. Jesienią tego samego roku prasa krakowska informowała o działalności Badaczy Pisma Świętego w Warszawie.

#### Lata 20. XX wieku
- 1920:

16 marca do Krakowa (a do Polski pod koniec stycznia 1920 roku) powrócił ze Stanów Zjednoczonych Jan Kusina, pochodzący z Młodochowa w powiecie mieleckim, który wkrótce zorganizował w Krakowie grupkę Badaczy Pisma Świętego. 23 marca po rewizji w mieszkaniu na krakowskich Grzegórzkach przesłuchiwała go policja. Od około 6 czerwca organizował regularne zebrania, początkowo w mieszkaniach, m.in. przy ulicy Grzegórzeckiej, ul. Straszewskiego 26 (w suterenach dozorcy Józefa Stępskiego), ul. Sołtyka, na których było obecnych od 20 do 40 osób. Również inni wyznawcy, powracający ze Stanów Zjednoczonych rozpoczęli działalność kaznodziejską.
W lipcu powstał 13-osobowy zbór w Inwałdzie koło Andrychowa. Inicjatorami jego utworzenia byli emigranci powracający ze Stanów Zjednoczonych – tam zostali Badaczami Pisma Świętego, a mianowicie: F. Turek z Inwałdu, F. Skrzypiec, J. Pękala i W. Magiera, którzy powrócili do Roczyn. Zebrania organizowano w domu małżeństwa F. i R. Turków w Inwałdzie. Do zboru dołączyli: J. Targosz, J. Sordyl, F. Kolber, F. Kierczak, A. Bogacz, A. Jordanek oraz S. i A. Szymikowie. 23 września tego samego roku „za bluźnierstwa przeciw kościołowi katolickiemu” aresztowany został A. Bogacz – członek tego zboru. Otrzymał wyrok trzech miesięcy aresztu. Niektórzy sympatycy z Andrychowa zwracali się do księży, aby ci wyjaśnili nieścisłości w nauce katolickiej. Duchowni jednak tego nie czynili, na dodatek jeszcze zganili pytających, czym przyczynili się do zerwania z Kościołem katolickim. W tym samym czasie do Jawornika ze Stanów Zjednoczonych powróciło małżeństwo, które na emigracji zostało Badaczami Pisma Świętego (później byli Wolnymi Badaczami).
Współwyznawcy z okolic Dąbrowy Górniczej prowadzili działalność w rejonie miejscowości Podlipie, Olkusz, Bydlin, Wolbrom i Miechów.
- 1921:

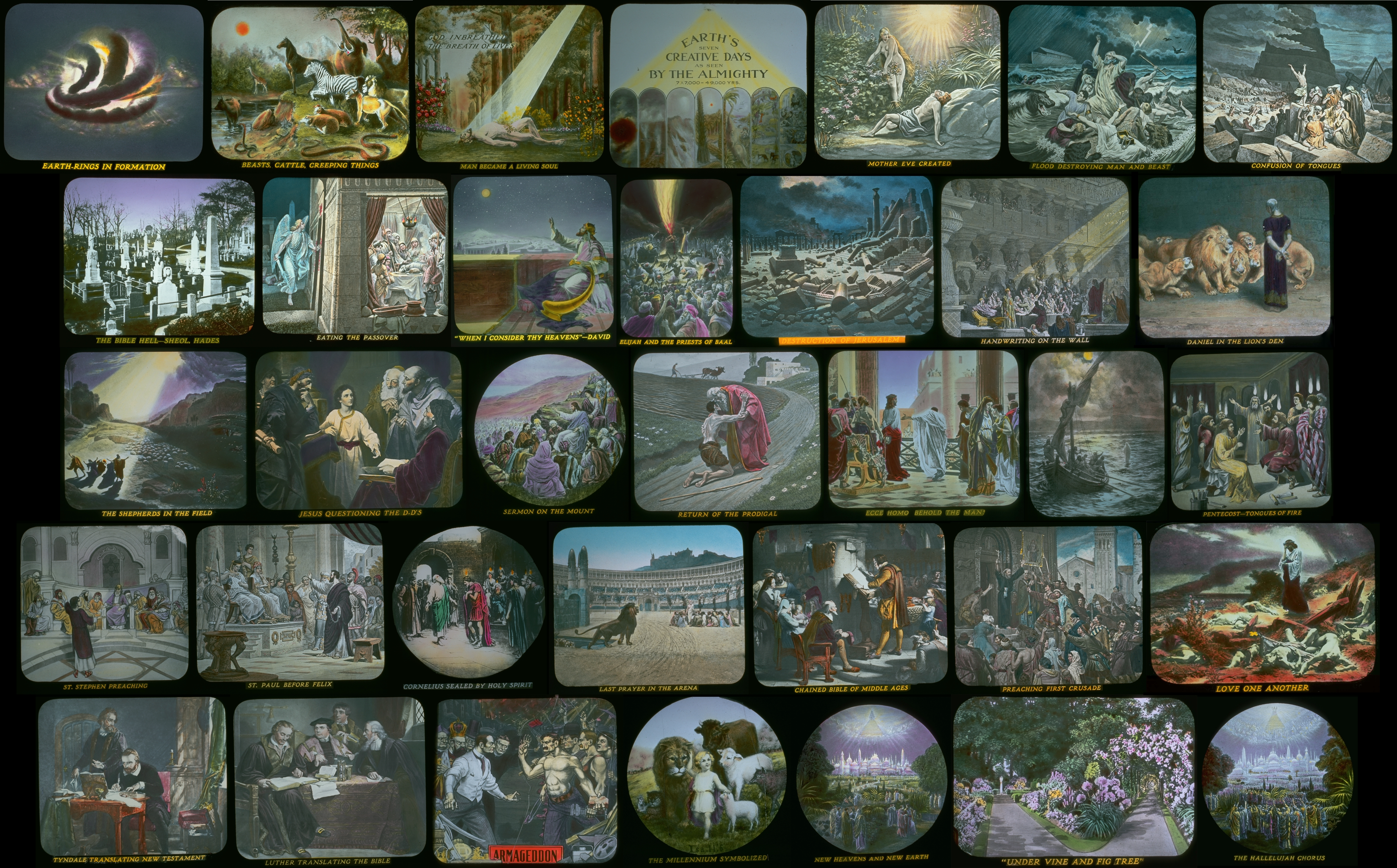
Fotodrama stworzenia wyświetlana była w Krakowie od początku lat 20. XX w. do lat 30 XX w.

W wyniku donosów policja krakowska przerywała zebrania religijne. Uczestniczyło w nich początkowo około 25 osób, a w ciągu kilku miesięcy liczba ta wzrosła do ponad 40.
25 kwietnia Jan Kusina w czasie wygłaszania wykładu w Krakowie został aresztowany, pobity oraz oskarżony o herezję i bolszewizm. 11 sierpnia Kusina został uniewinniony przez krakowski Sąd Okręgowy, za to, że w mieszkaniu niejakiego Waligórskiego na krakowskich Dębnikach urządzał zebrania religijne. Na rozprawie stwierdzono, że „Konstytucja polska gwarantuję zaś wszystkim obywatelom wolność sumienia i publicznego głoszenia swych zapatrywań religijnych”. Donos złożył katolicki ksiądz Maca z parafii na Grzegórzkach, na którego polecenie policja śledziła i aresztowała Kusinę. Prasa donosiła, że „oskarżony Kusina w godzinnej obronie wykazywał na podstawie cytatów z pisma świętego, że wszystkie jego twierdzenia odpowiadają prawdzie i znajdują uzasadnienie w piśmie świętem starego i nowego‚ systemu’”.
Natomiast w większym lokalu, w sali Domu Robotniczego przy ul. Dunajewskiego 5 rozpoczęto regularne wyświetlanie Fotodramę stworzenia. Ilustrowany Kurier Codzienny podał informację o założeniu w Krakowie mieście nowego związku o celach uprawiania „czystej etyki chrześcijańskiej”.
Z emigracji powrócił również Badacz Pisma Świętego nazwiskiem Winiarz pochodzący z Mielca, który zakupił w Krakowie dom na salę zebrań. Założony zbór miał swoją siedzibę przy ul. Kącik, w krakowskim Podgórzu (do roku 1931).
30 kwietnia Badaczy Pisma Świętego zaliczono do stowarzyszeń religijnych, którym przysługiwało prawo do odprawiania nabożeństw domowych.
W odpowiedzi na interpelację poselską wniesioną przez Kazimierza Czapińskiego, Ministerstwo Wyznań Religijnych i Oświecenia Publicznego (MWRiOP) stwierdziło, że Kusina „bezprawnie urządzał zgromadzenia i wygłaszał na nich przemówienia, w których uczestnicy dopatrywali się antyreligijnej i antypaństwowej agitacji”. Opinia ta została wydana wbrew uniewinniającemu wyrokowi sądowemu. Dała ona podstawy do podejmowania dalszych działań szykanujących Badaczy Pisma Świętego i to nie tylko na terenie Małopolski. Badacze Pisma Świętego napotykali sprzeciw głównie ze strony duchowieństwa katolickiego. W Przytkowicach funkcjonariusze żandarmerii na polecenie biskupa skonfiskowali publikacje religijne. Podobne zdarzenie miało miejsce w Stryszawie, gdzie Michałowi Targoszowi i Józefowi Bogdanikowi żandarm, sędzia i wójt skonfiskowali publikacje biblijne i paszporty. Alfred Raczek z Pisarzowej w Dyrekcji Poczty w Krakowie złożył zażalenie na miejscową pocztę, dotyczące zatrzymywania mu przesyłek z publikacjami religijnymi oraz otwierania jego korespondencji na polecenie dyrekcji poczty w Krakowie. W czerwcu tego samego roku Czesław Kasprzykowski złożył w Ministerstwie Wyznań Religijnych i Oświecenia Publicznego (MWRiOP) skargę na to aresztowanie, w której poinformował, że Jan Kusina na polecenie księży był aresztowany cztery razy i trafił do więzienia „Pod Telegrafem” w Krakowie.
W październiku w Domu Robotniczym przy ul. Dunajewskiego 5 w Krakowie odbył się po raz pierwszy w Polsce kongres. W trzydniowym kongresie uczestniczyło około 50 osób, odbył się również chrzest.
Chrztu udzielano w Wiśle (np. w lipcu 1921 roku pod Wawelem), a w porze zimowej w wielkim basenie łaźni parowej hotelu Krakowskiego przy ul. Dunajewskiego 8.
Początkowo latem spotykano się nad Wisłą (w Przegorzałach i Płaszowie) lub na Skałkach Twardowskiego, a zimą w mieszkaniach prywatnych. W tym czasie Józef Krett, pielgrzym ze Stanów Zjednoczonych złożył wizytę w krakowskim zborze.
17 listopada Dyrekcja Poczty w Krakowie przywróciła odebrany wcześniej debit pocztowy na publikacje Badaczy Pisma Świętego. Tłumacząc się, że mylnie zasugerowała się przesłanym zarządzeniem Dyrekcji Poczty we Lwowie o kontrolowaniu takich przesyłek (obydwie te Dyrekcje w listopadzie 1921 roku się z tego wycofały).
Przerywanie spotkań w Krakowie miało miejsce 5 i 16 grudnia. Wtedy to aresztowano ogółem 40 osób, w tym Jana Kusinę, Ryszarda Motylewicza i Stanisława Wypycha (zaproszonego przez Kusinę reemigranta ze Stanów Zjednoczonych, pochodzącego z Kaczkowic) oraz rodzinę Halastrów. Doszło do ich pobicia przez policjantów. W Krakowie oprócz sali przy ul. Kącik, zebrania odbywały się w 5 grupach w Podgórzu, Grzegórzkach i Nowej Wsi.
Według niektórych artykułów prasy krakowskiej, w tym samym miesiącu na teren basenu w hotelu Krakowskiego przy ul. Dunajewskiego 8 w Krakowie, wskutek donosu wkroczyła policja, przerywając uroczystość chrztu, której przewodził Jan Kusina, a chrztu udzielał Czesław Kasprzykowski (a także sam Jan Kusina). Jednakże m.in. „Nowa Reforma” i „Głos Narodu” zamieściły wypowiedź Kusiny, który zdementował informacje o takiej sytuacji. Stwierdził, że uroczystość chrztu odbyła się tam bez zakłóceń, a chrzest w Wiśle został zaplanowany w lipcu.
Powstał zbór w Chrzanowie. Składał się z 14 osób. Założyli go powracający z emigracji w Stanach Zjednoczonych, gdzie zostali Badaczami Pisma Świętego. Należeli do niego głosiciele z Chrzanowa i z Kątów (obecnie osiedle Chrzanowa). Początkowo zebrania Badaczy Pisma Świętego odbywały się w mieszkaniu Olszewskiej przy ulicy Oświęcimskiej w Chrzanowie.
W tym samym roku niewielka grupka istniała również w Nowym Sączu (w której działał Alfred Raczek) i Pisarzowej koło Limanowej (w której działał Franciszek Raczek).
- 1922:

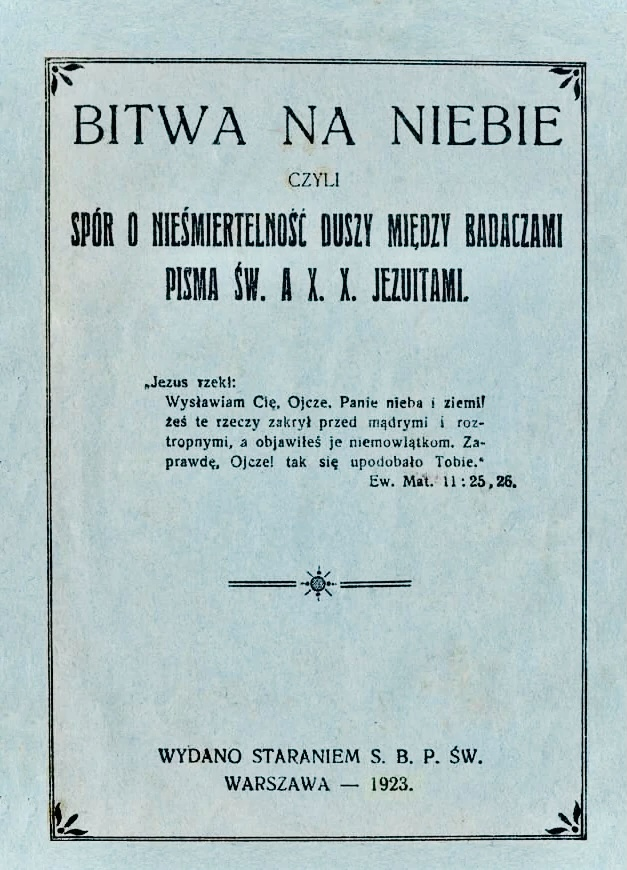
Bitwa na niebie – opublikowana treść dyskusji religijnej, która odbyła się 10 sierpnia 1922 r. w Krakowie

4 lutego odmówiono rejestracji prawnej zboru w Krakowie, przyczyniło się to wzmożenia prześladowań w regionie krakowskim. Pomimo tego Ministerstwo Wyznań Religijnych, w oparciu zezwoliło na organizowanie na terenie Małopolski „prywatnych nabożeństw domowych przyznanego takim związkom austriackiej ustawy zasadniczej z 1867 roku”. Wiosną w Chrzanowie odbyła się trzydniowa konwencja połączona z chrztem.
Gdy rok wcześniej, w 1921 roku do Woli Batorskiej w powiecie Bochnia powrócił Franciszek Puchała, który od 1913 roku przebywał na emigracji w Stanach Zjednoczonych, a Badaczem Pisma Świętego został tam w roku 1918. Zamierzał on wydać świadectwo swojej rodzinie i znajomym. Gdy rozeszła się wieść, że „Puchała przywiózł z Ameryki nową wiarę”, niektórzy przychodzili do niego na dyskusje i na wykłady biblijne. Natomiast miejscowy ksiądz, wójt, komendant policji oraz kierownik szkoły zaczęli na różne sposoby nękać Puchałę oraz próbowali nie dopuszczać do organizowania wykładów w jego domu. Gdy to nękanie nie przynosiło rezultatów, wójt za namową księdza i kierownika szkoły rozpoczął zbieranie podpisów, by Puchałę wysiedlić ze wsi, co jednak ze względu na małą ilość podpisów się nie udało. W tej sytuacji w 1922 roku Puchała wydał na swój koszt ulotkę, zawierającą krytykę 13 doktryn katolickich. Ulotkę tę Puchała przygotował w oparciu o książkę ks. Antoniego Wapplera „Historya Kościoła Katolickiego”. Obiecał w niej, że za udowodnienie ich biblijnego pochodzenia zapłaci po 10 000 marek polskich. Strona kościelna próbowała namówić Puchałę do odwołania zawartych w ulotce twierdzeń, on jednak zażądał publicznej dyskusji. Strona kościelna na dyskusję nie chciała się zgodzić, natomiast podjęła z Puchałą polemikę w prasie. Ponieważ po otrzymaniu i opublikowaniu listu od Puchały jego oponenci zaczęli drwić z wierzeń Badaczy Pisma Świętego, Puchała zaniechał dalszego pisania do redakcji i kategorycznie zażądał dyskusji publicznej w wielkim budynku „Sokół” w Krakowie. Jezuici przystali na dyskusję, lecz pod warunkiem, że odbędzie się ona bez udziału publiczności, przy drzwiach zamkniętych (początkowo chcieli, aby odbyła się ona w kościele przy ul. Kopernika).
Dyskusja ta odbyła się 10 sierpnia 1922 roku w sali krakowskiego zboru (przy ul. Kącik) między Franciszkiem Puchałą, Czesławem Kasprzykowskim i Wacławem Narodowiczem a teologami katolickimi, jezuitami Janem Rostworowskim, Józefem Gliwą, Stanisławem Chodoleńskim, którym towarzyszył prawnik Adam Konopka. Do dyskusji teolodzy katoliccy wybrali tylko punkt, dotyczący nieśmiertelności duszy i nie zgodzili się na omówienie innych w świetle Biblii. Treść dyskusji podjętej i przegranej przez teologów jezuickich została wydana w formie broszury „Bitwa na niebie” w nakładzie 10 000 egzemplarzy, nie licząc dodruków.
Na uroczystości Wieczerzy Pańskiej zebrało się w Krakowie – 81, w Pisarzowej – 30 osób, a w Kątach koło Chrzanowa – 23 osoby.
17 września do lokalu w Krakowie przy ul. Kącik, gdzie organizowano zebrania wtargnęła policja, która aresztowała Jana Wypycha i Józefa Stępskiego. Zgromadzeni na czele ze Stanisławem Wypychem żądali ich wypuszczenia. Wkrótce zostali zwolnieni. Starostwo Powiatowe w Chrzanowie pod karą aresztu, żądało od miejscowej grupy Badaczy Pisma Świętego, zezwoleń na każdorazowe spotkanie.
Według danych Ministerstwa Wyznań Religijnych i Oświecenia Publicznego z 20 stycznia 1922 roku zbór działał również w Tuchowie.
- 1923:

Największe grupy wyznawców i zainteresowanych były (według liczby obecnych na Pamiątce, uwzględniono tylko obecność powyżej 20 osób) w Krakowie – 69, Inwałdzie – 35, Gaju i Jugowicach – 34 i w Pisarzowej – 26 osób. Na uroczystości Pamiątki w Inwałdzie byli również obecni: Figwer, Pietruszka, Kowalkowski, Życki, Poradzisz, Witek, Dybał, Kozik oraz Kowalkowska i Fąferko. W roku 1923 zainteresowała się grupa w Roczynach koło Andrychowa. Dołączyli do niej: J. Matyjaszek, W. i J. Potempa oraz J. Mrzygłód (7 osób razem z żonami). W marcu 1923 roku po raz drugi zbór krakowski wysłało listy do Ministerstwa Wyznań Religijnych i Oświecenia Publicznego oraz Ministerstwa Sprawiedliwości o interwencje w sprawie członka zboru Wojciecha Jordana, który nie mógł „zawrzeć ważnego ślubu”.
- 1924:

W lutym policja przeprowadziła rewizję w domu Turków w Inwałdzie i skonfiskowała ich publikacje, która później odzyskano.
Na uroczystości Wieczerzy Pańskiej w Krakowie zgromadziło się 70 osób, w Gaju i Jugowicach – 43, w Inwałdzie – 35 oraz w Kątach (Chrzanów) – 20. Na zebrania do sali przy ul. Kącik w Krakowie uczęszczali Badacze Pisma Świętego i zainteresowani z Krakowa i okolic (m.in. 5 osób z Wieliczki). Do zboru w Inwałdzie dołączyli: Wł. Jończy (z Andrychowa), A. Karkoszka i inni.
Za zgodą Starostwa w Miechowie zaplanowano konwencje, która miała się odbyć w dniach 15–17 sierpnia 1924 roku na posesji J. Fudaleja w Wawrzeńczycach. W pierwszy dzień zgromadzenia policja z Niepołomic przerwała spotkanie, a potem 58 osób pieszo eskortowała w 40 kilometrowej drodze do Starostwa, które potwierdziło zezwolenie. W drodze powrotnej – również w obecności policjantów – dzieliło się swoimi wierzeniami z mieszkańcami okolic Słomnik i Proszowic. Konwencja z udziałem około 100 osób odbyła się 17 sierpnia w Woli Batorskiej u Puchały. Wzięły w niej udział osoby z różnych stron kraju: z Poznania, z Warszawy (Bolesław Uchman, Alfred Szwed), z Krakowa (obecni byli m.in. Wiczeński, Marcin Pilch z Grzegórzeckiej, Serek, Jaworski, Mucha, Hałastra, Ryszard Motylewicz), z Wieliczki (Andrzej Rusek), z Częstochowy, z Jordanowa, z Jaworzna i z wielu innych miejscowości. Z czasem władze kościelne wywierały coraz większą presję na władze świeckie, nakłaniając je do aresztowania Badaczy Pisma Świętego. Franciszek Puchała pozostał Świadkiem Jehowy do śmierci w roku 1968.
W tym samym roku konwencja odbyła się również w zabudowaniach gospodarczych w Chrzanowie, podczas której odbył się chrzest. Obecnych było około 200 osób. Przemówienia wygłosili Kusina, Kuźma i Wiśniewski. Kolejna konwencja z udziałem około 350 osób odbyła się w dniach 1–3 listopada 1924 roku w Domu Górnika w Jaworznie–Borach. Przemówienia wygłosili: Brambosz z Chrzanowa, Ujewicz, Kusina, Raczek i Krett. W głosowaniu tylko tych dwóch ostatnich opowiedziało się za przynależnością do Towarzystwa Strażnica. Po konwencji spotkali się przedstawiciele kilku zborów w Polsce, którzy nie chcieli uznać „Zwierzchnictwa Towarzystwa”. W kolejnych miesiącach zbór w Chrzanowie odłączył się od Towarzystwa Strażnica, a jego członkowie zostali z czasem Wolnymi Badaczami Pisma Świętego.
- 1925:

Na uroczystości Wieczerzy Pańskiej w Krakowie obecnych było 68 osób.
W czerwcu zbory działały w: Andrychowie (58 członków), Jordanowie (9), Jugowicach (18), Inwałdzie (20), Krakowie (77; przedstawicielem był Ryszard Motelewicz i Pilch), Kątach (Chrzanów) (65), Libiążu (15), Nowym Sączu (15), Niepołomicach (15), Pisarzowej (20), Płokach (7), Stryszawie (12), Tarnowie (15), Wawrzeńczycach/Woli Batorskiej (50; przedstawicielem był Franciszek Puchała) i Wieliczce (8; przedstawicielem był Andrzej Rusek z Lednicy Górnej). Istniała również grupa w Opatkowicach (obecnie w obszarze Krakowa). Należeli do niej m.in. Władysław Barabasz, Stanisław Wróbel, a także głosiciele z Gaju (m.in. Stanisław Radwański), Jugowic (m.in. rodzina Grawczyków, Stanisław Walczyk), Lusin (m.in. Stanisław Mardyła) oraz ze Swoszowic. Niektórzy z nich zgłosili się do Starostwa Podgórskiego o urzędowe potwierdzenie wystąpienie z kościoła katolickiego. Badacze Pisma Świętego pojawili się w okolicach Bochni, m.in. w Łężkowicach.
15 i 16 sierpnia odbyła się konwencja w Andrychowie, na którą przybyło około 250 osób. Przemawiali Raczek, Wnorowski, Oleszyński, Bromboszcz, Grudzień, Bobak, Jończy i Figwer. Na niej członkowie zboru z Inwałdu odłączyli się od Towarzystwa Strażnica i później zostali Wolnymi Badaczami Pisma Świętego, podobnie uczyniły grupy z Roczyn i Andrychowa. Wacław Wnorowski wygłosił wykłady w kilku miejscach w Małopolsce.
23 września 28 członków zboru w Wawrzeńczycach złożyło skargę do Ministerstwa Wyznań Religijnych i Oświecenia Publicznego na Policję Państwową, która uniemożliwiała im przeprowadzanie zebrań religijnych.
- 1926:

Na uroczystości Wieczerzy Pańskiej w Krakowie obecnych było 65 osób, a Woli Batorskiej – 29.
- 1927:

Chociaż już od roku 1925 następował także podział zboru krakowskiego, to dopiero pod koniec 1927 roku niektórzy odłączyli się od Towarzystwa Strażnica i przyłączyli się do założonego wówczas w Krakowie osobnego zboru Wolnych Badaczy.
Podobna sytuacja miała miejsce w zborze w Myślachowicach koło Trzebini. Od początku lat 20. XX w. do tego zboru należeli głosiciele z Gaju, Gór Luszowskich, Płoków, Lgoty i Psar.
W różnych częściach kraju działalność jako kolporterzy rozpoczęli Stefan i Augustyn Raczkowie z Pisarzowej koło Limanowej.
Na uroczystości Wieczerzy Pańskiej w zborze w Krakowie obecne były 92 osoby, w zborze w Pisarzowej – 26, a w zborze w Wawrzeńczycach obecnych było 25 osób. Później niektórzy członkowie zboru w Wawrzeńczycach odłączyli się od Towarzystwa Strażnica i został on przejęty przez Wolnych Badaczy, pozostali należeli do sąsiedniego 27-osobowego zboru w Woli Batorskiej, któremu przewodniczył Franciszek Puchała. Działał on również w podkrakowskich miejscowościach, głównie na wschód od Krakowa.
W tym roku zorganizowano konwencje m.in. w Kurdwanowie (4–7 czerwca), w Krakowie (przy ul. Dunajewskiego 5, 25 i 26 grudnia, około 225 obecnych), chociaż w ruchu badackim następowały podziały, ale jeszcze zgromadzano się razem. Następne konwencje od roku 1928 Wolnych Badaczy zorganizowały już niezależnie od Towarzystwa Strażnica.
- 1929:

1 maja Marcin Pilch z Krakowa uzyskał pozwolenie Ministerstwa Spraw Wewnętrznych na kolportaż publikacji religijnych na terenie województwa krakowskiego.
Działalność rozwijała się również na Pogórzu Ciężkowickim. W lipcu duchowny w miejscowości Ołpiny publicznie nawoływał do „zniszczenia wszystkich Badaczy Pisma Świętego”.
Na przełomie lat 20. i 30. XX wieku działalność w okolicy Krakowa, Myślenic, Świątnik Górnych, Woli Skrzydlańskiej, Dobczyc, Myślenic, Skawiny prowadził m.in. niejaki Hałastra, Pająk, Gredko (z ul. Różanej 11), Antoni Sargas i Świderski z Woli Duchackiej oraz Franciszek Puchała.

#### Lata 30. XX wieku
Na początku lat 30. XX wieku zbory Świadków Jehowy (przyjęcie nowej nazwy w 1931 roku) odwiedzali przedstawiciele Towarzystwa Strażnica m.in. Wacław Narodowicz, Ludwik Kinicki, Stefan Raczek, a także pracujący w Biurze Oddziału: August Raczek, Wilhelm Scheider i Frydrych.
- 1930:

W krakowskim Kinoteatrze „Bagatela” wygłaszano wykłady publiczne (jeden z nich 10 sierpnia wygłosił Augustyn Raczek). W maju w Krakowie odbyła się dwudniowa konwencja, 33 osoby zostały ochrzczone w Wiśle. W tym samym roku w sali przy ul. Kącik odbyła się jednodniowa konwencja z udziałem 250 osób.
Regularną działalność kaznodziejską prowadzono również m.in. na terenie powiatu olkuskiego.
Przedstawicielem zboru w Nowym Sączu był m.in. Władysław Kamiński.
- 1931:

Świadkowie Jehowy wytoczyli proces redaktorowi „Ilustrowanego Kuriera Codziennego” Janowi Stankiewiczowi, który pisał, że Świadkowie Jehowy to w rzeczywistości zakonspirowani komuniści, śpiewają pieśni bolszewickie, a szkoleni są na terenie Związku Radzieckiego i stamtąd są opłacani. 10 maja 1932 roku redaktor naczelny pisma został ukarany przez Sąd Okręgowy w Krakowie.
W zborze w Krakowie działał m.in. Józef Połeć (z ul. Dietla 52), Józef Stępski (z ul. Straszewskiego 26), Alojzy Prostak oraz Wiciński i Dębski. W Starym Teatrze w Krakowie wygłaszono przemówienia biblijne w esperanto. 1 sierpnia za prowadzenie działalności religijnej sąd w Kłaju skazał Franciszka Puchałę, Józefa Ślusarczyka i Jana Krupę, zamieszkałych w Woli Batorskiej, na karę 2 miesięcy aresztu.
- 1932:

Powstała grupa wyznawców w Olkuszu oraz działał zbór w Zebrzydowicach.
Działalność kaznodziejską rozpoczęło dwóch pionierów: Stanisław Czerniak oraz Stanisław Oryż..
- 1935:

Działalność kaznodziejską rozpoczęli kolejni pionierzy: niejaki Łabędź, Hałastra, Kasprzak, Lisiewicz, Orpel, Zieliński, Stanisław Mleczak, Jacek Jankowski, Bolesław Zawadzki, Jan Tałaj, Józef Makowski oraz Józef Czerniak i Jan Świder (dwaj ostatni przeszli później do Wolnych Badaczy Pisma Świętego). Pionierzy działali w województwie krakowskim (miasta i okolice Krakowa, Myślenic, Niepołomic, Nowego Sącza, Skawiny i Wieliczki), a później także w kieleckim, rzeszowskim, katowickim i częstochowskim. Co parę dni przyjeżdżali na kwaterę do domu Puchały w Woli Batorskiej. Publikacje biblijne z Biura w Łodzi przychodziła na pocztę w Niepołomicach, z której zabierano ją w teren.
Władze francuskie zarządziły deportację górników polskiego pochodzenia, wskutek czego kilkunastu głosicieli z Francji, a potem również z Belgii, powróciło do zachodniej części obecnego województwa (okolice Trzebini i Bukowna). Część pozostała na emigracji i tam kontynuowała działalność.
W tym okresie świadkowie Jehowy ze Strzemieszyc (obecnie dzielnica Dąbrowy Górniczej) kontynuowali działalność kaznodziejską, której efektem byli nowi wyznawcy w Podlipiu, Krze, Starczynowie (obecne Bukowno). W tym samym roku powstał zbór w Olkuszu.
- 1936:

Sala Królestwa 15-osobowego zboru krakowskiego znajdowała się przy ul. Brackiej nr 5. Pod tym adresem mieściła się też filia administracji czasopisma „Złoty Wiek”. W działalności kaznodziejskiej w Krakowie brało regularnie udział około 7 osób. Najczęściej prowadzono ją w podkrakowskich wioskach. W tym okresie działalność rozwijała się też na Łemkowczyźnie, szczególnie w okolicach Gorlic.

### Okres II wojny światowej (1939–1945)

#### Uwięzieni w Auschwitz-Birkenau
- Uwięzieni

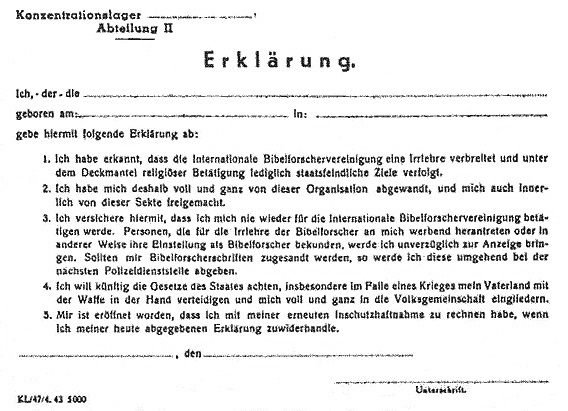
Hitlerowskie oświadczenie o wyrzeczeniu się wiary, którego podpisania odmawiali Świadkowie Jehowy w Auschwitz-Birkenau

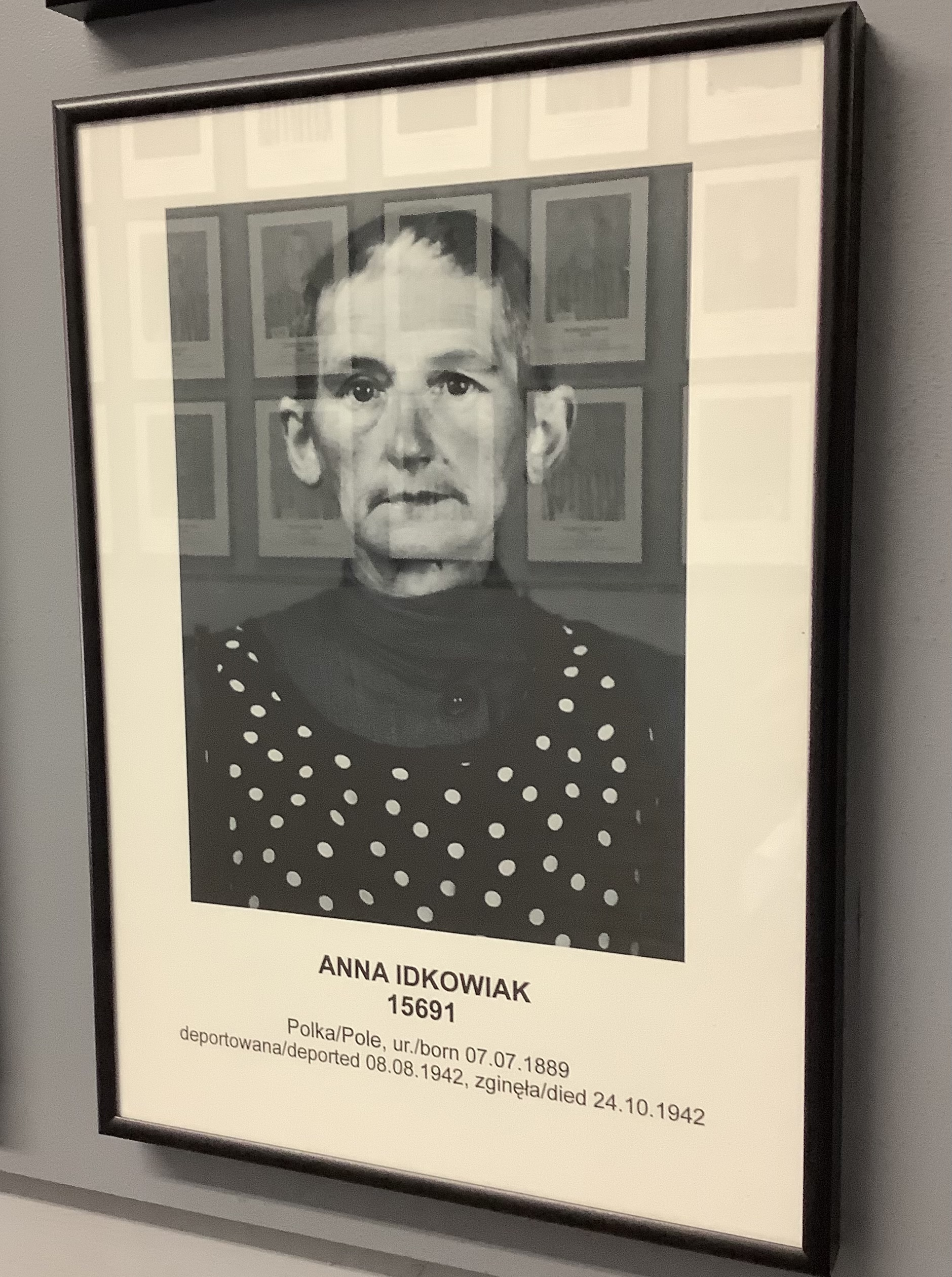
Anna Idkowiak (15691 IBV) z Poznania przywieziona do KL Auschwitz 8 sierpnia 1942 r., zmarła 24 października 1942 r. (zdjęcie z wystawy stałej w Państwowym Muzeum Auschwitz-Birkenau w Oświęcimiu)

W latach 1940–1945 w znajdującym się na terenie Małopolski hitlerowskim obozie koncentracyjny Auschwitz-Birkenau osadzono przeszło 400 Świadków Jehowy. Wśród nich było co najmniej: 193 Polaków, 126 Niemców, 21 Austriaków, 21 Holendrów, 4 Czechów, 12 Francuzów, 4 Jugosłowian (głównie ze Słowenii), 3 Ukraińców, 2 Rosjan, 3 Węgierki, 1 Luksemburczyk, 1 osoba z terenów byłego ZSRR oraz 28 osób o nieustalonej narodowości. Prawie 40% osadzonych w nim świadków Jehowy straciło życie. Spośród ponad 400 Świadków Jehowy uwięzionych w Auschwitz-Birkenau co najmniej 194 osoby wywieziono do kolejnych obozów koncentracyjnych, co najmniej 152 osoby zmarły w obozie (blisko 40% osadzonych świadków Jehowy). 10 osób zwolniono z obozu, 7 doczekało wyzwolenia, 2 zmarły w transporcie ewakuacyjnym, 1 zmarła zaraz po wyzwoleniu, a dla co najmniej 44 osób nie udało się ustalić ich dalszych losów. Fioletowym trójkątem oznaczono co najmniej 138 świadków Jehowy spośród ponad 400 osadzonych. Pozostałą grupę zaliczono do innych kategorii więźniarskich i oznaczono innymi winklami. Wiadomo jednak, że więźniowie ci byli świadkami Jehowy, a ich uwięzienie w większości przypadków miało ścisły związek z zachowaniem i postawą wynikającą z przekonań religijnych tej grupy.
- Transporty

Świadkowie Jehowy należeli do jednych z pierwszych więźniów tego obozu.
W regionie krakowskim hitlerowcy represjonowali co najmniej 23 świadków Jehowy. Część z nich aresztowano i więziono najpierw na terenie Krakowa – w Więzieniu Montelupich, a później wywieziono ich do obozu Auschwitz.
Wśród pierwszych transportów, które 26 czerwca 1940 roku dotarły do Auschwitz, znajdowali się Świadkowie Jehowy aresztowani na terenie rejencji katowickiej oraz osadzeni z więzienia w Sosnowcu. 15 sierpnia 1940 roku przewieziono świadków Jehowy z Warszawy; 7 września, 10 i 18 października 1940 roku z rejencji katowickiej; 28 lipca 1941 roku z Cieszyna.
26 marca 1942 roku w pierwszym transporcie kobiet do Auschwitz (z KL Ravensbrück) znalazło się kilka będącymi Świadkami Jehowy, a w kolejnych następne, z terenu Generalnego Gubernatorstwa oraz z III Rzeszy i terenów do niej wcielonych.
Grupę uwięzionych z obecnego województwa, stanowili przede wszystkim wyznawcy z okolic Bukowna i Olkusza. Wśród pierwszych osadzonych z tego terenu w obozie byli m.in.: Bolesław Cebo (20 lipca 1943, nr 130394) ze Starego Bukowna, Roman Dąbek (23 lipca 1943; nr 130969), Mieczysław Kaleciński (23 lipca 1943; nr 130973), Jan Kasperkiewicz (23 lipca 1943; nr 130974), Antoni Trzcionkowski (9 sierpnia 1943; nr 136257) – wszyscy z Bukowna-Starczynowa, Jan Dąbek (23 lipca 1943; nr 130968) z Podlipia, Jan Szyguła (20 lipca 1943; nr 130410) ze Starego Ujkowa, Stanisław Uliniarz z Olkusza-Słowików (13 lipca 1943; nr 129754) (lotnik, który zainteresował się wierzeniami Świadków Jehowy w Krakowie), Ignacy Imielski (nr nieustalony; 13 marca 1943 zginął w obozie) z Osieka, Józef Probierz (nr 130406) z Olkusza – w sumie do lata 1943 roku z okolic Olkusza uwięziono 12 osób (od 26 maja 1941 roku większość z nich była osadzona w areszcie w Mysłowicach). W lipcu 1943 roku został osadzony Stanisław Grzebinoga (nr nieustalony), we wrześniu 1943 roku Andrzej Mierzwa z Raszówka koło Miechowa (nr nieustalony; później przeniesiony do obozu Buchenwald), a 19 listopada 1943  roku Kajetan Ratoń z Sąspowa (nr nieustalony; zginął na terenie III Rzeszy). 8 sierpnia 1943 roku została osadzona Maria Piekarska (nr 54607; 15 listopada 1943 roku zginęła w obozie) z Trzebini (Sierszy), a 25 kwietnia 1944 roku Honorata Furman (nr 78890) z Racławic koło Olkusza.
Mieczysław Kaleciński, który został aresztowany wraz z kilkoma innymi współwyznawcami na początku wojny w Bukownie za odmowę pracy na rzecz Trzeciej Rzeszy, wspominał: „Niemcy zamierzali wcielić nas do straży ogniowej, która wówczas była służbą paramilitarną. Kazali podpisać oświadczenie, że nie jesteśmy Żydami i że będziemy sumiennie wykonywali wszelkie zadania na rzecz hitlerowskiego państwa. Nie mogliśmy na to przystać, zgodnie bowiem z regułami naszej wiary, nie możemy być żołnierzami ani pracować na rzecz wojska.” Za karę M. Kaleciński wraz z B. Cebą trafili do obozu przejściowego w Mysłowicach. Tam próbowano wcielić ich do grupy zajmującej się łapaniem zbiegłych więźniów. Odmówili, choć sam landrat straszył ich, że „pójdą do nieba przez komin”. Czekał ich wieloletni koszmarny szlak: Jaworzno II, Birkenau, w końcu obóz śmierci w Mauthausen-Gusen. Tam próbowano zatrudnić ich w fabryce uzbrojenia. Odmówili. „Gestapowcy bili nas dwójkami, jakby zabawiali się w jakąś potworną grę. W ruch szły pięści, pałki i obcasy. To cud, że niektórzy z nas przeżyli” – wspomina Cebo. Świadkowie Jehowy byli również osadzeni w tarnowskim więzieniu, skąd przewieziono ich do Auschwitz (m.in. Stanisław Zając z Borysławia; 16 lutego 1943 roku; nr 103482).
Uwięzieni zostali także wyznawcy z okolic Dąbrowy Górniczej oraz Zawiercia (26 maja 1941 roku z Grabowej).
W roku 1942 w obozie osadzono dużą grupę Świadków Jehowy z rejonu Wisły (3 lipca), Ustronia i Cieszyna, a potem z Łodzi, Poznania i innych miast.
Od końca kwietnia 1942 roku rozpoczęto osadzanie współwyznawców z okolic Lublina, a także z Niemiec, Holandii i innych krajów.
19 stycznia 1943 roku transportem z Krakowa przewieziono 11-letnią Annę Orłowską (nr 29858).
17 marca tego samego roku po 6 tygodniach okrutnego uwięzienia w Cieszynie został wywieziony do Auschwitz Andrzej Szalbot (nr 108703) z Wisły. Wkrótce potem, w kwietniu zostali tam wywiezieni inni członkowie rodziny Szalbotów oraz Cienciałów. 3 grudnia w wyniku śledztwa osadzono tam także Pawła Szalbota (nr 165348). 12-letnia Władysława Dąbek z Podlipia w roku 1943 została skierowana na roboty przymusowe w Trzebini, gdzie umieszczono ją w tamtejszym lagrze.
Od roku 1942 wielu uwięzionych świadków Jehowy przenoszono do innych obozów. Podczas przymusowej ewakuacji obozów koncentracyjnych oraz w marszach śmierci na południe i na zachód więźniowie z fioletowymi trójkątami (świadkowie Jehowy) pomagali sobie nawzajem, by uchronić się przed zastrzeleniem przez esesmanów.
- Życie religijne

Pomimo grożących konsekwencji w obozie organizowano nielegalnie spotkania religijne, także dla więźniów zainteresowanych poznawaniem Biblii. Zdarzały się pojedyncze przypadki, w których więźniowie różnych narodowości właśnie w obozach zostali świadkami Jehowy. Co wieczór zbierali się przed apelem przy bloku 15 na terenie Auschwitz, gdzie dodawali sobie otuchy, modlili się, śpiewali pieśni i omawiali fragmenty Pisma Świętego. Pomagali sobie materialnie, m.in. dzielili się żywnością i lekarstwami. Zgodnie z zasadami swojej wiary nie uczestniczyli w jakiejkolwiek formy oporu, zachowując apolityczność. W jednym czasie w KL Auschwitz mogło przebywać przynajmniej kilkudziesięciu więźniów świadków Jehowy. Początkowo, w obawie przed prowadzonymi przez nich rozmowami na tematy religijne, starano się ich odseparować od reszty więźniów. Kiedy to jednak nie skutkowało, aby złamać ich upór, rozproszono ich po całym obozie. Od czerwca 1943 roku naziści starali się, aby w jednym bloku nie trzymać więcej niż 2–3 świadków Jehowy, by nie mogli przekazywać swoich nauk innym osadzonym. Do obozu przemycano również publikacje Świadków Jehowy
.
- Zatrudnianie więźniarek

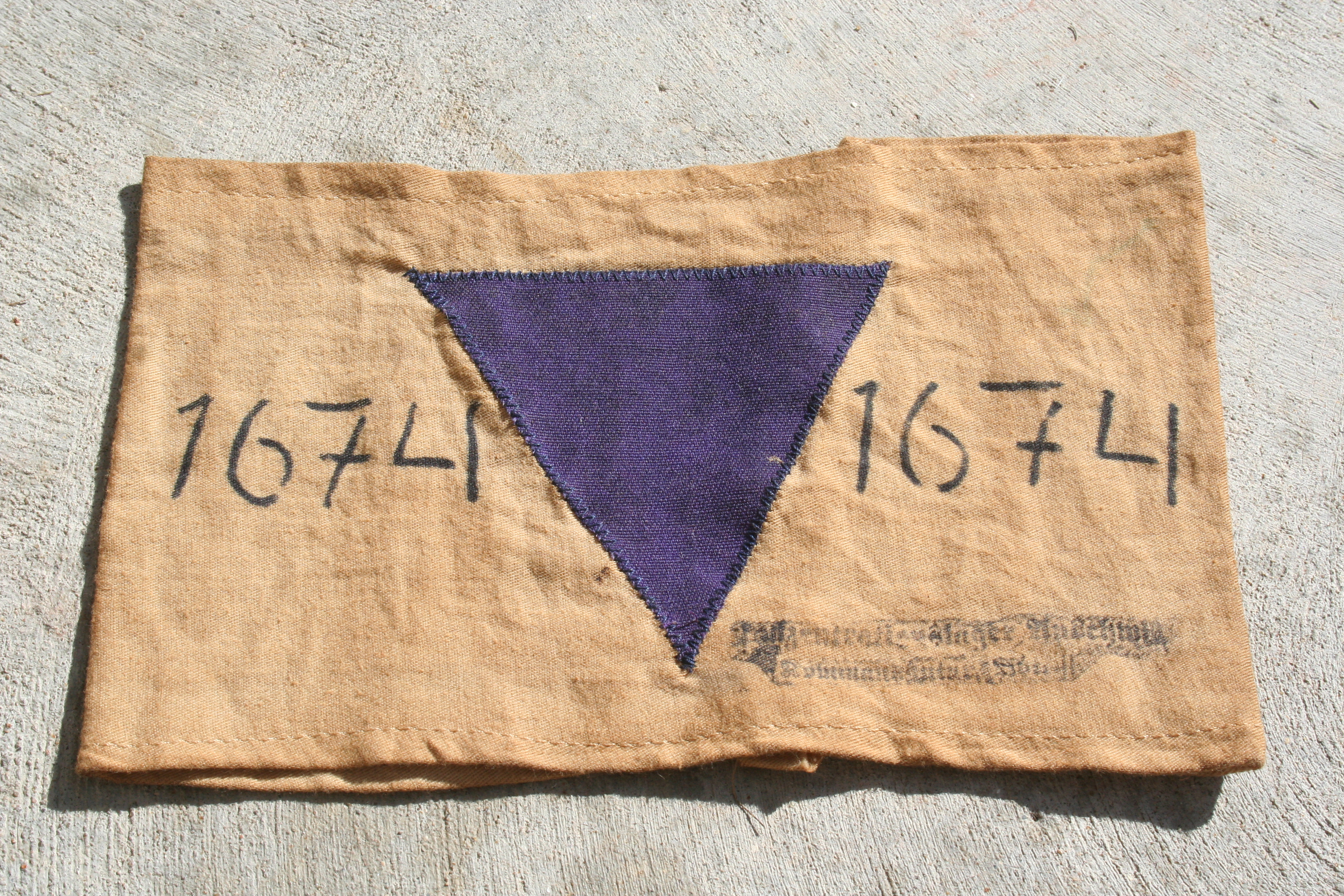
W czasie II wojny światowej wielu świadków Jehowy zostało osadzonych w hitlerowskich obozach koncentracyjnych i nosiło znak fioletowego trójkąta

30 września 1942 roku Rudolf Höss wydał zezwolenie na zatrudnianie kobiet będących świadkami Jehowy w domach rodzin SS, w charakterze pomocy domowych. 19 lutego 1943 roku Henrich Schwarz, kierownik zatrudnienia obozu Auschwitz, wysłał radiogram do Głównego Urzędu Administracyjno-Gospodarczego w Oranienburgu, w którym poprosił o przeniesienie z KL Ravensbrück 30 niemieckich więźniarek będącymi świadkami Jehowy, by mogły pracować w wielodzietnych rodzinach esesmanów, z powodu ich aresztowania ze względu na przekonania religijne i znani byli z dobrej pracy rzetelności i sumienności, które też wynikała z ich wyznania. Wykonywana była praca nie związana ze sprawami militarnymi. W maju 1943 roku 99 kobiet będącymi świadkami Jehowy było tak zatrudnionych. Dołączyły do nich z kolejnych transportów (również Polki z Wielkopolski z fioletowymi trójkątami). Sophie Stippel (nr 619) oraz Gertruda Blask (jej numer obozowy nie jest znany) pracowały w domu Rudolfa Hössa jako kucharki. Straże nazywały te kobiety „biblijnymi pszczołami” lub „biblijnymi gąsienicami”.
- Postawa

Od 1941 roku Heinrich Himmler osobiście nakłaniał wyznawców do podpisania oświadczenia o wyrzeczeniu się wiary, jednak nikt tego nie uczynił.
Komendant obozu Rudolf Höss na temat więźniarek będącymi świadkami Jehowy powiedział: „Mimo swej mniej lub hardziej fanatycznej postawy były bardzo pożądanym elementem. Pracowały one przeważnie w gospodarstwach domowych wielodzietnych rodzinach, w domu SS-manów, a nawet w kasynie oficerskim SS jako personel obsługujący, głównie zaś w rolnictwie, jak np. na farmie drobiu w Harmężach oraz na różnych folwarkach obozowych”. Dzięki pracy poza obozem więźniarki zdobywały publikacje Świadków Jehowy i potajemnie przemycały je do obozu. Na farmie hodowlanej w Harmężach więźniarki będące świadkami Jehowy gotowały dla grupy więźniarek. Podobnie jak mężczyźni, również kobiety, będące świadkami Jehowy cieszyły się dobra opinia, zwłaszcza Niemki, które stanowiły przeciwieństwo znanych z okrucieństwa więźniarek funkcyjnych tej narodowości. Więźniarki pracujące bez dozoru, często na zewnątrz przekazywały informacje o sytuacji w obozie. Pocieszały też inne osoby (w tym Żydówki), które czekały na karę śmierci.
„Więźniowie z fioletowym różnili się od innych wyglądem: starali się utrzymywać w czystości ubrania obozowe i zachowywać pogodny wyraz twarzy. Troszczyli się o swoich współwyznawców, wspierali tych którym brakowało już sił. Konsekwentnie stawiali ‚bierny opór’ zwyrodniałymi esesmanom, przyjmując i wykonując ochoczo pracę, jeżeli nie była ona sprzeczna z zasadami religii (…), ich postawa wpływała budujące na współwięźniów, a ich codzienny i zdecydowany opór utwierdzał innych w przekonaniu, że w każdych warunkach można dochować wierności wyznawanym zasadom”.
Historyk, prof. Christine King, napisała: „Im bardziej byli uciskani, tym mocniej zwierali szeregi, a ich opór nabierał twardości diamentu”, dodała: „Dlatego ich przeżycia to cenny materiał dla każdego, kto prowadzi badania nad przetrwaniem w warunkach ekstremalnych”.
Niektórzy z więźniów obozów koncentracyjnych obserwowali postawę osadzonych świadków Jehowy, co przyczyniło się do zostania przez nich świadkami Jehowy jeszcze w czasie uwięzienia lub zaraz po zakończeniu wojny (m.in. porucznik AK z Miechowa, Joseph Kempler z Krakowa, Józef Piekarski z Trzebini (Sierszy)).

#### Działalność w czasie niemieckiej okupacji
W roku 1940, 1941, 1942 (25 lipca i wrzesień) i 1943 (5 czerwca) chrzty odbyły się w okolicach obecnego Bukowna, a w roku 1942 w okolicach Racławic koło Miechowa. Prowadzono działalność kaznodziejska, np. zbór w Woli Batorskiej koło Niepołomic zdołał ja prowadzić w około 60 miejscowościach, na którym obszarze powstało wtedy 6 nowych zborów.
W okolicy Zawady i Racławic koło Olkusza, przemycano publikacje biblijne z Generalnego Gubernatorstwa na teren III Rzeszy.
W roku 1943 powstał zbór w Bydlinie (na północno-zachodnim krańcu obecnego województwa). Powstały też grupy m.in. w Ujkowie Nowym, Małobądzu, Podlipiu i Bolesławiu.
W okresie wojennym za prowadzenie działalności religijnej aresztowano 7 świadków Jehowy z Raszówka (okolice Miechowa).
Egzemplarz „Strażnicy” dostarczano do Krakowa, gdzie przepisywano go na matrycę woskową. Później Alojzy Prostak wraz z niejakim Winklem powielał tekst w ilości do 200 egzemplarzy. Następnie były one przekazywane zborom na terenie województwa krakowskiego i kieleckiego. Powielanie tego czasopisma w Krakowie trwało do roku 1947.
W maju 1944 roku w więzieniu w Krakowie przebywało dwóch aresztowanych świadków Jehowy z okolic Myślenic. W wyniku donosu, że na początku wojny, gdy nie byli jeszcze świadkami Jehowy, należeli do ruchu oporu. Od chrztu w 1941 roku, porzucili tę działalność. Mężczyźni zostali wysłani do obozu koncentracyjnego.
Pod koniec wojny, jesienią 1944 roku w Dalewicach, za odmowę kopania okopów (ze względu na przekonania religijne), zleconą przez niemieckie wojsko, zastrzelono Katarzynę i Jana Herodów, młode małżeństwo świadków Jehowy z Racławic koło Miechowa, osierocając swoje dzieci, które również zostały świadkami Jehowy.

### Okres powojenny

#### 1945–1949
W drugiej połowie lat 40. XX wieku głosiciele z okolic Trzebini rozpoczęli regularną wyjazdową działalność kaznodziejską w okolicach Andrychowa i Krzeszowic (gdzie jedną z pierwszych była Maria Zielińska ochrzczona w 1947 roku, zm. 1969). Z Trzebini działalność rozpowszechniła się na tereny zachodnie obecnego powiatu krakowskiego – okolice Krzeszowic – powstały grupy wyznawców w okolicach Nowej Góry, Tenczynka, Racławic, w Smolicach (1945), z rozrastającego się zboru w Olkuszu, powstał kolejny Starczynów–Podlipie. Na terenie od Mysłowic do Krakowa i od Olkusza do Andrychowa było zaledwie 36 głosicieli. W latach 1946–1949 zgromadzenia odbyły się m.in. w Chrzanowie, Czarnym Dunajcu, Krakowie, Nowym Targu, Olkuszu, Starczynowie (Bukownie), Raszówku, Poznachowicach, Tarnowie i Zakopanem. Na przełomie lat 40. i 50. XX wieku w Zakopanem działało 24 głosicieli. W tym okresie rozwijała się też działalność w okolicy Tuchowa, szczególnie w Jodłówce Tuchowskiej.
- 1945

W pierwszym kwartale na terenie województwa krakowskiego funkcjonowało 13 zborów, w których działało 239 głosicieli, a w drugim kwartale liczba głosicieli wzrosła do 230 w 15 zborach.
- 1946:

9 czerwca około 50 głosicieli z Olkusza i okolicy w czasie działalności kaznodziejskiej pod Racławicami (pomiędzy Olkuszem a Krzeszowicami) zostało brutalnie pobitych przez mieszkańców wsi, podburzonych przez jedną z kobiet. W tym w czasie właśnie w Racławicach pojawili się świadkowie Jehowy (m.in. Andrzej Wadowski (ur. 1.11.1897, zm. 7.12.1986) i Rozalia Wadowska (ur. 3.08.1895, zm. 23.12.1961)) oraz nowi w sąsiedniej Zawadzie. Brutalnych pobić za przynależność do Świadków Jehowy dokonano w sierpniu w Ryglicach, a 15 września i 10 października w Skawcach. Również do pobić doszło w czasie działalności kaznodziejskiej 55 krakowskich głosicieli w Skale.
21 i 22 lipca w Starczynowie (obecnie część Bukowna) odbyła się konwencja z udziałem 1400 osób. Ochrzczono 83 osoby. Przy tej okazji, 21 lipca, 280 głosicieli brało udział w działalności kaznodziejskiej w Olkuszu. 22 września głosiciele z terenu Małopolski uczestniczyli w ogólnokrajowej konwencji pod hasłem „Weselące się narody” w Katowicach. 7 i 8 września konwencja (zgromadzenie) z udziałem 1300 osób odbyła się w Raszówku. 38 osób zostało ochrzczonych. Głosiciele uczestniczyli w kampanii zapraszania mieszkańców 8 miejscowości (w tym Działoszyc) na to wydarzenie. 25 grudnia konwencja odbyła się w Olkuszu (ponad 950 obecnych). Funkcjonowało 14 grup (zborów) składających się z 48 „kółek”, w których działało 353 głosicieli.
- 1947:

W lutym spośród 19 oskarżonych za pobicie głosicieli w Racławicach, siedmiu zostało skazanych przez Sąd w Olkuszu na rok więzienia w zawieszeniu na 3 lata. 4 lutego za przynależność do Świadków Jehowy dokonano w Kobylcu, a 25 grudnia w Jodłówce Tucholskiej. W rejonie Suchej Beskidzkiej działalność kaznodziejska prowadziły dwie pionierki.
Od 11 marca do 13 marca w Teatrze Miejskim w Tarnowie Świadkowie Jehowy na podstawie zezwolenia uzyskanego od PUBP zorganizowali zgromadzenia. Na pierwszym było 240 osób, na drugim 380, a na trzecim 620 osób. 90% obecnych pochodziło spoza powiatu tarnowskiego. 13 marca ochrzczono 16 kobiet i 16 mężczyzn.
16 marca w krakowskim kinie Apollo odbył się pierwszy publiczny odczyt biblijny pt. „Rząd światowy nastał”, którym zainteresowało się około 1000 osób.
25 i 26 maja w (już nieistniejącej) hali sportowej przy ul. Zwierzynieckiej 24 w Krakowie na ogólnokrajowym kongresie pod hasłem „Chwalcie Jehowę wszystkie narody” (było to hasło biblijne na rok 1947). Wśród obecnych – w budynku oraz na placu zewnętrznym – było około 7000 świadków Jehowy (ograniczoną liczbę zaproszonych delegatów ze zborów z Polski), którzy nosili plakietki kongresowe w kształcie fioletowego trójkąta, wzorowane na oznakowaniu świadków Jehowy w obozach koncentracyjnych by przypominać o prześladowaniach, jakie przeszli pod rządami nazistów. Przybyli delegaci z Polski oraz dwaj absolwenci Szkoły Gilead. Pieśni Królestwa śpiewane były przez chór świadków Jehowy z Lublina przy akompaniamencie orkiestry. Delegaci przyjeżdżali wynajętymi wagonami kolejowymi (władze nie udzieliły zniżek na bilety), zakwaterowani byli w szkołach. 476 osób zostało ochrzczonych przez 16 zanurzających w rzece Wiśle. Wykładu publicznego wysłuchało około 8000 osób. Głosicielom udostępniono bezpłatne konkordancje biblijne (7200 egzemplarzy). Nathan Homer Knorr nie otrzymał od polskich władz wizy na przyjazd na kongres, chociaż inne kraje europejskie mu ją udzieliły.
Na terenie ówczesnego województwa krakowskiego działały 22 zbory – m.in. w Krakowie, Nowym Sączu, Bydlinie, Olkuszu, Starczynowie, Tarnowie, Podlipiu i Trzebini. Szczególnie od maja 1947 roku zaczęli rozwijać działalność. Było to widoczne nie tylko w Krakowie, ale też w innych powiatach, np. w miechowskim, gdzie działało około 200 głosicieli. W samym Krakowie działalność kaznodziejską prowadziło około 60 głosicieli, zbór krakowski na zebrania wynajmował sale kinowe (m.in. kino Apollo). Zebrania odbywały się również w mieszkaniach prywatnych m.in. w Krakowie w kamienicy przy ul. Starowiślnej 8. Do krakowskiego zboru należeli m.in.: Alojzy i Maria Prostakowie, Motylewicze, Władysław Sukiennik, Stachowie, Otto i Połeć. Również w innych miastach wynajmowano kina (m.in. w Wieliczce, gdzie na zebrania przychodziło do 400 osób).
Świadkowie Jehowy pojawili się również na przedmieściach Krakowa (m.in. w Chełmie). W budynku poczty w Bukownie oraz w remizie w Laskach odbywały się odczyty biblijne. Ze zboru w Starczynowie powstał kolejny – Podlipie, a w Wolbromiu powstała grupa wyznawców.
Najwięcej świadków Jehowy zamieszkiwało Kraków oraz powiaty miechowski, chrzanowski, myślenicki i olkuski.
- 1948:

18 stycznia w Raszówku dokonano brutalnych pobić za przynależność do Świadków Jehowy. 19–21 marca w Chrzanowie odbył się kongres, którego uczestnicy nosili plakietki kongresowe w kształcie fioletowego trójkąta, wzorowane na oznakowaniu Świadków Jehowy w obozach koncentracyjnych, by przypominać o prześladowaniach, jakie przeszli pod rządami nazistów. Do Starostwa Powiatowego w Olkuszu wpłynęło zgłoszenie o działalności zboru w Olkuszu.
- 1949:

18–20 lutego odbyło się zgromadzenie w sali kina w Olkuszu, a 22 maja w Czarnym Dunajcu.
W kwietniu krakowski zbór zwrócił się do Urzędu Wojewódzkiego w Krakowie o wydanie poświadczenia zgłoszenia zboru przez Biuro Krajowe w Łodzi (z adresem zboru: ul. Karmelicka 7). Prośba była motywowana staraniami o przydział lokalu na dom modlitwy. Kolejnym pismem z 5 października 1949 roku krakowski zbór zwrócił się ponownie o wskazane powyżej zaświadczenie do Wydziału Społeczno-Politycznego Urzędu Wojewódzkiego w Krakowie. Proszono w nim także o wyrażenie przez Wydział opinii co do przydziału dla zboru lokalu przy ul. Stradom 15 (dawny garaż w podwórzu połączony z ciemnym magazynem) w celu zorganizowania tam domu modlitwy (dotychczasową siedzibę zboru wskazano ul. Fałata 14/30, mieszkanie A. Prostaka).

### Prześladowania

#### Przed delegalizacją działalności
Co najmniej od 1946 roku KW MO w Krakowie i Urząd Bezpieczeństwa prowadzili sprawy operacyjne m.in. o kryptonimach: „Placówka” (1947–1956; Zdzisław Wilk); dotycząca utrzymywania przez niego kontaktów z pracownikami placówek dyplomatycznych Stanów Zjednoczonych, „Franek” (1948–1956; Franciszek Waligórski), „Paczka” (1948–1956; Franciszek Waligórski), „Azot” (1949–1960; Władysław Kozakiewicz), „Nawrócony” (1949–1956; Ludwik Bandura i Franciszek Karaś), „Sługa” (1949–1956; Józef Żak), „Niedobitki” (Stefan Siewniak; dotycząca prowadzenia działalności na terenie powiatu chrzanowskiego; 1949–1955).
Prowadzili również sprawy operacyjne m.in. przeciwko takim osobom jak: Stanisław Koszowski (1946–1958), Franciszek Guzik (1946–1957), Maria Parkoła (1946–1956), Mikołaj Koziej (prowadzącemu działalność na terenie Zakopanego; 1947–1968), Jan Sadowski (1947–1956), Zbigniew Budzyń (1947–1956), Mieczysław Dąbek (1947–1956), Jan Twardy (1947–1956), Jadwiga Kowalczyk (prowadząca działalność na terenie powiatu nowotarskiego; 1948–1955), Józef Gajecki (prowadzący działalność na terenie Biecza; 1948–1956), Antoni Sadecki (1948–1955; „Przewodniczący Zboru Związku Wyznaniowego „Świadkowie Jehowy” w Tarnowie”), Maria Prostak (prowadząca działalność na terenie Krakowa; 1948–1956), Franciszek Koterba (1948–1956), Leon Wojtanowicz (1948–1956), Michał Łyko (1948–1956), Julian Rzepka (1948–1957), Maria Piec (prowadzącej działalność na terenie gminy Książ Wielki; 1949–1955), Józef Mierzwa i Edward Musiał („w sprawie posiadania i rozpowszechniania wydawnictw związkowych oraz rozpowszechniania treści antyreżimowych na terenie kopalni „Janina” w Libiążu”; 1949–1956), Józef Mrugacz (1949–1955), Michał Gwiżdż (1949–1955), Józefa Koszowska (1949–1956), Jan Ciechanowski (1949–1956), Władysław Kozakiewicz (1949–1959).
22 maja 1949 roku dowódca placówki wojskowej w Czarnym Dunajcu samowolnie przerwał i zakończył konwencję odbywającą się w tej wsi pod groźbą rozstrzelania tych, którzy nie podporządkują się jego rozkazowi oraz aresztował jej organizatorów: Floriana Bisagę i Stanisława Mleczarza. Notatka służbowa sporządzona przez Krzysztofa Srokowskiego, kierownika Sekcji 5 Wydziału V WUBP w Krakowie, wskazuje, iż podejrzewał on, że kapitan Wojska Polskiego wykonał polecenie miejscowego proboszcza rzymskokatolickiego, ks. Konstantego Łabędzia, który „w tym dniu zorganizował również po ulicach Czarnego Dunajca bojówki złożone z ludności wiejskiej”. W czerwcu 1949 roku na 2 lata więzienia skazano funkcjonariusza MO w Krakowie Józefa Ptaka, który miał przekazywać informacje o planowanych działaniach podejmowanych wobec Świadków Jehowy.
W sierpniu 1949 roku na 2 lata więzienia skazano krakowskiego świadka Jehowy, Antoniego Bistę, za rzekome „rozsiewanie wrogiej propagandy antypaństwowej oraz wrogie wypowiedzi przeciwko ZSRR i krajom Demokracji Ludowej”. Zbliżał się czas delegalizacji wyznania przez władze komunistyczne.
Według szacunków Wojewódzkiego Urzędu Bezpieczeństwa wiosną 1950 roku na terenie województwa działały 54 grupy (zbory). Ustalił też informacje o 534 głosicielach mieszkających w województwie krakowskim i oszacował na 3240 liczbę głosicieli oraz osób zainteresowanych. W czerwcu 1950 roku według kolejnych szacunków WUB działały 52 grupy i co najmniej 2200 głosicieli.
Bezpośrednią przyczyną represji stała się odmowa złożenia podpisów pod apelem sztokholmskim – zarówno przez związek wyznaniowy, jak i jego poszczególnych wiernych. Proces zbierania podpisów pod apelem rozpoczął się 16 kwietnia 1950 roku. Odmowę złożenia podpisu traktowano jako poparcie dla „amerykańskich imperialistów” i sprzeciw wobec „pokojowej polityki” ZSRR. Stało się to dla komunistycznej władzy dogodnym pretekstem do rozpoczęcia represji wobec tej grupy wyznaniowej, zwłaszcza że składania podpisów odmawiali zwykli wierni, swoją postawę tłumacząc neutralnością wobec polityki państwa. W efekcie rozpoczęła się pierwsza fala aresztowań, która miała na celu likwidację tego związku wyznaniowego. Dla przykładu w powiecie olkuskim, większość z 86 osób odmawiających złożenia podpisu, to świadkowie Jehowy.

#### Delegalizacja działalności i prześladowania
- 1950:

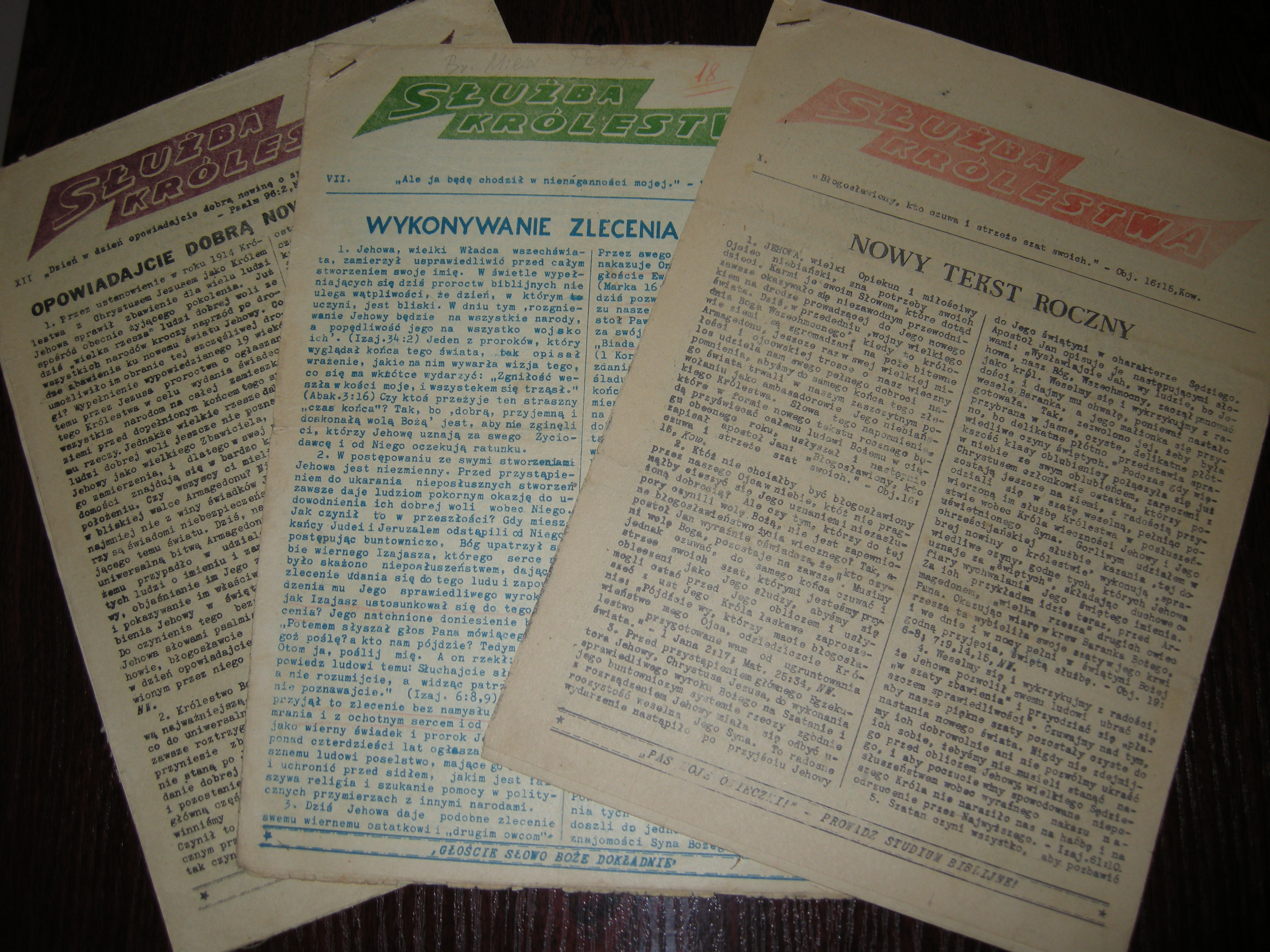
Publikacje Świadków Jehowy („Nasza Służba Królestwa” z lat 50. XX w.) drukowano potajemnie w okresie zakazu działalności również na terenie województwa

W nocy z 21 na 22 czerwca ogólnokrajowa fala aresztowań objęła większość głosicieli.
Od 2 lipca po delegalizacji, działalność prowadzona była konspiracyjnie. Rozpoczęto konspiracyjną działalność wydawniczą publikacji biblijnych w kilku ukrytych ośrodkach drukarskich na terenie województwa (m.in. w okolicach Trzebini, Olkusza, Zakopanego, Andrychowa, Krzeszowic (Filipowice i Wola Filipowska na przeł. lat. 60 i 70 XX w.), Krakowa (Bębło w latach 1970–1971 i 1987–1989)). W ścisłej konspiracji organizowano chrzty nowych wyznawców (m.in. 9 sierpnia 1950 roku 7 osób zostało ochrzczonych w rzece Skawa w Skawcach).
Za prowadzenie działalności religijnej świadkowie Jehowy byli osadzani w więzieniach, w Krakowie było to głównie Więzienie Montelupich oraz w siedzibie Wojewódzkiego Urzędu Bezpieczeństwa Publicznego przy Placu Inwalidów 3. Również za odmowę służby wojskowej skazywano ich na kary więzienia w zakładach karnych w Krakowie, Tarnowie, Nowym Sączu, Nowym Wiśniczu, Wadowicach, Trzebini (w tym Trzebini-Gaju) oraz w obozie pracy kopalni w Brzeszczach.
W województwie krakowskim, poza główną akcją aresztowań z czerwca, 5 lipca przeprowadzono następną, podczas której aresztowano ponad 20 osób. Według niepełnych danych z 8 lipca liczba aresztowanych w województwie wynosiła 87. Do 5 sierpnia liczba ta wzrosła do 142 osób, 82 zostały zwolnione, a 60 pozostawało w areszcie. Na koniec 1950 roku spośród 153 aresztowanych, 13 zostało skazanych na karę bezwzględnego pozbawienia wolności. Rozpoczęte represje dotknęły również większość świadków Jehowy zamieszkujących powiat chrzanowski z należącymi do niego wtedy miejscowościami: Chrzanów, Trzebinia, Libiąż, Jaworzno, Krzeszowice, Tenczynek.
Funkcjonariusze UB rozpoczęli prowadzenie spraw operacyjnych: wobec Świadków Jehowy, na przykład w Tarnowie pod kryptonimem „Królestwo”, wobec czterech świadków Jehowy z tego miasta oraz pod kryptonimem „Krawiec” zakończoną w roku 1960, która dotyczyła prowadzenia działalności w tym mieście. W latach 1950–1965 funkcjonariusze UB prowadzili sprawę pod kryptonimem: „Odwetowcy”, która dotyczyła „kontroli aktywistów związku wyznaniowego Świadków Jehowy” (m.in. Aleksander Bielawski).
Rozpoczęto również sprawy operacyjne pod kryptonimami „Prawda” (1950–1956; Aniela Stawska), „Granica” (1950–1960; Edward Przybyło), „Drukarz” (1950–1960; Józef Kępa), „Bracia” (1950–1956; Stefan Grabowski), „Siostry” (1950–1956; Franciszek Jankowski), „Kolejarz” (1950–1960; Wojciech Zając), „Józek” (1950–1961; Józef Piekarski), „Goniec” (1950–1961; Władysław Niemczyk).
Rozpoczęto też sprawy operacyjne m.in. przeciwko takim osobom jak: Waldemar Nowak (1950–1952), Rozalia Kapusta (1950–1954), Tadeusz Popek (1950–1955), Edward Lazurowicz (1950–1955), Marian Łaskawiec (1950–1955; więzień Obozu Pracy w Jaworznie), Edward Kaleciński (1950–1955), Józef Kwieciński (1950–1955), Władysław Gawełda (1950–1955), Mieczysław Szwed (1950–1955), Taodozy Pruc (1950–1955), Aleksander Jędrysiak (1950–1956), Marcin Woźniak (1950–1956), Stefan Raczek (1950–1956), Karolina Koziarz (1950–1956), Władysław Puła (1950–1956), Józef Kącik (1950–1956), Tomasz Bigaj (1950–1956; „w związku z utrzymywaniem kontaktów z osobami przebywającymi w Stanach Zjednoczonych”), Zofia Sitko (1950–1956), Władysław Grabowski (1950–1956), Stanisław Siewniak (w tym „prowadzenia nielegalnej drukarni wydawnictw związku wyznaniowego Świadkowie Jehowy na terenie powiatu chrzanowskiego”; 1950–1959), Zenon Smętek (prowadzący działalność na terenie Bydlina; 1950–1956), Kazimierz Florek (1950–1956), Władysław Chowaniec (1950–1958; „dotycząca sługi grupy związku wyznaniowego Świadkowie Jehowy w Zakopanem”), Jadwiga Ryś (1950–1955), Andrzej Wardęga (1950–1956), Franciszek Skwarczowski (1950–1956), Tomasz Guja (1950–1956), Adam Sajak (1950–1956), Janina Nowak (1950–1956), Marian Żyznowski (1950–1955), Piotr Sito (1950–1955), Rajmund Witkowski (1950–1955), Edward Jędrysiak (1950–1955), Tadeusz Marynka (1950–1955), Zbigniew Żyznowski (1950–1956), Pius Olaszewski (1950–1956), Albin Sędrzak (1950–1956), Stanisław Ślusarczyk (1950–1956), Jan Musiał (1950–1957), Antoni Guzik (1950–1957), Antoni Wąs (prowadzący działalność na terenie Zakliczyna; 1950–1960), Kajetan Wołoszyn (1950–1960), Jan Dąbek (1950–1963), Aleksander Bielawski (1950–1965), Stanisław Dziadkiewicz (prowadzący działalność na terenie Tuchowa; 1950–1966).
- 1951:

22 marca Władysław Sukiennik (ur. 13.10.1907, zm. 9.03.2003) z Krakowa w procesie warszawskim został wraz z 7 innymi współwyznawcami skazany za prowadzenie działalności religijnej. Jesienią w Zalesiu Golczowskim koło Olkusza odbyło się tajne spotkanie Komitetu Kraju.
Funkcjonariusze Służby Bezpieczeństwa założyli sprawę przeciwko świadkom Jehowy z Tarnowa. Rozpoczęto sprawy operacyjne m.in. przeciwko takim osobom jak: Jan Puła (1951–1956), Kazimierz Wojtaszek (1951–1956), Marian Rejdych (1951–1952), Edward Odziemiec (1951–1955), Bolesław Weryński (1951–1955), Maria Gzyl (1951–1955), Marian Stach (1951–1955), Jan Kopczyk (1951–1958).
- 1952:

Rozpoczęto sprawy operacyjne pod kryptonimem: „Orzech” (1952–1956; Jan Krężel), „Bracia” (1952–1956; Katarzyna Wątorek), „Wolni” (1952–1955; Jan Cygal; dotycząca działalności na terenie powiatu limanowskiego).
Rozpoczęto również sprawy operacyjne m.in. przeciwko takim osobom jak: Mieczysław Kaleciński (prowadzący działalność na terenie Bukowna; 1952–1958), Jan Dziadkiewicz (prowadzący działalność na terenie Jodłówki Tuchowskiej; 1952–1958), Bogumił Podwika (prowadzący działalność na terenie Krakowa; 1952−1956), Edward Mierzwa (prowadzący działalność na terenie powiatu miechowskiego; 1952–1955), Leon Karcz (1952–1955), Stanisław Kantor (1952–1955), Józef Tomczyk (1952–1956), Janina Chojnacka (1952–1956), Roman Frankowski (1952–1953), Ludwik Węgrzyn (1952–1953), Edward Wochlik (1952–1954), Helena Wojtaś (1952), Wiesław Rejdych (1952), Władysław Wojtas (1952–1971; „z uwagi na aktywną działalność w związku wyznaniowym Świadków Jehowy i pełnioną funkcję opiekuna nielegalnej drukarni”), Antoni Cupryś (1952–1960).
- 1953:

Zostali ochrzczeni pierwsi świadkowie Jehowy z Sułkowic k. Andrychowa (m.in. Maria (ur. 1918, zm. 1990) i Jan Karczowie (ur. 1916, zm. 2000), Obozowie, Syrek, Szczurkowie).
W marcu 1953 roku – według doniesień prasowych – w ręce UB wpadła jedna z nich w Podlesiu koło Olkusza.
W więzieniach w Krakowie, Wadowicach i Nowym Sączu przebywali świadkowie Jehowy skazani za prowadzenie działalności religijnej (w tym wydawniczej). W lipcu amnestią nie zostały objęte trzy kobiety będące świadkami Jehowy, które przebywały w więzieniu Montelupich. Na terenie budowy kombinatu Nowej Huty organy bezpieczeństwa odnotowały wzrost aktywności Świadków Jehowy. Celem ich działalności według Urzędu Bezpieczeństwa była agitacja religijna pośród robotników.
Rozpoczęto sprawy operacyjne pod kryptonimem: „Anastazja” (1953–1956; Anastazja Zielińska; dotycząca utrzymywania kontaktów korespondencyjnych z rodziną zamieszkałą w USA i Wielkiej Brytanii), „Cukiernik” (1953–1960; Wojciech Szczurek; dotycząca kolportażu publikacji biblijnych), „Wytwórca” (1953–1960; Józef Surlas), „Wyznawcy” (1953–1956; Anna Kokoszka; dotycząca działalności na terenie Krakowa-Nowej Huty), „Podhalanka” (1953–1957; Jan Wiercigroch), „Awanturnik” (1953–1961; Władysław Szklarzewicz), „Czarna” (1953–1957; Janina Bednarek).
Rozpoczęto również sprawy operacyjne m.in. przeciwko takim osobom jak: Józef Guja (1953–1983), Stanisław Kucharz (1953–1955), Zdzisław Grabowski (1953–1955), Marian Kowalski (1953–1955), Jan Barczyk (1953), Bolesław Kotecki (1953–1956; „w związku z utrzymywaniem kontaktów z osobami przebywającymi w Stanach Zjednoczonych”).
- 1954:

Ochrzczono kolejnych Świadków Jehowy z Krzeszowic oraz z Tenczynka. Z końcem roku organy bezpieczeństwa donosiły o „ujawnieniu większej liczby dotychczas nieznanych im aktywnych Świadków Jehowy”.
Alojzy Prostak (ur. 18.06.1905, zm. 11.08.1954), nadzorca podróżujący z Krakowa został aresztowany w Szczecinie w maju 1952 roku, następnie przetrzymywany dwa lata w warszawskim i łódzkim areszcie, był tak brutalnie przesłuchiwany przez funkcjonariuszy UB, że znalazł się w szpitalu więziennym. Po prośbie żony złożonej za radą adwokata został zwolniony, lecz tydzień później 11 sierpnia 1954 roku zmarł. W jego pogrzebie w Krakowie wzięło udział około 2000 osób. Nad grobem wygłoszono przemówienie, dobitnie potępiające sadystyczne metody śledztwa stosowane przez UB.
Rozpoczęto sprawy operacyjne m.in. przeciwko takim osobom jak: Wincenty Michalski (prowadzący działalność na terenie Krakowa; 1954–1955), Aleksander Bielawski (1954–1955), Szczepan Malinowicz (1954–1955), Bolesław Czerniak (1954–1955), Władysław Łuszcz (1954–1956; dotycząca działalności na terenie Krakowa), Zdzisław Kański (1954–1956), Bolesław Pawlik (1954–1956), Lucjan Dębski (1954–1956), Jan Reich (1954–1956).
- 1955:

W sprawozdaniu z pracy Wydziału VI Wojewódzkiego Urzędu do spraw Bezpieczeństwa Publicznego w Krakowie za miesiąc styczeń 1955 roku wskazywano na niesłabnący wzrost aktywności Świadków Jehowy w Krakowie oraz wzrost kolportażu ich literatury. W lutym Urząd Bezpieczeństwa odnotował czasowy spadek aktywności Świadków Jehowy, związany z aresztowaniem „sługi dzielnicy”, działającego na terenie Krakowa. W marcu aresztowanych zostało czterech świadków Jehowy zamieszkałych w Krakowie. W związku z tym wzmożono konspirację pośród wyznawców, co szczególnie zaznaczyło się w samym Krakowie, a w mniejszym stopniu występowało w okolicznych powiatach. Trzeci kwartał przyniósł wzrost liczby świadków Jehowy w Krakowie.
Rozpoczęto sprawy operacyjne pod kryptonimem: „Gospodarz” (1955–1961; Franciszek Sumera), „Pionier” (1955–1959; Stanisław Kozub), „Stolarz” (1955–1960; Sylwester Pilch), „Sokół” (Czesław Kalinowski; dotycząca „byłego pracownika Oddziału II Sztabu Generalnego WP, żołnierza Armii Krajowej podejrzanego o kontakty z członkami związku wyznaniowego Świadkowie Jehowy”; 1955–1958), „Sługa Obwodu” (Witold Kroczek; 1955–1958) oraz sprawy operacyjne m.in. przeciwko takim osobom jak: Teofil Trybuś i Erchard Herich (1955), Zdzisław Curyło (dotycząca prowadzenia działalności na terenie powiatu miechowskiego; 1955–1956), Bolesław Cyran i innym świadkom Jehowy pracującym w Instytucie Odlewnictwa w Krakowie (1955–1957), Stanisław Pałka (z terenu okolic Krakowa, „za uchylanie się od obowiązku służby wojskowej”; 1955), Ireneusz Poop (1955–1961), Lechosław Filipek (1955–1956), Józef Bodzek (dotycząca prowadzenia działalności na terenie gminy Andrychów; 1955–1957), Henryk Wilk (1955), Michał Kukulak (1955–1957), Maria Janof (1955–1957), Bazylia Łopatczak (1955), Józef Baster (1955), Aleksandra Gzyl (1955), Bolesław Żak i Antoni Żak (1955–1956). Rozpoczęto trzyletnie (1955–1957) rozpracowanie Franciszka Robaka, jako „aktywisty związku wyznaniowego Świadkowie Jehowy”.
Druga rozprawa pokazowa odbyła się w dniach od 10 do 14 marca w Łodzi. Na ławie oskarżonych znaleźli się Mieczysław Cyrański i Władysław Sklarzewicz (z Krakowa) oraz Jan Lorek, Tadeusz Chodara i Stanisław Nabiałczyk, uznani przez władze za kierownictwo Świadków Jehowy. Lorek, Sklarzewicz i Chodara zostali skazani na 12 lat więzienia, Cyrański na 8 lat, a Nabiałczyk na 6 lat więzienia.
- 1956:

Udało się zdobyć najpierw jeden, a potem kilka kolejnych, niewielkich powielaczy offsetowych marki Rotaprint. Życzliwie usposobiony kierownik niedużej drukarni w Krakowie pokazał świadkom Jehowy, jak się obsługuje takie maszyny i przygotowuje matryce aluminiowe.
Rozpoczęto sprawy operacyjne pod kryptonimem: „Turysta” (1956–1960; Kazimierz Krysiak), „Niepoprawni” (Józef Marzec; prowadzącym działalność na terenie Krynicy-Zdroju; 1956–1966), „Pionier” (1956–1965; Józef Mazgaj) oraz sprawę operacyjną przeciwko Józefowi Marzec (1956–1960; dotycząca działalności na terenie Krynicy-Zdroju).
Natomiast zakończyła sprawy operacyjne (rozpoczęte w 1950 roku) o kryptonimach „Karani” i „Sprytni”; Józef Mierzwa i Edward Musiał; dotyczące „posiadania i rozpowszechniania wydawnictw związkowych oraz rozpowszechniania treści antyreżimowych na terenie Kopalni Węgla Kamiennego „Janina” w Libiążu”.
- 1957:

Rozpoczęto sprawę operacyjną pod kryptonimem: „Papier” (1957–1958; Henryk Pajdzik; „podejrzany o posiadanie nielegalnej drukarni”), „Sługa” (1957–1966; Jan Wiercigroch).
- 1958:

Rozpoczęto sprawy operacyjne pod kryptonimem: „Słudzy” (1958–1961; Rudolf Onderko; dotycząca działalności na terenie Krakowa-Nowej Huty), „Jonatan” (dotycząca działalności na terenie powiatów miechowskiego i proszowickiego; 1958–1962; Stanisław Dzwonek) oraz sprawy operacyjne m.in. przeciwko takim osobom jak: Józef Marzec (1958–1966; dotycząca działalności na terenie Krynicy-Zdroju), Stanisław Musiał (1958–1960; dotycząca działalności na terenie Tarnowa „i pełnienia w nim funkcji „Sługi Dzielnicy” oraz przechowywania nielegalnych wydawnictw związkowych”) i sprawę dotyczącą działalności Świadków Jehowy (1958).
W latach 1945–1965 działalność kaznodziejska rozpowszechniła się z Trzebini na tereny zachodnie obecnego powiatu krakowskiego oraz tereny obecnego powiatu oświęcimskiego i wadowickiego. Natomiast z Bukowna na teren Niesułowic i Lgoty.
Powstały następne grupy wyznawców w okolicach Krzeszowic (pierwsze osoby ochrzczone w 1954 r.; kolejne w 1963 r.), Rudawy (pierwsza osoba ochrzczona w 1960 r., kolejne w 1961 r., 1963 r., 1964 r.), Rudna, Tenczynku, Woli Filipowskiej (pierwsze osoby ochrzczone 15 listopada 1953 r.), Filipowic (pierwsza osoba ochrzczona w 1956 r., kolejne w 1961 r.), Nowej Góry (pierwsza osoba ochrzczona w 1951 r.), Kwaczały, Skawiny, Słomnik i Miechowa oraz w niektórych miejscowościach wokół Krakowa.
W następnych latach rozrastały się liczebnie i powstawały nowe zbory, m.in. w Chrzanowie i Libiążu, w budowanej Nowej Hucie, w Opatkowicach. Potem w okolicach Wadowic i Spytkowic.
- 1959:

We wrześniu Służba Bezpieczeństwa odkryła nielegalną drukarnię w Zakopanem w domu Franciszka Papieża (ur. 1924, zm. 2004). Sąd Wojewódzki skazał Stanisława Musiała (ur. 1929, zm. 2008), świadka Jehowy z Tarnowa, u którego w mieszkaniu znaleziono publikacje biblijne.
Rozpoczęto sprawy operacyjne pod kryptonimem: „Szatany” (1959–1962; Franciszek Siwek; dotycząca działalności na terenie powiatu bocheńskiego, w tym również w Woli Batorskiej), „Szofer” (1959–1961; Mieczysław Dawidziuk), „Babilon” (1959–1967; Tadeusz Sito; dotyczącą kolportażu publikacji biblijnych) oraz sprawy operacyjne m.in. przeciwko takim osobom jak: Stanisław Zachara (prowadzącemu działalność na terenie Brzeska; 1959–1962), Leon Jamróz (prowadzącemu działalność na terenie Krakowa; 1959–1960). Natomiast zakończyła sprawę o kryptonimie „Ośrodek”, która doprowadziła do oskarżenia dwojga świadków Jehowy, Beniamina Korsaka i Anny Jantos, którzy „nakłonili pracownika Spółdzielni Pracy Usług Administracyjnych i Różnych w Krakowie do drukowania pisma „Strażnica” bez zezwolenia władz”.
- 1960:

Na terenie powiatu wadowickiego świadkowie Jehowy mieszkali w miejscowościach: Sułkowice oraz Targanice – około 30 osób, Radocza – 6, Tomice – 5, Wadowice – 15, Spytkowice – 10, Mucharz – 8, Stryszów – 5, Chocznia – 6, Andrychów – 3, Roczyny – 5 i Rzyki – 6 osób. Pomimo zakazu działalności grupy wyznawców rozrastały się liczebnie, powstawały nowe zbory.
16 kwietnia w Giebułtowie, aresztowano sługę (nadzorcę) kraju Wilhelma Scheidera, ukrywającego się w domu współwyznawców.
KW MO w Krakowie zakończyło sprawę przeciwko Kazimierzowi Błaszczakowi, o kryptonimie „Zbieg”, które dotyczyło „zlecenia druku 10 tys. egzemplarzy broszury „Chrześcijaństwo czy Chrystianizm – które z nich jest światłem świata” związku wyznaniowego Świadkowie Jehowy w Krakowskich Zakładach Graficznych i Drukarni Prasowej bez zezwolenia Urzędu Kontroli Prasy, Publikacji i Widowisk”.
Służba Bezpieczeństwa usiłowała aresztować Mariana Brodaczewskiego na Cmentarzu Rakowickim w Krakowie, w trakcie pogrzebu teściowej. Zatrzymano go na ulicy i przewieziono do krakowskiej komendy Milicji Obywatelskiej. Agent Służby Bezpieczeństwa doniósł, że „Brodaczewski jest członkiem trzyosobowego Komitetu Krajowego i sługą okręgu II obejmującego teren województwa krakowskiego oraz część województw kieleckiego i rzeszowskiego” i jest odpowiedzialny za łączność ze współwyznawcami z ZSRR z zachodniej Ukrainy. Zakład Kryminalistyki Komendy Głównej Milicji Obywatelskiej nakazał przeprowadzenie rewizji u członków wyznania. W trakcie jednej z nich w Krakowie, znaleziono różne arkusze papieru listowego, kratkowanego i bloczki kieszonkowe. Specjaliści mieli przeprowadzić ekspertyzę grafologiczną, mającą dowieść, że wszystko zostało nakreślone tą samą ręką – Brodaczewskiego. „Grafolodzy jednak się ociągali, stale domagali się nowych próbek pisma. Ale Brodaczewski okazał się niewdzięcznym aresztantem, bo nie dość, że odmawiał jakichkolwiek zeznań kapitanowi Stefanowi Pabisiakowi z SB w Warszawie, to nie chciał nawet tej odmowy potwierdzić własnym podpisem”.
Komenda Wojewódzka MO w Krakowie rozpoczęła sprawę operacyjną o kryptonimie: „Piekarnia” (1960–1961; Jan Walczak; dotyczącą drukowania publikacji biblijnych w Krzyszkowicach), „Trojak” (1960–1968; Józef Gęnczycki; dotycząca działalności na terenie Oświęcimia), „Babilon” (Janina Mamel; dotyczącą prowadzenia działalności na terenie powiatu myślenickiego), „Dzierżawca” (Stanisław Mleczak; dotyczącą prowadzenia działalności na terenie powiatu proszowickiego), „Farba” (Roman Tracz; 1960–1961) oraz rozpoczęto sprawy operacyjne m.in. przeciwko takim osobom jak: Edward Wołoszyn (dotycząca działalności na terenie Wawrzeńczyc; 1960–1971), Franciszek Chronowski (dotycząca działalności na terenie Brzeska; 1960–1967), Jan Górski (1960–1965), Jan Murzyn (1960–1966), dotycząca działalności na terenie powiatu tarnowskiego (1960–1966).
- 1961:

Na skutek działań represyjnych (głównie aresztowań) podejmowanych przez organy bezpieczeństwa liczba świadków Jehowy do końca 1961 roku w województwie zmalała. Służba Bezpieczeństwa stwierdziła, że z końcem 1961 roku w obrębie II okręgu, do którego należał Kraków, działało 4600 głosicieli, zrzeszonych w 180 zborach i w 350 ośrodkach służby, co w porównaniu do 1959 roku wskazuje na spadek o około 1500 głosicieli.
Rozpoczęto sprawy operacyjne o kryptonimach: „Krętacz” (1961–1968; Napoleon Madej, brygadzista usług graficznych w Spółdzielni Pracy Usług Administracyjnych Różnych w Krakowie, dotyczącą druku czasopisma „Strażnica”), „Ogrodnik” (1961–1966; Jan Reich z Wieliczki, członek wyznania „pełniącego funkcję zastępcy sługi Okręgu II”), „Wierny” (1961–1963; Maciej Krupka z Oświęcimia), „Naiwni” (1961; Kazimierz Jasieniak) oraz sprawy operacyjne m.in. przeciwko takim osobom jak: Władysław Szklarzewicz („o nakłanianie Napoleona Madeja brygadzistę usług graficznych w Spółdzielni Pracy Usług Administracyjnych Różnych w Krakowie do wydania nielegalnego czasopisma „Strażnica”), Józef Barczak („o prowadzeniu działalności na terenie Krakowa, udostępnienia mieszkania dla celów nielegalnej drukarni, powielania w celu rozpowszechniania nielegalnych wydawnictw”; 1961–1962).
- 1962:

Rozpoczęto sprawę operacyjną o kryptonimie „Gruby” (1962–1966; dotyczącą członka wyznania „pełniącego funkcję sługi Okręgu”), „Drukarz” (1962–1965; dotyczących działalności w Skawinie) i „Pela” (1962–1967; Pelagia Sokół; dotyczących kolportażu publikacji) oraz sprawę obiegową przeciwko Magdalenie Badurze i sprawę „dotycząca stosunku władzy ludowej do wyznań niekatolickich w szczególności związku wyznaniowego Świadkowie Jehowy” (1962). W Wydziale IV Wojewódzkiego Urzędu do spraw Bezpieczeństwa Publicznego w Krakowie działało 11 agentów, którzy rozpracowywali Świadków Jehowy. Natomiast zakończono sprawę o kryptonimie „Powielarnia” (Wanda Gąsowska i inni), która doprowadziła do zlokalizowania (w marcu) i likwidacji (pod koniec kwietnia) „nielegalnej drukarni Świadków Jehowy” w Krakowie-Przewozie. W roku 1962 w województwie krakowskim pomimo wielu aresztowań nastąpił niewielki wzrost liczebny Świadków Jehowy, co obok podjęcia prób nawiązania łączności ze Świadkami Jehowy w ZSRR stanowiło na początku roku podstawowy cel działania głosicieli w województwie krakowskim.
- 1963:

KW MO w Krakowie rozpoczęło sprawę operacyjną o kryptonimie: „Drukarnia” (1963–1965; Stanisław Paliwoda; dotycząca druku publikacji), „Łączniczka” (1963–1965; Janina Kowalczyk; „podejrzana o kolportaż publikacji”), „Lakiernia” (1963–1968; Zdzisław Ciszewski, który miał „oferować pomoc członkom związku w sprawie uzyskania zwolnienia od obowiązku służby wojskowej”), „Drukarz” (1963–1969; Jerzy Lehr; „członek związku wyznaniowego Świadkowie Jehowy, pełniący funkcję sługi obwodu, podejrzany o prowadzenie nielegalnej drukarni i kolportaż wydawnictw związkowych”) oraz sprawy operacyjne przeciwko Mieczysławowi Górniakowi (1963; „w związku z wyborem na stanowisko gospodarza obwodu”) i sprawę dotyczącą „działalności Świadków Jehowy na terenie powiatu chrzanowskiego”.
Szczególnie od tego czasu głosiciele głównie w lecie prowadzą grupową wyjazdową działalność kaznodziejską na terenach gdzie jest mniej wyznawców (dawne nazwy: grupy pionierskie, ośrodki pionierskie, obozy pionierskie).
- 1964:

Latem rozpoczęto regularne organizowanie corocznych, jednodniowych,  tzw. konwencji leśnych, głównie na polanach leśnych. Konwencja pod hasłem „Owoce ducha” odbyła się m.in. w okolicy Krakowa, Trzebini (Myślachowice), Andrychowa, Tarnowa, Nowego Sącza. Jedna z pierwszych w Krakowie odbyła się w ogrodzie współwyznawców. Według organów bezpieczeństwa „odnotowano zarówno wzrost liczebności świadków Jehowy w Krakowie, jak i wzrost aktywności jej członków”.
W czerwcu w Kluczach mieszkało 9 rodzin świadków Jehowy (24 osoby).
Rozpoczęto sprawę operacyjna o kryptonimie „Awangarda” (1964–1966; Eugeniusz Janiec; dotyczącą uchylania się od służby wojskowej).
- 1965:

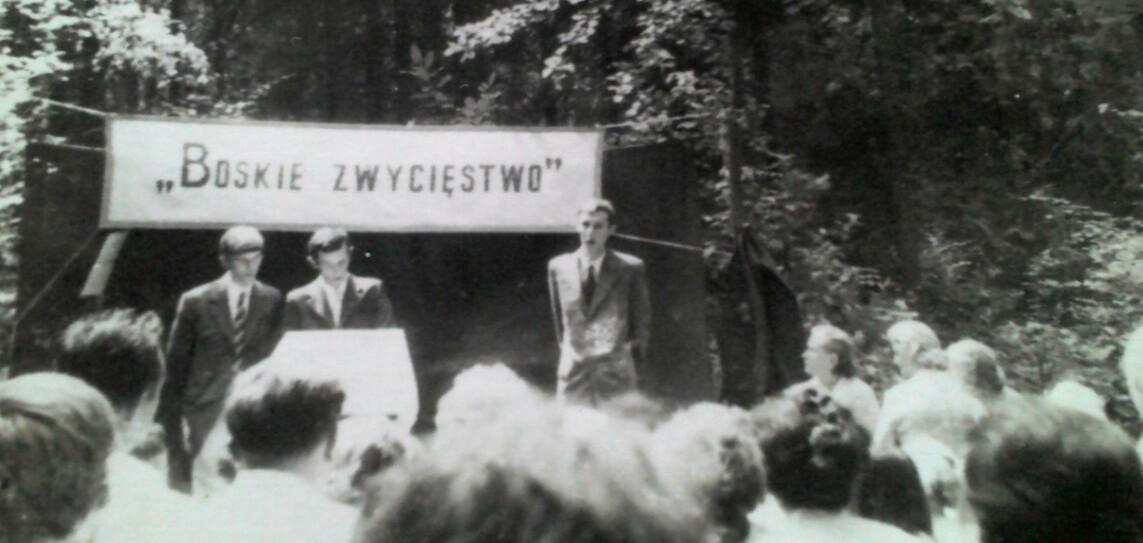
Konwencja leśna pod hasłem „Boskie zwycięstwo” w okolicach Krzeszowic (1973)

W kilku miejscach leśnych odbyły się jednodniowe konwencje pod hasłem „Słowo prawdy”.
W latach 1958–1968 Daniel Dudek funkcjonariusz z Grupy V Wydziału III KW MO w Krakowie rozpracowywał środowisko Świadków Jehowy, w tym m.in. w 1965 roku prowadził sprawę o kryptonimie „Reklama” (dotycząca „próby zakupu powielacza offsetowego typu Rotaprint i zorganizowania nielegalnej drukarni przez członków Okręgu II związku wyznaniowego Świadkowie Jehowy”). Rozpoczęto również prowadzenie sprawy operacyjnej pod kryptonimie „Turysta” (1965–1969; Maria Stankiewicz).
- 1966:

W kilku miejscach leśnych odbyły się konwencje pod hasłem „Synowie Boży – synami wolności”. Przy tych wydarzeniach organizowano również chrzty nowych wyznawców, które odbywały się w rzekach, zbiornikach wodnych lub w mieszkaniach (m.in. 7 sierpnia w rzece Skawa w okolicach Jaroszowic/Czartaku).
Rozpoczęto sprawy operacyjne m.in. przeciwko prowadzącemu działalność na terenie Blechnarki (Wiesław Setlak; 1966–1977).
- 1967:

W kilku miejscach leśnych odbyły się jednodniowe konwencje pod hasłem „Dzieło czynienia uczniów”.
Daniel Dudek funkcjonariusz z Grupy V Wydziału III KW MO w Krakowie w ramach sprawy operacyjnej o kryptonimie „Drukarze” w latach 1967–1968 aresztował osoby zajmujące się drukiem i kolportażem wydawnictw religijnych. Prowadzono również sprawy operacyjne „w sprawie utrzymywania kontaktów z organizacją z RFN podejrzaną o działanie na szkodę PRL, poprzez kolportaż pism o treści antyreżimowej” (1967–1968).
- 1968:

W kilku miejscach leśnych odbyły się jednodniowe konwencje pod hasłem „Dobra nowina dla wszystkich narodów” (m.in. w okolicach Krzeszowic (Gwoździec), Krakowa, Andrychowa, Tarnowa, Nowego Sącza). Rozpoczęto sprawę operacyjną o kryptonimie „Nielegalni” (1968–1971; Henryk Penczek; dotycząca drukowania i kolportażu publikacji biblijnych na terenie powiatu olkuskiego) oraz „Maszynista” (1968–1988; Stanisław Żądełka; dotycząca działalności w Bukownie).
- 1969:

Powstały nowe zbory (m.in. wiosną w Krzeszowicach). W kilku miejscach leśnych odbyły się jednodniowe konwencje pod hasłem „Pokój na ziemi” (m.in. w okolicach Krzeszowic (Bartlowa Góra), Krakowa, Andrychowa, Tarnowa, Nowego Sącza).
Służba Bezpieczeństwa zakończyła sprawę o kryptonimie „Konspiratorzy” (Franciszek Bejnarowicz; doprowadzającą do zlokalizowania i likwidacji nielegalnej drukarni Świadków Jehowy w Krakowie.
- 1970:

W kilku miejscach leśnych odbyły się jednodniowe konwencje pod hasłem „Ludzie dobrej woli” (m.in. w okolicach Krzeszowic (Gwoździec) Krakowa, Andrychowa, Tarnowa, Nowego Sącza).
KW MO w Krakowie rozpoczęło prowadzenie sprawy operacyjnej przeciwko Władysławowi Wojtasowi (1970–1973; „z uwagi na aktywną działalność w związku wyznaniowym Świadków Jehowy”).
- 1971:

W kilku miejscach leśnych odbyły się jednodniowe konwencje pod hasłem „Pokój na ziemi” (m.in. w okolicach Krzeszowic (Dębnik), Krakowa, Andrychowa, Tarnowa, Nowego Sącza).
KW MO w Krakowie rozpoczęło prowadzenie sprawy operacyjnej o kryptonimie: „Baca” (1971–1974; Zbigniew Budzyń; dotyczącą działalności w Krakowie).
- 1972:

W kilku miejscach leśnych odbyły się jednodniowe konwencje pod hasłem „Panowanie Boskie” (m.in. w okolicach Trzebini (Kozi Bród), Krakowa, Andrychowa, Tarnowa, Nowego Sącza).
- 1973:

W kilku miejscach leśnych odbyły się jednodniowe konwencje pod hasłem „Boskie zwycięstwo” (m.in. w okolicy Krzeszowic (Gwoździec), Krakowa, Andrychowa, Bukowna, Nowego Sącza).
- 1974:

W kilku miejscach leśnych odbyły się jednodniowe konwencje pod hasłem „Boskie zamierzenie”
(m.in. w okolicach Krzeszowic (Gwoździec), Bukowna, Wadowic (Mucharz), Dobrej, Krynicy-Zdroju i Krakowa (Skała Kmity; Puszcza Niepołomicka)).
KW MO w Krakowie oraz w Katowicach rozpoczęło prowadzenie sprawy operacyjnej o kryptonimie „Organizator” (1974–1975; dotyczącą próby organizowania kolejnej grupy na terenie Bukowna).
- 1975:

W kilku miejscach leśnych odbyły się jednodniowe konwencje pod hasłem „Boskie zwierzchnictwo” (m.in. w okolicach Krzeszowic (Gwoździec), Krakowa, Bukowna, Nowego Sącza, Wadowic).
- 1976:

W kilku miejscach leśnych odbyły się jednodniowe konwencje pod hasłem „Święta służba”
(m.in. w okolicach Krzeszowic (Gwoździec), Krakowa, Bukowna, Wadowic, Nowego Sącza).

### Czas „odwilży”

#### Koniec lat 70. XX wieku
W latach 70. XX wieku nastąpił duży wzrost liczby głosicieli w Krakowie.
- 1977:

KW MO w Bielsku-Białej rozpoczęło prowadzenie sprawy operacyjnej pod kryptonimem „Aster” (1977–1981; Karol Krupa; dotycząca świadka Jehowy, który w Oświęcimiu „utrzymywał kontakty z obywatelami RFN”) oraz sprawę przeciwko Marii Dulban (1977–1981; „członka Chrześcijańskiego Zboru Świadków Jehowy w miejscowości Barwałd Średni, podejrzanego o negatywny stosunek do ustroju PRL”).
W kilku miejscach leśnych odbyły się jednodniowe konwencje pod hasłem „Rozradowani pracownicy” (m.in. w okolicach Krzeszowic (Gwoździec), Krakowa, Bukowna, Wadowic, Nowego Sącza).
Pod koniec 1977 roku Daniel Sydlik z Ciała Kierowniczego spotkał się z niektórymi wyznawcami w kilku mieszkaniach prywatnych na terenie obecnego województwa (m.in. w Oświęcimiu i w Krakowie).
- 1978:

Latem kilku świadkom Jehowy udało się wyjechać na kongres pod hasłem „Zwycięska wiara” do Kopenhagi w Danii oraz do Lille we Francji. Natomiast na terenie województwa jednodniowe konwencje zorganizowano w kilku miejscach leśnych (m.in. w okolicach Krzeszowic (Gwoździec), Krakowa, Bukowna, Wadowic, Nowego Sącza). Powstał zbór w Wadowicach i w Spytkowicach.
- 1979:

W kilku miejscach leśnych odbyły się  jednodniowe konwencje pod hasłem „Żywa nadzieja” (m.in. w okolicach Krzeszowic (Gwoździec), Krakowa, Bukowna, Wadowic, Nowego Sącza). Latem kilku świadkom Jehowy udało się wyjechać na kongres do Kopenhagi w Danii.

#### Lata 80. XX wieku
Szacuje się, że w latach 80. XX wieku w Krakowie mieszkało ponad 3 tys. świadków Jehowy. W latach 80. XX wieku rozpoczęto tłumaczenie symultanicznie zebrań zborowych na język migowy (m.in. dla niesłyszących w Krakowie).
- 1980:

Spośród 2 tys. delegatów z Polski uczestniczących w kongresie pod hasłem „Miłość Boża” w Wiedniu, kilkudziesięciu pochodziło z terenu obecnego województwa małopolskiego. Natomiast na terenie województwa jednodniowe konwencje zorganizowano w kilku miejscach leśnych (m.in. w okolicach Krzeszowic (Rudawa), Krakowa, Bukowna, Wadowic, Nowego Sącza).
KW MO w Bielsku-Białej rozpoczęło prowadzenie sprawy operacyjnej przeciwko świadkowi Jehowy, który w Smolicach „utrzymywał kontakty z obywatelami państw zachodnich” (1980–1986; Giermek Leon Ludwik).
- 1981:

Na kolejny kongres, pod hasłem „Lojalność wobec Królestwa”, do Wiednia pojechała z tego terenu jeszcze liczniejsza grupa świadków Jehowy. Latem w hali w Skawinie dla wyznawców z okolic miasta i z Krakowa odbyło się jednodniowe zgromadzenie. W lipcu odbyło się również w wynajętej niewielkiej sali Cechu Rzemiosł w Oświęcimiu. Jednodniowe konwencje miały miejsce – tak jak w poprzednich latach – w różnych częściach regionu (m.in. w ogrodzie współwyznawców w Niesułowicach).
- 1982:

Od tamtego czasu jednodniowe zgromadzenia rozpoczęto ponownie organizować w wynajmowanych halach sportowych, m.in. w 1982 roku pod hasłem „Prawda o Królestwie” w Krakowie (Hala Akademii Górniczo-Hutniczej, Hala Hutnika) oraz w Chrzanowie (Hala widowiskowo-sportowa) i Nowym Sączu (Dom Kultury Kolejarza).
- 1983:

13 sierpnia na stadionie Korony w Krakowie odbyło się jednodniowe zgromadzenie okręgowe pod hasłem „Jedność dzięki Królestwu” m.in. z udziałem delegacji Świadków Jehowy z Czechosłowacji (gdzie działalność podlegała ograniczeniom prawnym) oraz z Francji i z RFN. Był to pierwszy kongres zorganizowany za pozwoleniem władz państwowych na stadionie. Od tego czasu odbywały się one na krakowskich stadionach. Kongres odbył się także w Domu Kultury Kolejarza w Nowym Sączu.
Również od tego roku przez kilka lat krakowskie zbory wynajmowały różne obiekty na swoje zebrania zborowe. Podobnie czyniły to zbory z Andrychowa (sala Urzędu Miasta), okolic Bukowna (sale domów kultury, domu działkowca, remizy), Oświęcimia, Krzeszowic (sale: Ogrodu Działkowego „Kolejarz”, RSZiZ, Krzeszowickiego Ośrodka Kultury), a potem również innym miast (np. w Tarnowie w Domu Kultury Mariensztat przy Zakładach Mechanicznych).
- 1984:

29 lipca na stadionie Korony odbyło się jednodniowe zgromadzenie okręgowe pod hasłem „Rozwój Królestwa”, m.in. z udziałem delegacji Świadków Jehowy ze Słowacji, gdzie działalność podlegała ograniczeniom prawnym.
Klinika Kardiochirurgii w Krakowskim Szpitalu Specjalistycznym im. Jana Pawła II pod przewodnictwem prof. Antoniego Dziatkowiaka zainicjowała program ph. „Sojusz dla ratowania życia bez użycia krwi”, adresowany do osób chcących przejść operację bez użycia krwi – głównie dla świadków Jehowy. W programie tym operowali też inni kardiochirurdzy, m.in. Jerzy Sadowski. W późniejszym czasie specjalny program operacji bez transfuzji krwi dla dzieci świadków Jehowy opracował Janusz Skalski z Uniwersyteckiego Szpitala Dziecięcego w Krakowie oraz dr Edward Malec. W późniejszym okresie również Krakowskie Centrum Rehabilitacji rozpoczęło wykonywanie operacji bez transfuzji krwi oraz m.in. Szpital Powiatowy w Oświęcimiu.
- 1985:

W dniach od 23 do 25 sierpnia zbory z tego terenu uczestniczyły w pierwszym w Polsce kongresie międzynarodowym pod hasłem „Lud zachowujący prawość” na Stadionie Śląskim w Chorzowie.
- 1986:

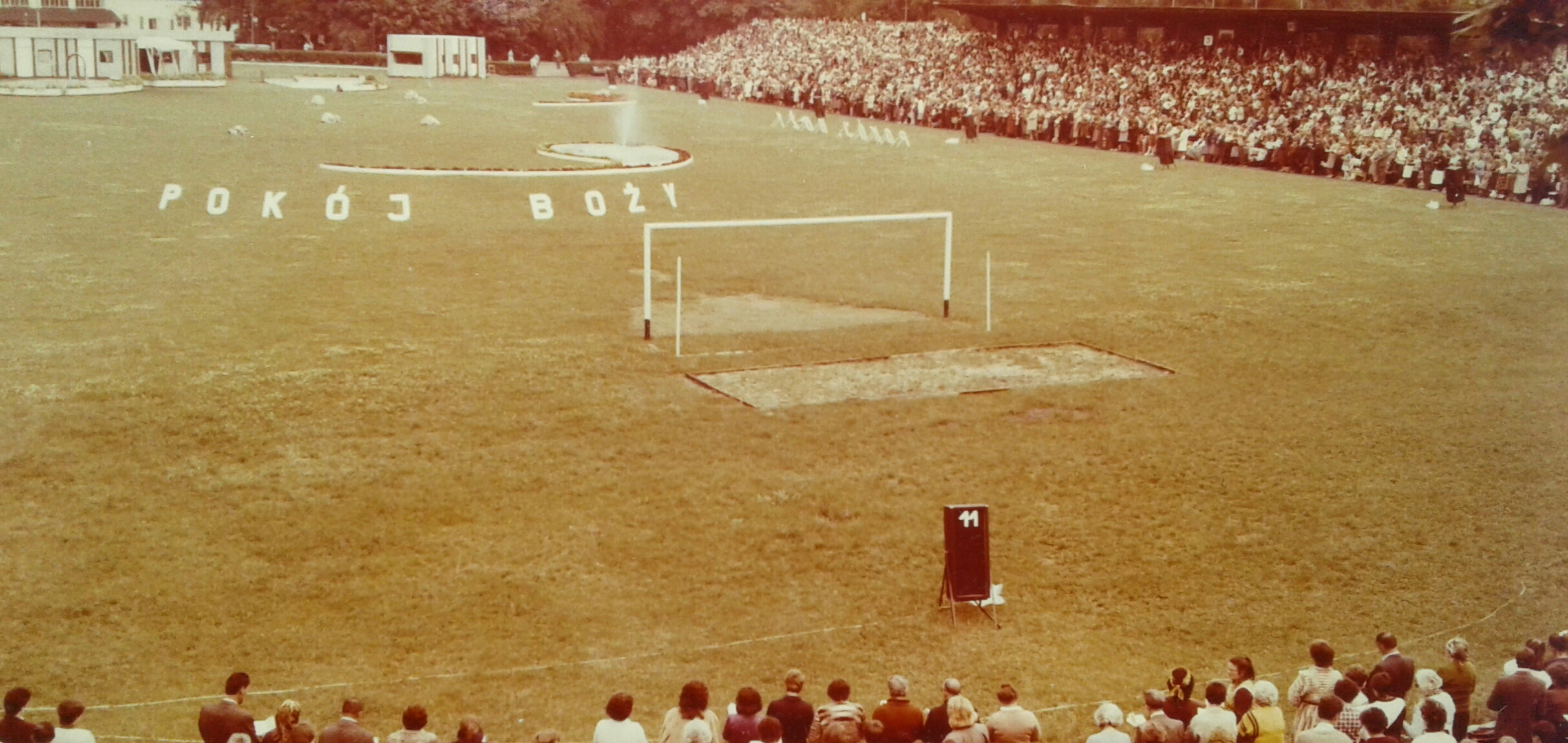
Zgromadzenie okręgowe pod hasłem „Pokój Boży” (stadion Korony Kraków, 1986)

26 lutego w krakowskiej hali Korony odbył się specjalny program z okazji chrztu. Od 25 do 27 lipca kongres okręgowy pod hasłem „Pokój Boży” odbył się na stadionie Korony w Krakowie. W okresie od 19 października 1986 roku do 23 czerwca 1995 roku krzeszowicki zbór korzystał z zebrań w tymczasowej sali budynku prywatnego (przy ul. W. Krawczyńskiego w Krzeszowicach).
- 1987:

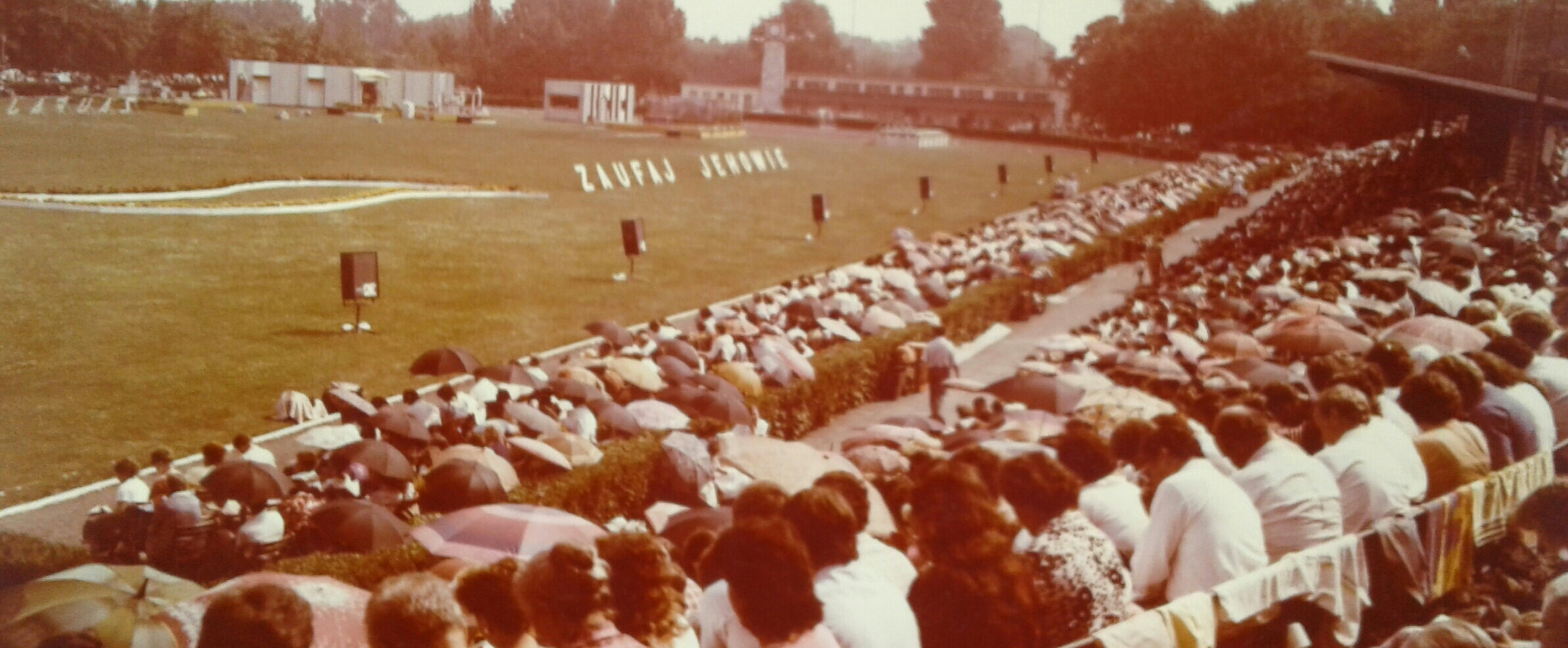
Zgromadzenie okręgowe pod hasłem „Zaufaj Jehowie” (stadion Korony Kraków, 1987)

2 lutego w krakowskiej hali Korony odbył się kolejny specjalny program z okazji chrztu. Od 25 do 27 lipca kongres pod hasłem „Zaufaj Jehowie” zorganizowano ponownie na krakowskim stadionie Korony. Dla zboru Ostrężnica powstała nieoficjalna Sala Królestwa w Łanach koło Krzeszowic.
- 1988:

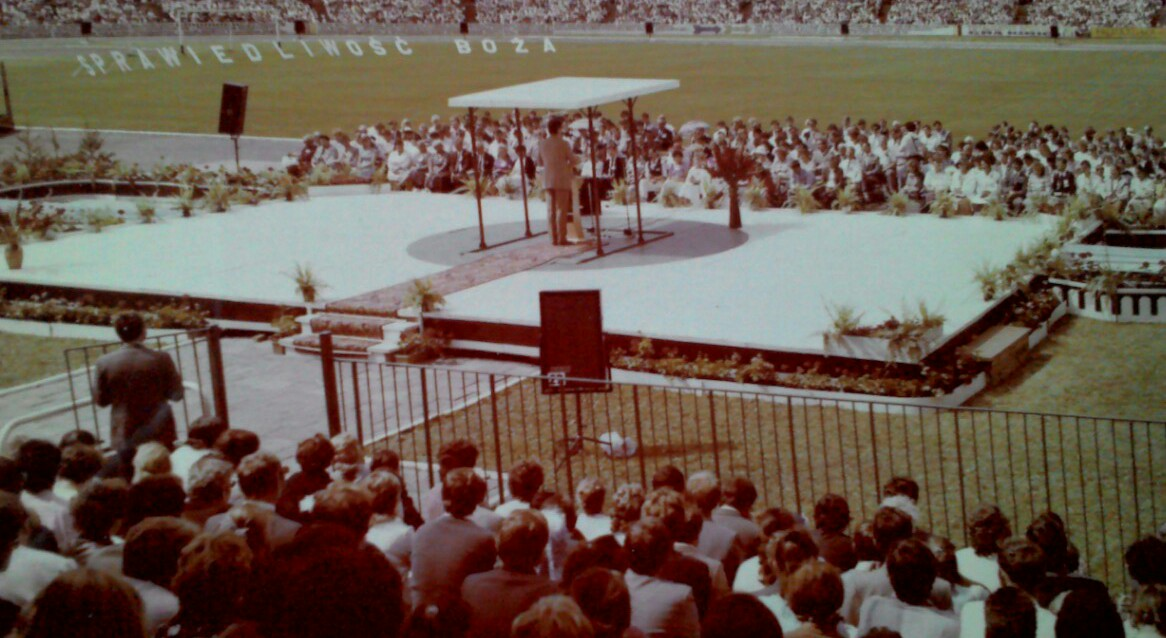
Zgromadzenie okręgowe pod hasłem „Sprawiedliwość Boża” stadion Hutnika Kraków, 1988)

28 lutego w krakowskiej hali Korony odbył się kolejny specjalny program z okazji chrztu. W dniach od 5 do 7 sierpnia na krakowskim Stadionie Hutnika zorganizowano kongres pod hasłem „Sprawiedliwość Boża”.

### Odzyskanie rejestracji prawnej i rozwój działalności
- 1989:

Od 12 maja, kiedy to Świadkowie Jehowy w Polsce zostali oficjalnie zarejestrowani, specjalnie przygotowani kaznodzieje odwiedzają zakłady karne i areszty śledcze (w Krakowie, Nowym Sączu, Nowym Wiśniczu, Tarnowie, Trzebini i Wadowicach), aby prowadzić tam działalność kaznodziejską.
Od tego roku w miastach powiatowych, w których znajdują się szpitale na zasadzie wolontariatu działają Grupy Odwiedzania Chorych (m.in. w Krakowie, Bochni, Brzesku, Chrzanowie, Gorlicach, Limanowej, Makowie Podhalańskim, Miechowie, Myślenicach, Nowym Sączu, Nowym Targu, Olkuszu, Oświęcimiu, Proszowicach, Suchej Beskidzkiej, Wadowicach i Zakopanem).
W dniach od 4 do 6 sierpnia na Stadionie Śląskim w Chorzowie odbył się kongres międzynarodowy pod hasłem „Prawdziwa pobożność”. Zborom z Krakowa i okolic Krzeszowic zapewniono transport specjalnym pociągiem. Zagraniczni delegaci kongresowi zostali zakwaterowani w krakowskich hotelach. Z rozrastających się zborów w Krakowie utworzono nowe. Odbyły się zgromadzenia specjalne (m.in. 10.09 w hali Korona Kraków).

#### Lata 90. XX wieku
- 1990:

Od 26 do 29 lipca na stadionie Korony w Krakowie odbył się kongres pod hasłem „Czysta mowa”. Delegacja z terenu województwa uczestniczyła w kongresie międzynarodowym w Berlinie.
W kwietniu (m.in. 20, 21) odbyły się trzy zgromadzenia obwodowe, a 14 października i w listopadzie – trzy zgromadzenia specjalne – wszystkie w krakowskiej hali Wisły. Oprócz tego, w kwietniu i grudniu zgromadzenia odbyły się w chrzanowskiej hali widowiskowo-sportowej, a w kwietniu zgromadzenie obwodowe zorganizowano w Tarnowie.
Powstały nowe Sale Królestwa m.in. w Oświęcimiu, Andrychowie (wrzesień), Wadowicach, Trzebini, Rudnie (funkcjonująca do sierpnia 2023 roku), Skawinie, Czechach k. Słomnik (funkcjonująca do 2012 roku) i Igołomi, a później w Olkuszu (funkcjonująca do października 2020 roku), Zakopanem (najpierw przy ul. Chałubińskiego funkcjonująca do 2012 roku, a później wybudowana przy ul. Chyców Potok), Nowym Targu, Myślenicach, Wiśniowej (funkcjonująca do 2012 roku), Wieliczce, Niepołomicach, Brzeszczach (funkcjonująca do 2012 roku), Nowym Sączu (najpierw przy ul. Kochanowskiego i w Zawadzie funkcjonujące do końca lat 90. XX wieku, a później wybudowana przy ul. Węgierskiej), Powroźniku, Suchej Beskidzkiej, Miechowie, Bydlinie (funkcjonująca do 2011 roku), Wolbromiu (funkcjonująca do wybudowania nowego obiektu w 2018 roku), Targowisku (funkcjonująca do 2012 roku), Bochni oraz w Krakowie przy ul. Niwy (funkcjonująca w latach 90. XX wieku), przy ul. Poronińskiej (funkcjonująca do 2019 roku), przy ul. Stare Wiślisko (funkcjonująca do 2019 roku), przy ul. Rączna (funkcjonująca do 2015 roku), przy ul. Nadzieja.
- 1991:

Od 16 do 18 sierpnia na stadionie Korony w Krakowie odbył się kongres okręgowy pod hasłem „Lud miłujący wolność”. Delegacje z terenu województwa uczestniczyły w kongresach międzynarodowych w Pradze i w Budapeszcie.
W kwietniu w hali Wisły w Krakowie odbyły się trzy zgromadzenia obwodowe (m.in. 20, 21.04), a kolejne w Chrzanowie. W październiku i listopadzie miały miejsce trzy zgromadzenia specjalnie – również w hali Wisły, a w Chrzanowie ponownie jedno.
W niektórych zborach (m.in. Kraków–Grzegórzki, Bochnia, Krzeszowice, Myślenice, Nowy Sącz) przeszkolone osoby tłumaczyły symultanicznie zebrania zborowe na język migowy. Największa grupa głuchoniemych działała przy zborze Kraków–Grzegórzki.
- 1992:

W lutym w skawińskiej Hali Widowiskowo-Sportowej odbył się Kurs Służby Królestwa dla starszych zborów i sług pomocniczych z całego okręgu krakowskiego.
W marcu i kwietniu w hali Wisły w Krakowie odbyły się trzy zgromadzenia obwodowe, a jedno w Chrzanowie. W październiku i listopadzie również w hali Wisły miały miejsce dwa zgromadzenia specjalne, a w grudniu ponownie jedno w Chrzanowie.
Od 31 lipca do 2 sierpnia na stadionie Korony w Krakowie odbył się kongres pod hasłem „Nosiciele światła” odbył się (8838 obecnych, 195 osób zostało ochrzczonych). Około 15 osobowa delegacja z terenu województwa uczestniczyła w kongresie międzynarodowym w Petersburgu.
7 listopada w hali w Olkuszu odbyło się zgromadzenie specjalne dla zborów z terenu Olkusza, Wolbromia, Bydlina, Klucz, Krzeszowic, Tenczynka oraz z centrum i zachodniej części Krakowa.
W Krakowie powstały nowe Sale Królestwa: przy ul. A. Libery (funkcjonująca do 2022 roku) i przy ul. Na Polach. Na terenie województwa tarnowskiego działalność prowadziło około 600 głosicieli.
- 1993:

Od 15 do 18 lipca na stadionie Cracovii w Krakowie odbył się kongres pod hasłem „Pouczani przez Boga” (ponad 10,5 tysiąca obecnych, a 296 osób zostało ochrzczonych). W zamian za udostępnienie stadionu, Świadkowie Jehowy wykonali szeroki zakres robót remontowych i porządkowych. Natomiast zbory z rejonu Brzeszcz i Oświęcimia uczestniczyły w kongresie na Stadionie Śląskim w Chorzowie (od 29 lipca do 1 sierpnia). Delegacja z tego terenu uczestniczyła w międzynarodowym kongresie w Kijowie.
W kwietniu (m.in. 17, 18) krakowskiej hali Wisły odbyły trzy zgromadzenia obwodowe, a w październiku (30, 31) i listopadzie trzy specjalne. Jedno zgromadzenie specjalne i obwodowe zorganizowano również w hali w Chrzanowie (m.in. 30, 31 października).
- 1994:

W lutym w Zakopanem odbyło się zgromadzenie obwodowe. W kwietniu (16 i 17) w krakowskiej hali Wisły odbyły się dwa zgromadzenia specjalne, a w październiku (29, 30) i listopadzie – trzy zgromadzenia obwodowe. Zgromadzenia odbyły się również w Chrzanowie.
Prawie 7800 osób uczestniczyło w kongresie pod hasłem „Bojaźń Boża”, który się odbył w dniach od 29 do 31 lipca na krakowskim stadionie Cracovii, 384 osoby zostały ochrzczone. W różnych działach pracowało około 900 wolontariuszy. Od maja do lipca w pracach porządkowych przy tym obiekcie przez 8 tysięcy godzin uczestniczyło 1700 osób.
30 i 31 grudnia w hali Wisły w Krakowie odbył się Kurs Służby Królestwa (dla starszych zboru).
- 1995:

1 stycznia w krakowskiej hali Wisły przeprowadzono Kurs Służby Królestwa (dla sług pomocniczych). Zgromadzenia obwodowe i specjalne odbyły się (m.in. 22 i 22 kwietnia) w halach w Tarnowie, Libiążu (1, 2 kwietnia), Chrzanowie (22 października) oraz po trzy w krakowskiej hali Wisły (m.in. 28, 29.10).
24 czerwca oddano do użytku nową Salę Królestwa w Krzeszowicach. Powstała też ona w Majkowicach (funkcjonująca do roku 2012).
Od 30 czerwca do 2 lipca na stadionie Cracovii w Krakowie odbył się kongres okręgowy pod hasłem „Rozradowani chwalcy Boga”.
Na terenie województwa tarnowskiego działalność prowadziło około 650 głosicieli w 6 zborach, w których usługiwało 15 starszych zboru.
- 1996:

W krakowskiej hali Wisły odbyły się trzy zgromadzenia obwodowe (m.in. 7, 8.12) i dwa specjalne, jedno zgromadzenie specjalne zorganizowano w Olkuszu (23.03), a po jednym zgromadzeniu obwodowym (30.11-1.12) i specjalnym (maj) w Chrzanowie oraz w tarnowskim Pałacu Młodzieży (m.in. 6, 7.01; 635 obecnych, a ochrzczono 12 osób; w zamian za wynajem wyremontowano część obiektu).
W maju oddano do użytku nową Salę Królestwa w Tarnowie.
Od 19 do 21 lipca na stadionie Cracovii w Krakowie zorganizowano kongres pod hasłem „Posłańcy pokoju Bożego”, udział w nim wzięło przeszło 6000 osób, a 177 zostało ochrzczonych.
- 1997:

W krakowskiej hali Wisły zorganizowano trzy zgromadzenia obwodowe (m.in. 1,2.11 i 6, 7.12) oraz specjalne (m.in. 19 i 12.04); po jednym w Chrzanowie.
Od 4 do 6 lipca na stadionie Cracovii w Krakowie odbył się kongres pod hasłem „Wiara w Słowo Boże”. Natomiast zbory ze wschodnich krańców województwa uczestniczyły w kongresie w Rzeszowie (od 11 do 13 lipca).
- 1998:

23 i 24 stycznia w hali dawnego nowohuckiego kina Świt w Krakowie odbył się Kurs Służby Królestwa (dla starszych), a 25 stycznia (dla sług pomocniczych). W krakowskiej hali Wisły odbyły się trzy zgromadzenia obwodowe oraz trzy specjalne (m.in. 19.04; 31.10–1.11), natomiast w hali sportowo-widowiskowej w Chrzanowie zgromadzenie obwodowe i specjalne.
Od 10 do 12 lipca na stadionie Cracovii w Krakowie zorganizowano kongres pod hasłem „Boża droga życia”. Natomiast zbory ze wschodniej części województwa uczestniczyły w kongresie w Rzeszowie (3–5 lipca). Delegacje z terenu województwa były obecne na kongresach międzynarodowych w Kanadzie i w Niemczech.
Na terenie województwa krakowskiego funkcjonowało 38 zborów.
- 1999:

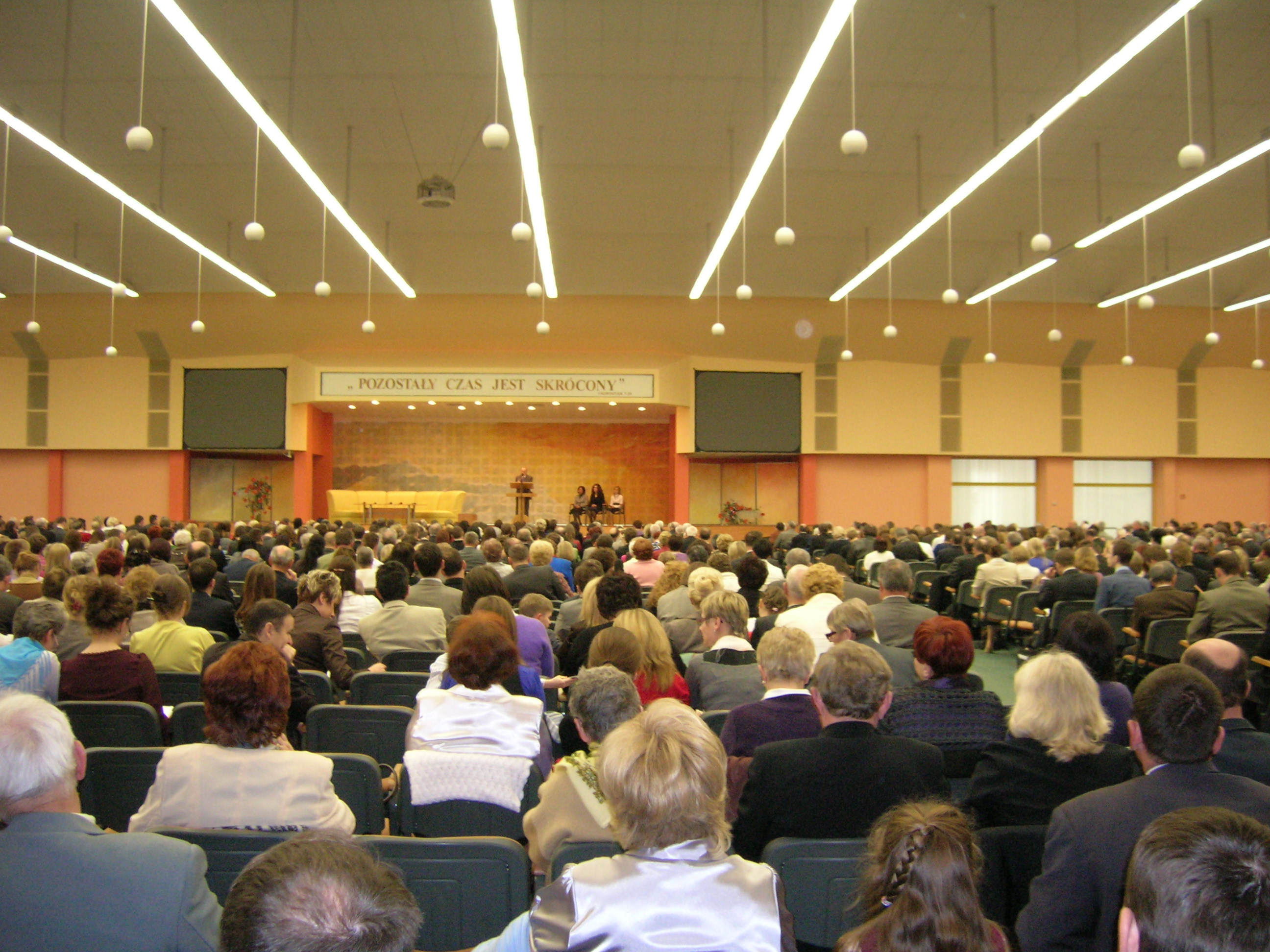
Od 1999 roku małopolscy świadkowie Jehowy korzystają ze zgromadzeń w Centrum Kongresowym Świadków Jehowy w Sosnowcuuwaga13

W marcu zorganizowano trzy zgromadzenia specjalne, które odbyły się w hali Wisły w Krakowie, a jedno w hali w Chrzanowie. Od czerwca zbory z terenu województwa korzystają z Centrum Kongresowego w Sosnowcu, w którym odbywają się zgromadzenia obwodowe i kongresy regionalne (zbory z południowo-wschodnich krańców województwa z kongresów regionalnych korzystają w Hali Podpromie w Rzeszowie). Powstała Sala Królestwa przy ul. Semperitowców w Krakowie. Od 2 do 4 lipca zbory z większej części województwa uczestniczyły w kongresie pod hasłem „Prorocze słowo Boże” w Centrum Kongresowym Świadków Jehowy w Sosnowcu. Natomiast zbory ze wschodniej części województwa w kongresie w Rzeszowie (16–18 lipca).

#### 2000–2009
- 2000:

Powstały nowe Sale Królestwa w Kluczach, Zakopanem, Korczynie (działająca do 2012), Targowisku (działająca do 2012), Charsznicy (działająca do 2012), Uściu Gorlickim oraz nowe zbory w Krakowie i Nowym Sączu.
Zbory z większej części terenu województwa uczestniczyły w kongresie pod hasłem „Wykonawcy słowa Bożego”, który miał miejsce w dniach od 30 czerwca do 2 lipca w Centrum Kongresowym Świadków Jehowy w Sosnowcu. Natomiast zbory ze wschodniej części województwa w kongresie w Rzeszowie (21–23 lipca).
- 2001:

Od 6 do 8 lipca większość zborów z terenu województwa uczestniczyło w kongresie pod hasłem „Nauczyciele słowa Bożego” w Centrum Kongresowym Świadków Jehowy w Sosnowcu. Natomiast zbory ze wschodniej części województwa w kongresie w Rzeszowie (27–29 lipca). We wrześniu otwarto kompleks Sal Królestwa w Krążku.
- 2002:

Od 12 do 14 lipca kongres pod hasłem „Gorliwi głosiciele Królestwa” dla większości zborów w województwie odbył się w Centrum Kongresowym Świadków Jehowy w Sosnowcu. Natomiast zbory ze wschodniej części województwa uczestniczyły w kongresie w Rzeszowie. W Krakowie powstał kompleks Sal Królestwa przy ul. Kobierzyńskiej.
- 2003:

Od 11 do 13 lipca większość zborów z tego terenu uczestniczyło w kongresie pod hasłem „Oddajcie chwałę Bogu” w Centrum Kongresowym Świadków Jehowy w Sosnowcu. Natomiast z bory ze wschodniej części województwa w kongresie w Rzeszowie (18–20 lipca). W sierpniu delegaci z terenu województwa brali udział w kongresie międzynarodowym we Lwowie.
W Krakowie powstał kompleks Sal Królestwa przy ul. Fatimskiej. Na terenie województwa funkcjonowało 105 zborów.
- 2004:

1 stycznia Świadek Jehowy – Stanisław Osika z Kuchar – został odznaczony medalem Sprawiedliwy wśród Narodów Świata za pomoc w ocaleniu życia sześciu osobom pochodzenia żydowskiego w latach 1943–1945 (w roku 1998 medal ten otrzymali pośmiertnie jego rodzice, Stanisław i Katarzyna).
21 stycznia w krakowskim Centrum Kultury Żydowskiej odbyła się polska premiera filmu Niezłomni w obliczu prześladowań – Świadkowie Jehowy a hitleryzm i otwarcie dwutygodniowej wystawy pt. „Świadkowie Jehowy – zapomniane ofiary” z udziałem przedstawicieli Państwowego Muzeum Auschwitz-Birkenau (m.in. Teresa Wontor-Cichy) oraz żyjących jeszcze wówczas trzech świadków Jehowy – byłych więźniów tego obozu (Bolesław Cebo, Mieczysław Kaleciński i Stanisław Zając) oraz więzień obozu Gross-Rossen i Buchenwald (Henryk Dornik).
Od 21 września do 21 listopada w holu muzeum byłego hitlerowskiego obozu koncentracyjnego Auschwitz-Birkenau była prezentowana wystawa pt. „Więzieni za wiarę – Świadkowie Jehowy a hitleryzm”, poświęcona zdecydowanej neutralności i martyrologii Świadków Jehowy w okresie narodowego socjalizmu. Zwiedziło ją 142 095 osób z 71 krajów świata. W marcu skrótowa wystawa była prezentowana też w Miejskim Domu Kultury w Olkuszu. 7 kwietnia Towarzystwo Interwencji Kryzysowej w Krakowie zorganizowało projekcję filmu Niezłomni w obliczu prześladowań – Świadkowie Jehowy a hitleryzm wraz z wykładem pt. „Zapomniane ofiary”, spotkanie odbyło się w Krakowie przy ul. Krakowskiej 19.
Od 2 do 4 lipca większość zborów z tego terenu województwa uczestniczyło w kongresie pod hasłem „Chodź z Bogiem” w Centrum Kongresowym Świadków Jehowy w Sosnowcu. Natomiast zbory ze wschodnich części województwa w kongresie w Rzeszowie (30 lipca–1 sierpnia).
Na terenie województwa funkcjonowało 106 zborów, a w następnym roku 107.
- 2005:

Od 22 do 24 lipca większość zborów z województwa uczestniczyły w kongresie pod hasłem „Posłuszni Bogu” w Centrum Kongresowym  Świadków Jehowy w Sosnowcu. Natomiast zbory z wschodniej części województwa w kongresie w Rzeszowie (1–3 lipca).
- 2006:

Na przełomie lipca i sierpnia w związku z kongresem międzynarodowym pod hasłem „Wyzwolenie jest blisko!” (4–6 sierpnia w Chorzowie) na terenie województwa małopolskiego – głównie w Krakowie – zostali zakwaterowani delegaci z około 20 krajów. W kongresie tym uczestniczyły zbory z terenu województwa.
1 września powstał zbór j. migowego w Krakowie.
Na terenie województwa działało 105 zborów.
- 2007:

Od 13 do 15 lipca większość zborów z województwa uczestniczyły w kongresie pod hasłem „Naśladuj Chrystusa!” w Centrum Kongresowym Świadków Jehowy w Sosnowcu. Zbory ze wschodnich krańców województwa uczestniczyło w kongresie w Rzeszowie (6–8 lipca).
Na terenie województwa działało 106 zborów.
- 2008:

Otoczenie Sali Królestwa w Krzeszowicach zaprezentowano w miesięczniku „Twój Ogrodnik” jako wyjątkowy przykład zadbanego ogrodu.
Od 27 do 29 czerwca większość zborów z terenu województwa uczestniczyło w kongresie pod hasłem „Kierowani duchem Bożym” w Centrum Kongresowym Świadków Jehowy w Sosnowcu. Natomiast zbory ze wschodniej części województwa uczestniczyły w kongresie w Rzeszowie (4–6 lipca).
W Krakowie powstał zbór angielskojęzyczny. Na terenie województwa działało 105 zborów.
- 2009:

W lipcu delegacje z terenu województwa uczestniczyły w kongresach międzynarodowych pod hasłem „Czuwajcie!” w Berlinie i Paryżu, a większość miejscowych zborów w kongresie, który odbył się w dniach od 24 do 26 lipca w Centrum Kongresowym Świadków Jehowy w Sosnowcu. Zbory ze wschodniej części województwa uczestniczyły w tym terminie w kongresie w Rzeszowie.
Na terenie województwa było 7051 głosicieli w 104 zborach.

#### 2010–2019
- 2010:

Późną wiosną zorganizowano pomoc dla współwyznawców, poszkodowanych przez powódź głównie w południowo-wschodniej części województwa. Wyremontowano 20 domów i 4 Sale Królestwa, zabezpieczono 5 posesji zagrożonych osuwiskami ziemi, powstałymi po długotrwałych opadach deszczu. W akcji brały ekipy wolontariuszy zarówno z województwa, jak również z innych części Polski. Wiosną utworzony został zbór Długołęka (w 2012 roku został zreorganizowany do sąsiednich zborów) oraz otwarto nową Salę Królestwa w Rzepienniku Marciszewskim koło Tuchowa.
Od 9 do 11 lipca większość zborów z terenu województwa uczestniczyły w kongresie pod hasłem „Trwaj przy Jehowie!” w Centrum Kongresowym Świadków Jehowy w Sosnowcu. Natomiast zbory ze wschodniej części województwa z kongresu w Rzeszowie (16–18 lipca).
Na terenie województwa było 7058 głosicieli w 105 zborach oraz 46 Sal Królestwa.
- 2011:

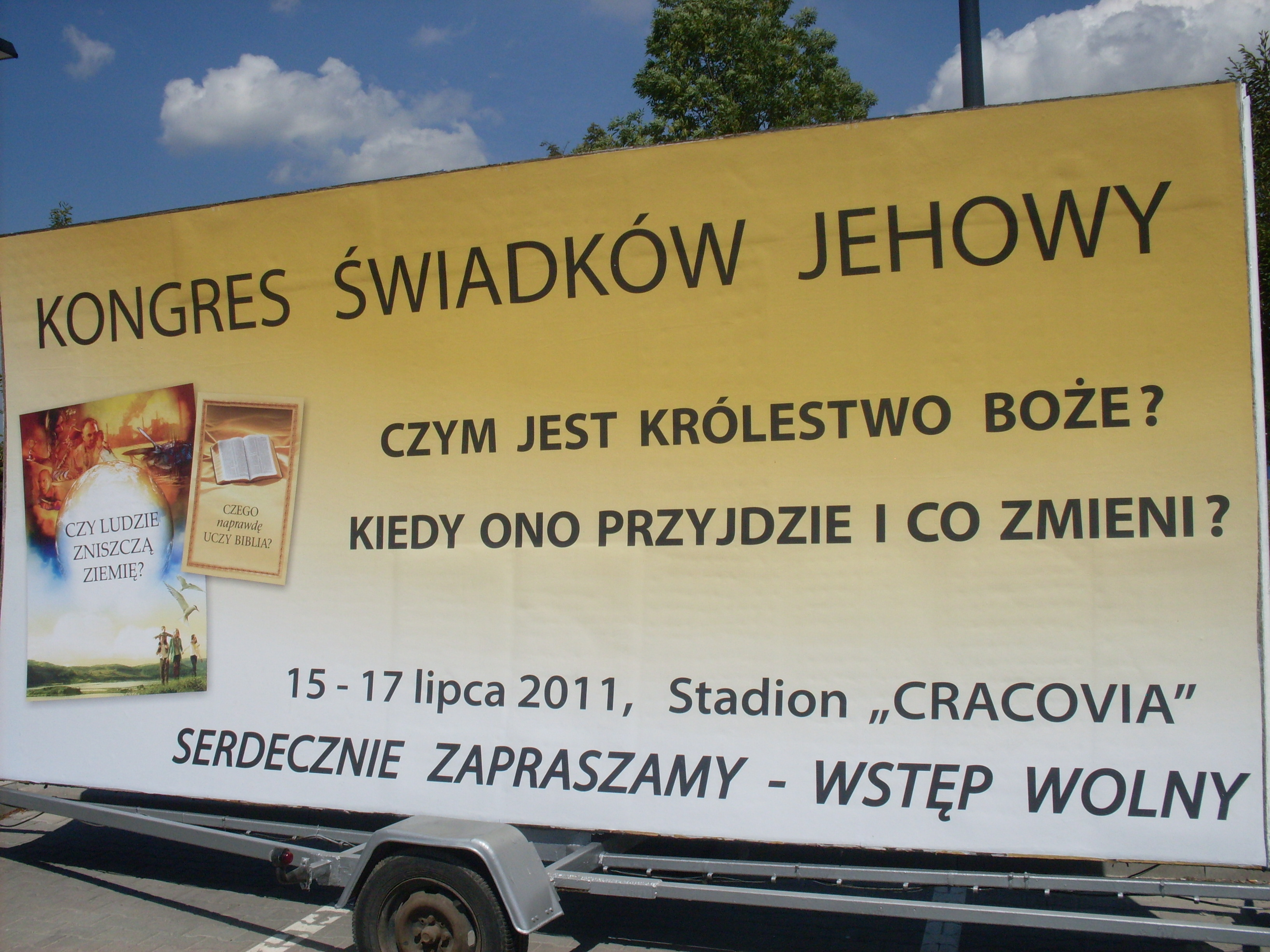
Tablica informacyjna kongresu (Kraków, 2011)

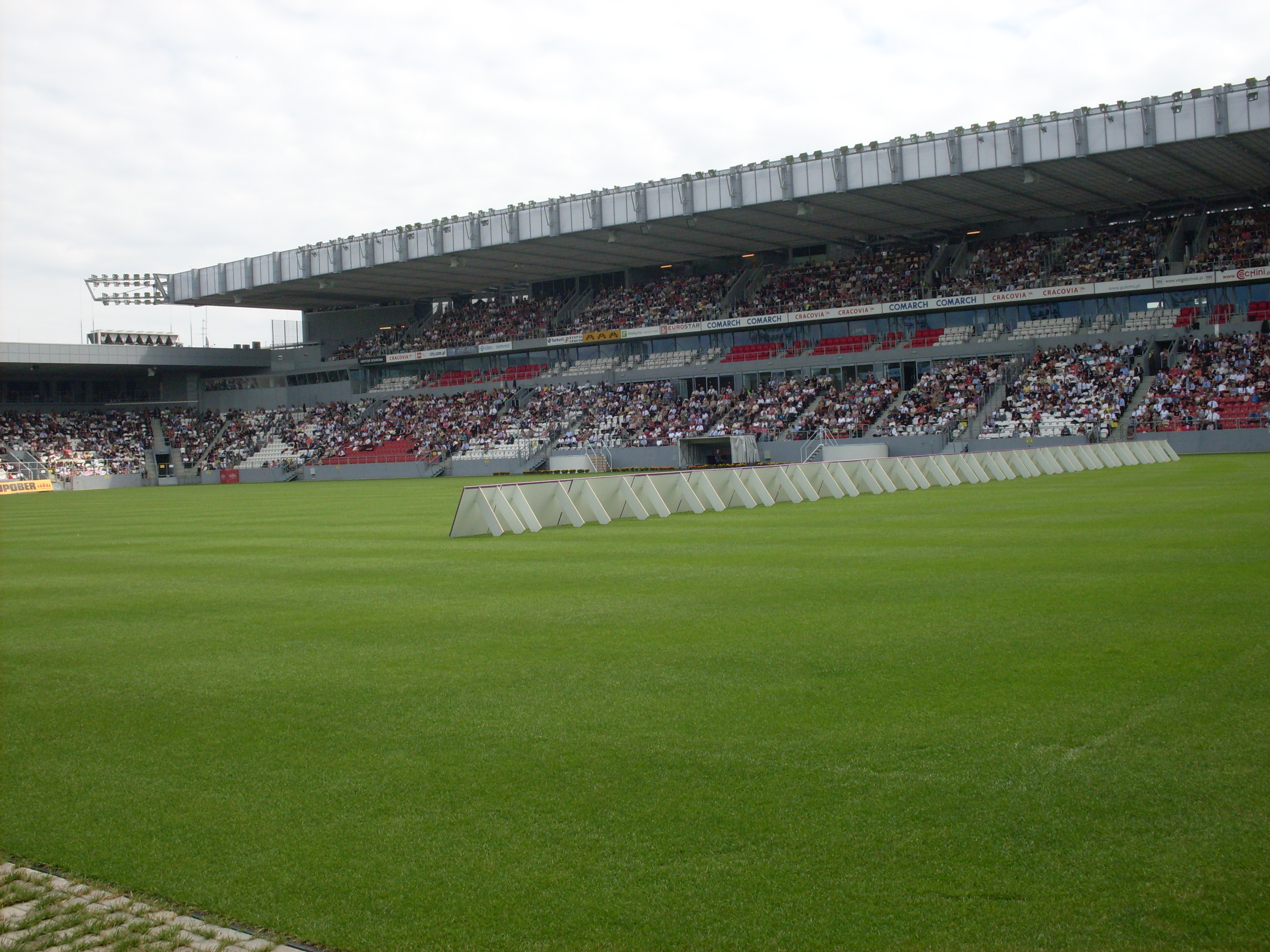
Kongres pod hasłem „Niech przyjdzie Królestwo Boże!” (stadion Cracovii, 2011)

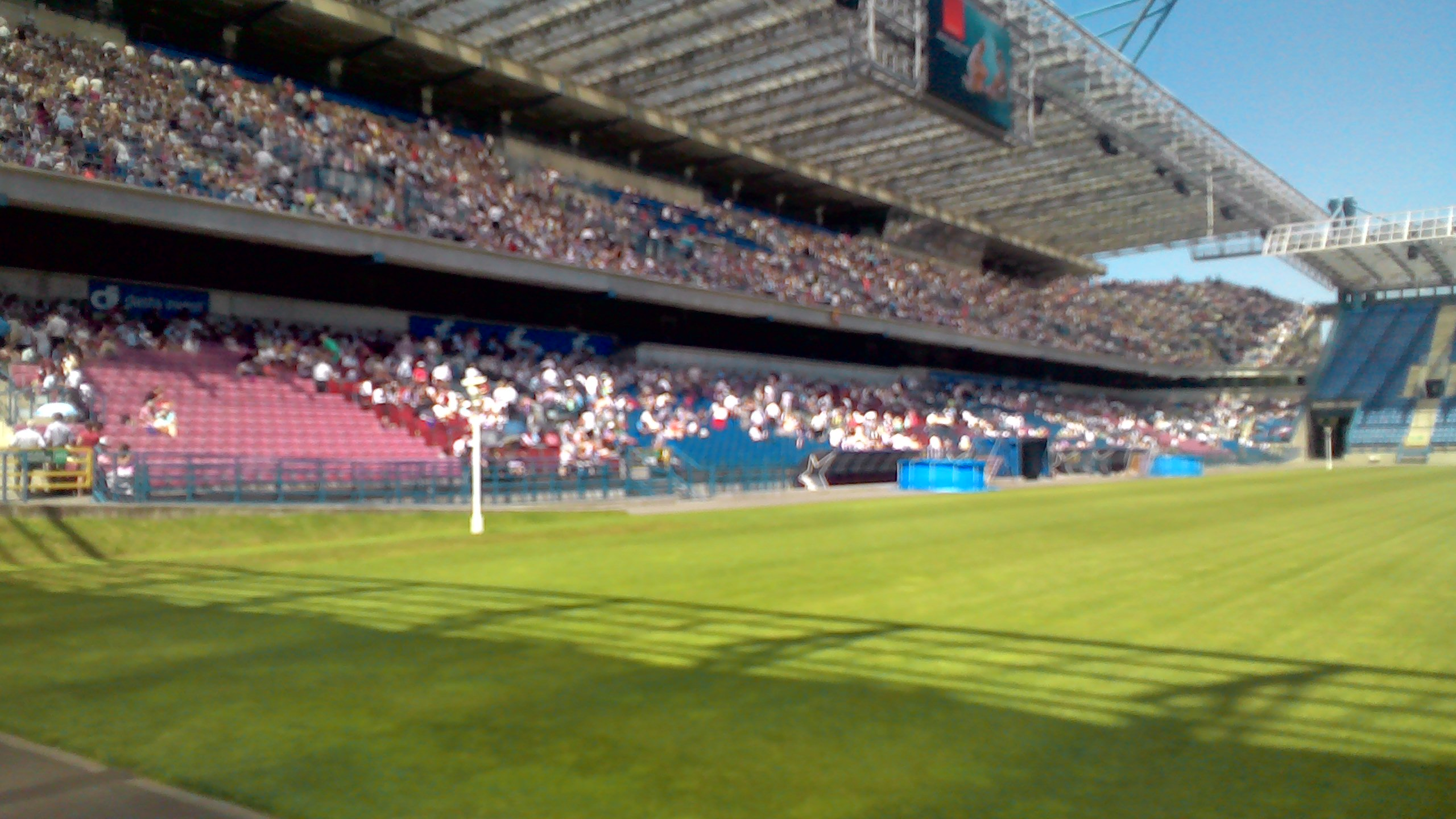
Kongres regionalny pod hasłem „Naśladujmy Jezusa!” (Stadion Miejski w Krakowie, 2015)

Wiosną w Krakowie powstała grupa rosyjskojęzyczna. Otwarto również nową Salę Królestwa w Krościenku nad Dunajcem.
W dniach od 15 do 17 lipca kongres pod hasłem „Niech przyjdzie Królestwo Boże!” odbył się na stadionie Cracovii. Natomiast zbory ze wschodnich krańców województwa uczestniczyły w kongresie w Rzeszowie (1 –3 lipca).
17 października w „Dzienniku Polskim” ukazał się artykuł o wyznawcach z brzeskiego zboru.
Na terenie województwa było 7058 głosicieli w 105 zborach (w wyniku Narodowego Spisu Powszechnego Ludności i Mieszkań 2011 określono liczbę osób na terenie województwa deklarujących swoją przynależność religijną do Świadków Jehowy na 7245, w tym 2166 w Krakowie).
Jesienią 2011 roku rozpoczęto regularną działalność kaznodziejską na parkingach przy autostradzie. W jednym z takich miejsc (pod Krakowem) głosiciele są przygotowani, by na miejscu udostępnić podróżnym publikacje biblijne w jednym z ponad 130 języków.
- 2012:

W pierwszej połowie roku rozpoczęto reorganizację zborów, wskutek czego zbory stały się większe i lepiej zorganizowane, mniejsze liczebnie zbory scalono w większe – ze 105 zborów powstało 79 większych, w których było 7058 głosicieli. Wiosną powstała grupa języka migowego w Tarnowie.
20 maja po raz pierwszy zgromadzenie specjalne dla wyznawców z rejonów Tarnowa, Dąbrowy Tarnowskiej, Krynicy, Nowego Sącza, Biecza, Tuchowa i Gorlic odbyło się w hali widowiskowo-sportowej w Krynicy-Zdroju.
Od 6 do 8 lipca kongres pod hasłem „Strzeż swego serca!” odbył się także na krakowskim stadionie Cracovii (zbory ze wschodnich krańców województwa (13 –15 lipca) uczestniczyły w kongresie w Rzeszowie). Delegacja z miejscowych zborów uczestniczyła w kongresie specjalnym w Szwecji. Od września 2012 roku do sierpnia 2014 roku, czyli do czasu kiedy zlikwidowano podział na okręgi, zbory na terenie województwa należały do okręgu katowickiego (okręg krakowski został zlikwidowany), do którego przyłączono część zachodnią dotychczasowego okręgu krakowskiego (pozostałą wschodnią część tego okręgu – teren województwa podkarpackiego – do okręgu lubelskiego).
- 2013:

14 czerwca w czasie „IV Ogólnopolskiej Konferencji Auschwitz i Holokaust na tle zbrodni ludobójstwa w XX wieku. Słowa w służbie nienawiści” w Oświęcimiu, dr Tomasz Bugaj (Uniwersytet Opolski) wygłosił wykład pt. „Świadkowie Jehowy w propagandzie sowieckiej”.
Od 26 do 28 lipca większość zborów z terenu województwa uczestniczyła w kongresie pod hasłem „Słowo Boże jest prawdą!” w Centrum Kongresowym Świadków Jehowy w Sosnowcu. Natomiast zbory ze wschodnich krańców województwa uczestniczyły w tym terminie z kongresu w Rzeszowie.
W sierpniu wdrożono też program świadczenia publicznego na terenie poszczególnych zborów z pomocą wózków z bezpłatną literaturą biblijną. Rozpoczęto również specjalne świadczenie publiczne przy wózkach z publikacjami biblijnymi na terenie wielkomiejskim obejmujące Kraków (dwa punkty w centrum miasta, w rejonie Teatru „Bagatela” i Dworca Głównego).
24 listopada w Krakowie zakończyła naukę 2. klasa Kursu Biblijnego dla Małżeństw.
W Krakowie pod koniec roku z grupy rosyjskojęzycznej utworzono zbór. Na terenie województwa było 6956 głosicieli w 77 zborach.
- 2014:

Wiosną w Krakowie powstała pilotażowa grupa hiszpańskojęzyczna oraz w Wadowicach grupa języka migowego (działająca do września 2024 roku).
6 czerwca w Państwowym Muzeum Auschwitz-Birkenau w Oświęcimiu wygłoszono wykład pt. „Więźniarki IBV. Losy Świadków Jehowy w obozie Auschwitz”.
Latem zbory z terenu województwa uczestniczyły w kongresie regionalnym pod hasłem „Szukajmy najpierw Królestwa Bożego!” (Centrum Kongresowe Świadków Jehowy w Sosnowcu) (18–20 lipca, rejon: Olkusz; 25–27 lipca, rejon: Kraków i okolice, Podhale). Natomiast zbory ze wschodnich krańców województwa uczestniczyły w kongresie w Rzeszowie (4–6 lipca). Delegacje z miejscowych zborów brały udział w kongresach międzynarodowych w Stanach Zjednoczonych i w Korei Południowej.
Od 23 do 26 października Świadkowie Jehowy w Polsce po raz pierwszy brali udział w targach książki – „18. Międzynarodowych Targach Książki w Krakowie”, prezentując na swoim stoisku i udostępniając swoje bezpłatne publikacje biblijne.
Na terenie województwa było 6937 głosicieli w 76 zborach.
- 2015:

Wiosną w Krakowie powstała grupa ukraińskojęzyczna i pilotażowa grupa chińskojęzyczna (w styczniu 2017 roku przekształcona w samodzielną grupę; działająca do października 2020 roku, kiedy to członkowie dołączyli do zboru angielskojęzycznego) oraz rozpoczęto organizować zebrania w j. portugalskim (we wrześniu 2018 roku powstała pilotażowa grupa portugalskojęzyczna, jedyna w Polsce, a od lutego 2019 roku do czerwca 2023 roku jako samodzielna grupa). Na terenie województwa w 76 zborach było 6937 głosicieli.
Od 3 do 5 lipca na Stadionie Miejskim w Krakowie kongres regionalny pod hasłem „Naśladujmy Jezusa!”. Uczestniczyło w nim 74 zborów (prawie z całego województwa).
Od 22 do 25 października Świadkowie Jehowy po raz drugi brali udział w targach książki na „19. Międzynarodowych Targach Książki w Krakowie”.
31 października i 1 listopada z powodu modernizacji Centrum Kongresowego w Sosnowcu – zgromadzenia obwodowe (dla zborów z Krakowa i okolic oraz Podhala) odbyły się w Centrum ICE Kraków.
- 2016:

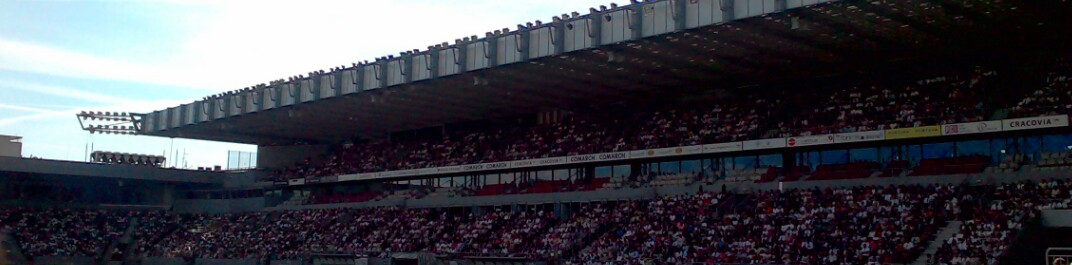
Kongres regionalny pod hasłem „Lojalnie trwajmy przy Jehowie!” (stadion Cracovii w Krakowie, 2016)

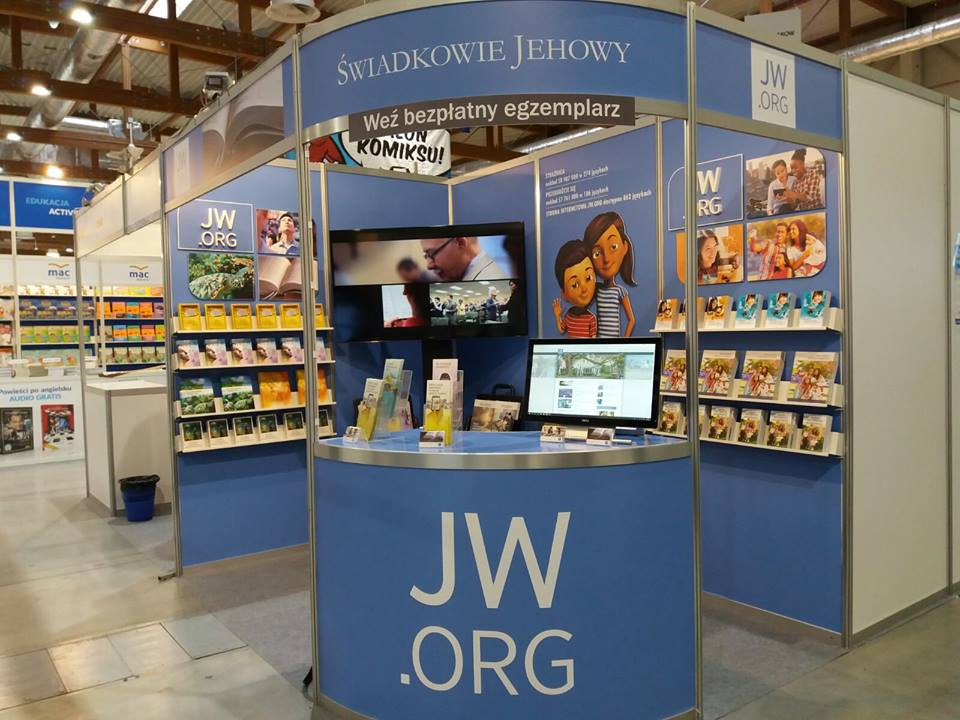
Stoisko Świadków Jehowy („20. Międzynarodowe Targi Książki w Krakowie”, 2016)

W styczniu w Krakowie zakończyła naukę 6. klasa Kursu dla Ewangelizatorów Królestwa.
6 i 7 lutego zgromadzenia obwodowe dla zborów z Krakowa i okolic oraz Podhala, odbyły się ponownie w Centrum Kongresowym ICE Kraków.
W kwietniu zorganizowano specjalną kampanię ewangelizacyjną z publikacjami w dialekcie języka romskiego, używanym przez polskich Romów (Polska Roma) językach.
Od 8 do 10 lipca na stadionie Cracovii odbył się kongres regionalny pod hasłem „Lojalnie trwajmy przy Jehowie!”. W lipcu delegacja z miejscowych zborów uczestniczyła w kongresie specjalnym we Francji. Od 27 do 30 października Świadkowie Jehowy po raz trzeci brali udział w targach książki – „20. Międzynarodowych Targach Książki w Krakowie”.
Na terenie województwa było 6727 głosicieli w 73 zborach.
- 2017:

W styczniu powstały grupy języka migowego w Nowym Sączu i Zakopanem (działające do 2020 roku). Zbory z terenu województwa uczestniczyły – w dwóch turach: 21–23 oraz 28–30 lipca – w kongresie regionalnym pod hasłem „Nie poddawaj się!” w Centrum Kongresowym Świadków Jehowy w Sosnowcu. Zbory ze wschodnich krańców województwa uczestniczyły w kongresie w Rzeszowie (7–9 lipca). W sierpniu delegacja z miejscowych zborów uczestniczyła w kongresie specjalnym w Rumunii.
16 maja w Państwowej Wyższej Szkole Zawodowej im. rotmistrza Witolda Pileckiego w Oświęcimiu Komitet Łączności ze Szpitalami wraz z tamtejszym Instytutem Pielęgniarstwa zorganizował konferencję pt. „Świadkowie Jehowy – wyzwanie natury chirurgiczno etycznej”. 15 listopada w Centrum Dydaktyczno-Szkoleniowym CMUJ w Krakowie wraz z Międzynarodowym Stowarzyszeniem Studentów Medycyny IFMSA-Poland zorganizowano podobną konferencję.
Na terenie województwa było 6708 głosicieli w 74 zborach, w których usługiwało 516 starszych zboru.
- 2018:

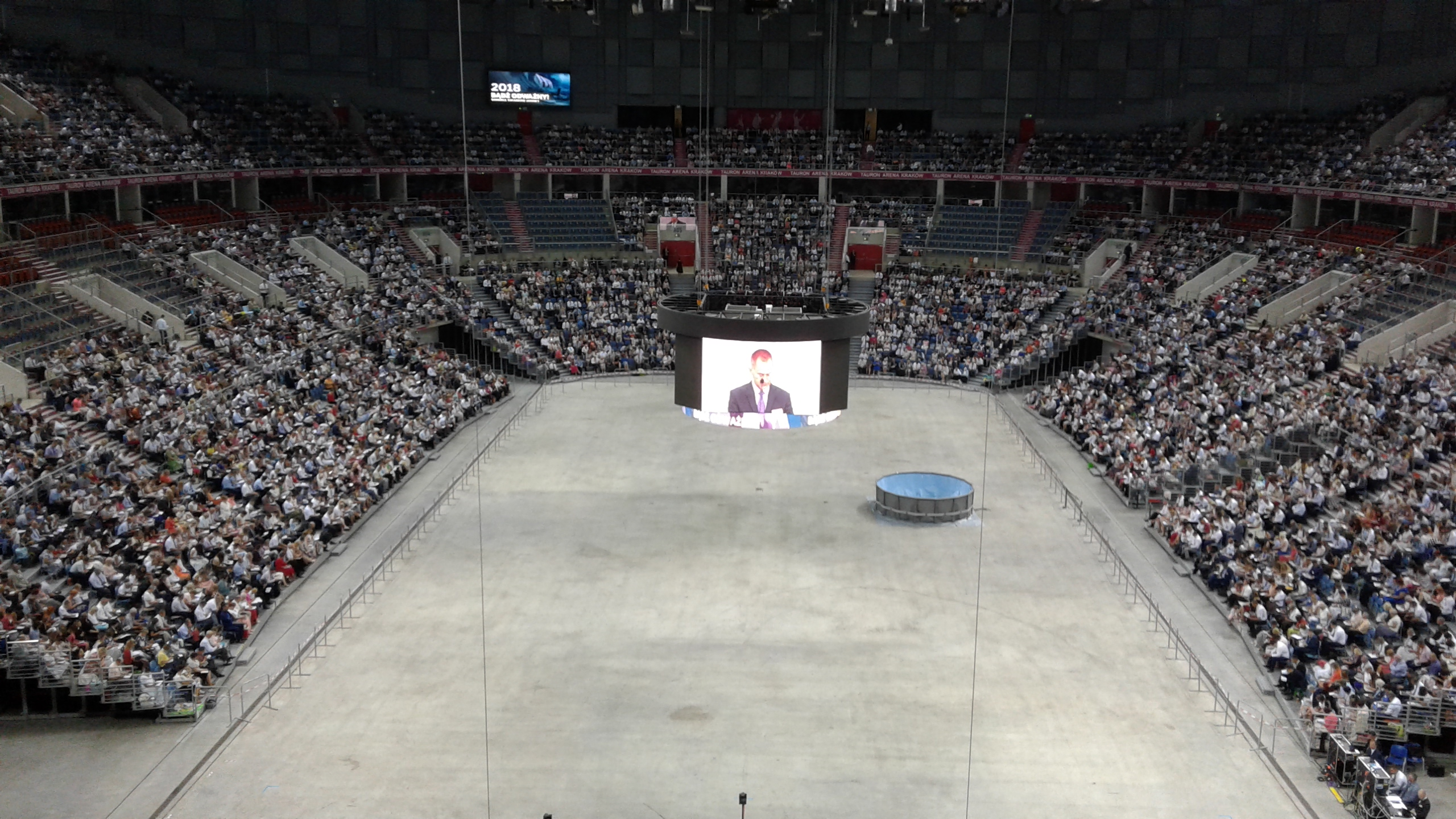
Kongres regionalny pod hasłem „Bądź odważny!” (Tauron Arena Kraków, 2018)

7 stycznia w Krakowie zakończyła naukę 20. klasa Kursu dla Ewangelizatorów Królestwa. Wiosną grupa ukraińskojęzyczna w Krakowie została przekształcona w zbór.
Od 10 do 12 sierpnia w hali Tauron Arena Kraków odbył się kongres regionalny pod hasłem „Bądź odważny!” (7650 obecnych, a 49 osób zostało ochrzczonych). Natomiast zbory z rejonu Bukowna, Brzeszcz, Chrzanowa, Olkusza, Ostrężnicy, Trzebini, Kęt, Oświęcimia i Wolbromia uczestniczyły w tym samym terminie w kongresie na Stadionie Śląskim w Chorzowie. W lipcu delegacja z miejscowych zborów uczestniczyła w kongresie specjalnym w Gruzji.
10 listopada otwarto nową Salę Królestwa w Wolbromiu. Liczba głosicieli na terenie województwa wynosiła 6606 należących do 74 zborów, w których usługiwało 522 starszych zboru.
- 2019:

W lutym grupa hiszpańskojęzyczna w Krakowie została przekształcona w zbór. W marcu zorganizowano specjalną ogólnopolską kampanię wyszukiwania osób posługujących się językiem ukraińskim. W czerwcu w Krakowie powstała grupa pilotażowa posługująca się językiem hindi, działająca do października 2020 roku, kiedy to członkowie dołączyli do zboru angielskojęzycznego.
Latem delegacje z miejscowych zborów uczestniczyły w kongresach międzynarodowych w Ekwadorze, w Danii, w Niemczech i w Stanach Zjednoczonych. Od 9 do 11 sierpnia w hali Tauron Arena Kraków odbył się kongres regionalny pod hasłem „Miłość nigdy nie zawodzi!”. Liczba obecnych wyniosła 9060 osób.
W listopadzie w Wolbromiu powstała działająca przez rok grupa ukraińskojęzyczna. Liczba głosicieli w województwie wynosiła 6596 należących do 75 zborów, w których usługiwało 543 starszych zboru.

#### Lata 20. XXI wieku
- 2020:

Na terenie województwa było 6493 głosicieli należących do 74 zborów, w których usługiwało 548 starszych zboru.
- 2021:

12 lutego na seminarium (w formie webinarium) Obserwatorium Wielokulturowości i Migracji przy Uniwersytecie Ekonomicznym w Krakowie ph. „Wieloreligijny Kraków a procesy migracyjne”, dr hab. Konrad Pędziwiatr przedstawił wykład pt. „Świadkowie Jehowy” na temat ich działalności wśród obcokrajowców w Krakowie (w tym funkcjonowania zborów i grup obcojęzycznych oraz udzielanie pomocy osobom, które były objęte kwarantanną oraz wsparciu duchowym i emocjonalnym w czasie pandemii COVID-19). W Krakowie obcokrajowcy stanowili 10% liczby członów zborów.
25 września na „Międzynarodowym Taborze Pamięci Romów 2021” w Muzeum Etnograficznym w Tarnowie odbyła się „III Konferencja Taborowa”, na której dr Kamila Fiałkowska, dr Ignacy Jóźwiak, dr Elżbieta Mirga-Wójtowicz (Ośrodek Badań nad Migracjami Uniwersytetu Warszawskiego), przedstawili wykład pt. „Aktywność online, cyfrowe rodzinowanie i nadawanie sensu pandemii wśród polskich romskich Świadków Jehowy”. Na terenie województwa było 6472 głosicieli należących do 74 zborów, w których usługiwało 562 starszych zboru.
- 2022:

Od końca lutego rozpoczęto organizowanie pomocy dla Świadków Jehowy z Ukrainy, uchodźców – ofiar inwazji Rosji (zorganizowano całodobowe dyżury na dworcu Kraków Główny i MDA oraz kilka razy na stacji w Olkuszu, aby móc ich odebrać, zapewnić im bezpłatne zakwaterowanie i wyżywienie w mieszkaniach na terenie województwa oraz w jednej ze Sal Królestwa w Krakowie). Wielu imigrantów zostało członkami krakowskich zborów, w tym ukraińskojęzycznego i rosyjskojęzycznego. W celu zapewnienia pomocy uchodźcom na terenie województwa powołano jeden z 16 Komitetów Pomocy Doraźnej działających w Polsce, składający się z przeszkolonych wolontariuszy.
- 2023:

12 marca w Krakowie zakończyła naukę 31. klasa Kursu dla Ewangelizatorów Królestwa. W marcu Państwowe Muzeum Auschwitz-Birkenau w Oświęcimiu udostępniło serię „O Auschwitz” z wywiadami z dr Teresą Wontor-Cichy (Centrum Badań Muzeum Auschwitz), pt. „Więźniowie z fioletowym trójkątem – Świadkowie Jehowy w Auschwitz” dostępnym w języku polskim, angielskim oraz przetłumaczoną na polski język migowy i polski system językowo-migowy, a we wrześniu pt. „Historia Sophie Stippel, kucharki komendanta obozu Auschwitz Rudolfa Hössa“, dostępną w języku polskim, angielskim oraz przetłumaczoną na polski język migowy i polski system językowo-migowy.
Zbory z terenu województwa uczestniczyły – w dwóch turach: 14–16 (rejon: Kraków i okolice, Nowy Sącz, Bochnia, Miechów, Krzeszowice, Wieliczka, Skawina, Limanowa, Myślenice, Podhale) i 21–23 lipca (rejon: Oświęcim, Andrychów, Wadowice, Chrzanów, Trzebinia, Ostrężnica, Olkusz, Wolbrom) – w kongresie regionalnym pod hasłem „Okazujcie cierpliwość!” (Centrum Kongresowe Świadków Jehowy w Sosnowcu). Natomiast zbory ze wschodnich krańców województwa uczestniczyły w kongresie w Rzeszowie (30 czerwca–2 lipca).
1 września utworzono drugi zbór rosyjskojęzyczny w Krakowie. 4 grudnia podczas spotkania z cyklu „Kod Mistrzów” w Teatrze „Groteska” w Krakowie, Andrzej Bochenek, opowiedział m.in. o wykonanych przez niego operacjach świadków Jehowy bez użycia homologicznej krwi, stosowanych metodach alternatywne – hemodylucje i śródoperacyjne odzyskiwanie krwi wraz z wypowiedziami takich pacjentów. 14 grudnia w Podhalańskim Szpitalu Specjalistycznym im. Jana Pawła II w Nowym Targu odbyło się spotkanie pt. „Komitet Łączności ze Szpitalami - alternatywne strategie wobec transfuzji krwi”.
- 2024:

4 lipca nastąpiła premiera lekcji internetowej online „Więźniowie z fioletowym trójkątem. Los Świadków Jehowy i Badaczy Pisma Świętego w obozie Auschwitz” przygotowana przez Międzynarodowe Centrum Edukacji o Auschwitz i Holokauście działające w Miejscu Pamięci w Oświęcimiu. Dla zborów z terenu województwa zorganizowano – w dwóch turach: 5–7 (rejon: Kraków i okolice, Nowy Sącz, Limanowa, Bochnia, Krzeszowice, Skawina, Miechów, Wieliczka, Myślenice, Podhale); ponad 3730 obecnych. 23 osoby zostały ochrzczone i 12–14 lipca (rejon: Oświęcim, Andrychów, Wadowice, Kęty, Chrzanów, Olkusz, Libiąż, Bukowno, Ostrężnica, Trzebinia, Wolbrom) – kongres regionalny pod hasłem „Głośmy dobrą nowinę!” (Centrum Kongresowe Świadków Jehowy w Sosnowcu). Natomiast zbory ze wschodnich krańców województwa uczestniczyły w kongresie w Rzeszowie (19–21 lipca). Latem delegacje z miejscowych zborów uczestniczyły w kongresach specjalnych m.in. w Finlandii, Islandii, Stanach Zjednoczonych i na Węgrzech. 1 września utworzono drugi zbór ukraińskojęzyczny w Krakowie. 28 września i 5 listopada Instytut Nauk o Zdrowiu Małopolskiej Uczelni Państwowej im. rtm. W. Pileckiego w Oświęcimiu zorganizował seminarium transkulturowe pt. „Kliniczne strategie unikania transfuzji krwi” z udziałem członków Komitet Łączności ze Szpitalami Świadków Jehowy.

## Zbory

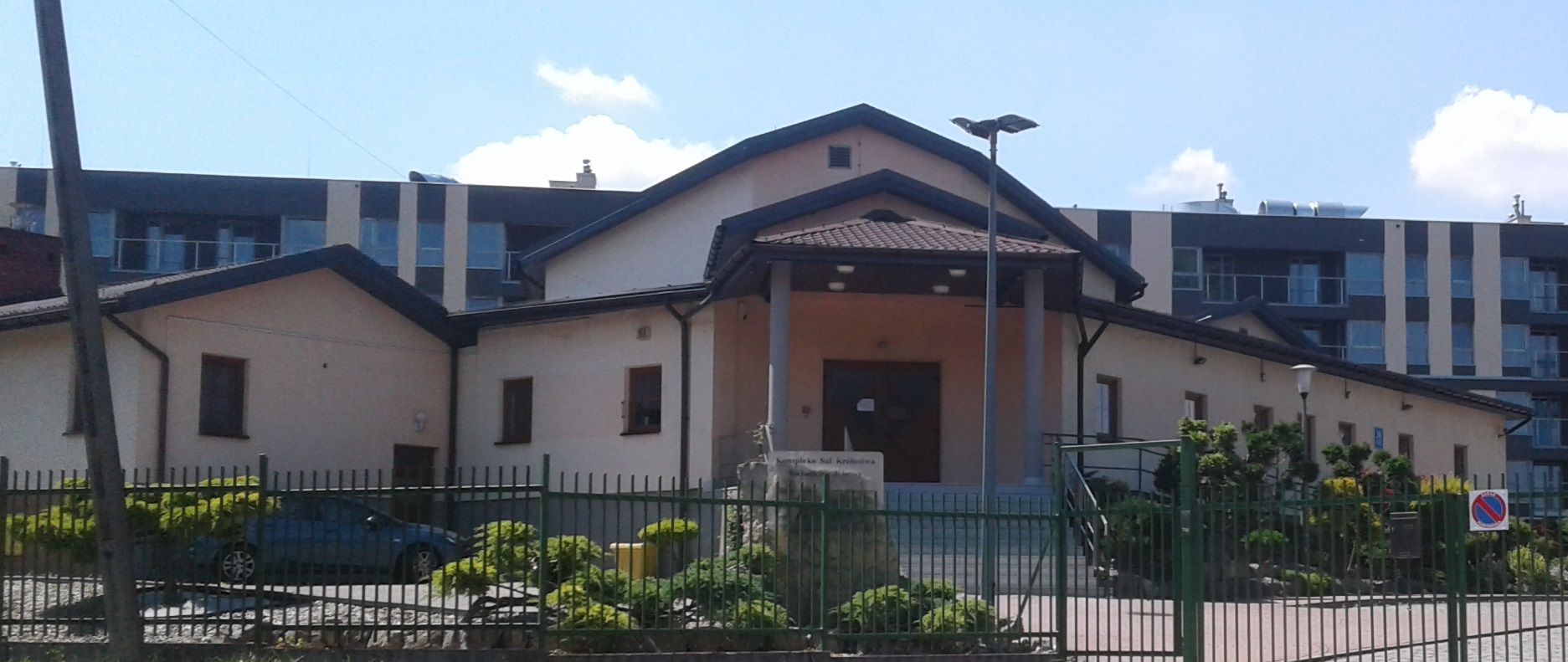
Kompleks trzech Sal Królestwa w Krakowie–Nowej Hucie

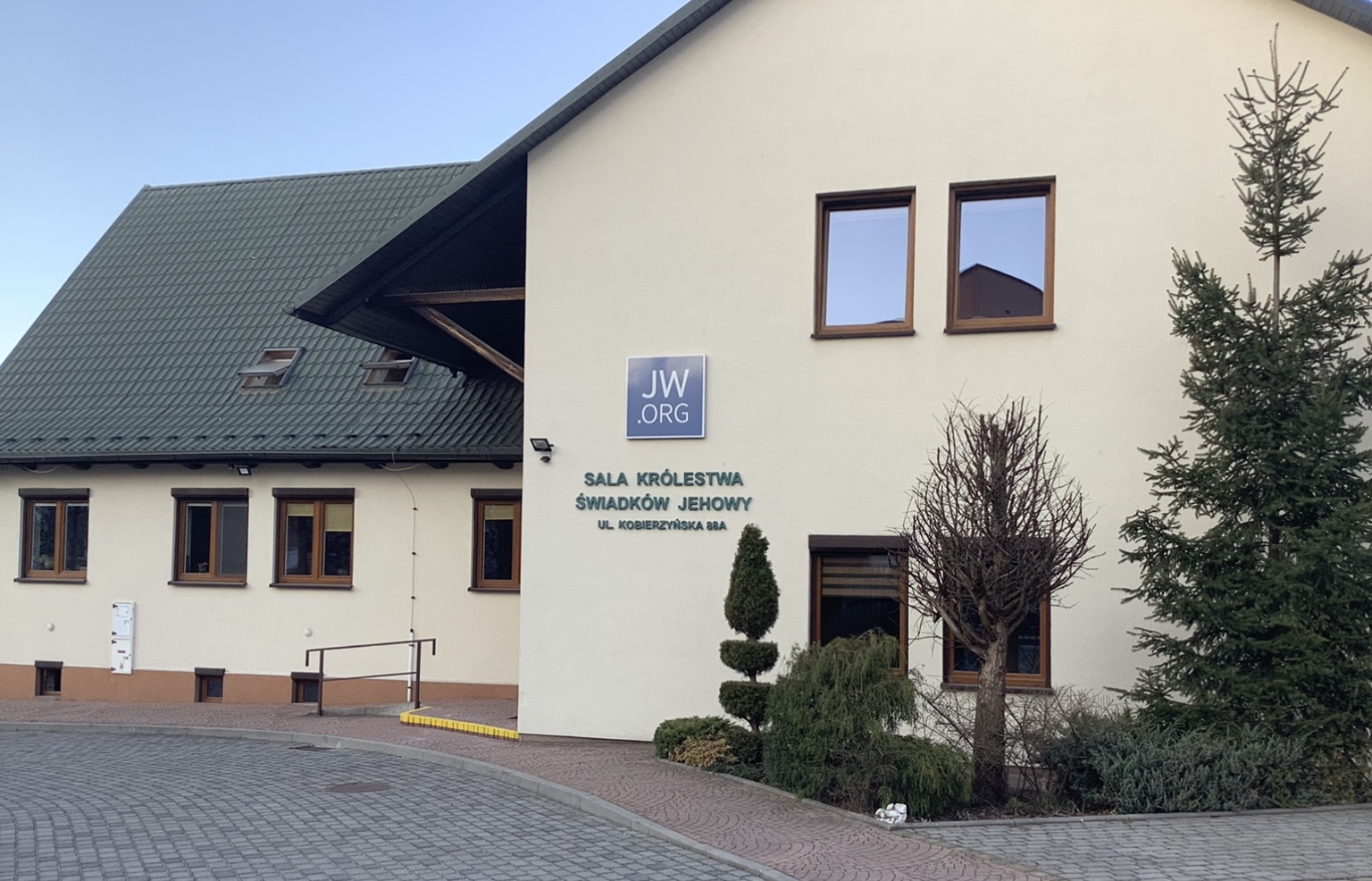
Sala Królestwa w Krakowie–Ruczaju

Poniższa lista obejmuje zbory zgromadzające się na terenie województwa:
Na terenie miast na prawach powiatów
- Kraków: 26 zborów: Angielski, Azory, Bieńczyce, Hiszpański, Kozłówek, Krowodrza, Łobzów, Migowy, Na Lotnisku, Opatkowice, Piastów, Podgórze, Prądnik–Grzegórzki, Prokocim, Rakowice, Rosyjski–Południe, Rosyjski–Północ, Ruczaj, Salwator, Stalowe, Stare Miasto, Tysiąclecia, Ukraiński–Wschód, Ukraiński–Zachód, Urocze, Wola Duchacka. Sale Królestwa: 2 kompleksy Sal i 2 pojedyncze[500].
- Nowy Sącz: 2 zbory: Południe, Północ, (1 Sala Królestwa)[602][603][604][605]
- Tarnów: 2 zbory: Wschód (w tym grupa języka migowego), Zachód, (1 Sala Królestwa)

Na terenie powiatów
- powiat bocheński: 2 zbory: Bochnia–Północ, Bochnia–Południe; (1 Sala Królestwa)[606].
- powiat brzeski: nie ma zborów
- powiat chrzanowski: 5 zborów: Chrzanów–Północ, Chrzanów–Południe, (1 Sala Królestwa)[607][608][609]; Libiąż (1 Sala Królestwa)[608]; Trzebinia–Centrum, Trzebinia–Siersza (1 Sala Królestwa)[608][609]
- powiat dąbrowski: nie ma zborów
- powiat gorlicki: 3 zbory: Biecz (Sala Królestwa: Korczyna), Gorlice (1 Sala Królestwa)[602][603], Kunkowa (Sala Królestwa: Uście Gorlickie)[602][603]
- powiat krakowski: 6 zborów Igołomia (1 Sala Królestwa); Krzeszowice–Wschód , Krzeszowice–Zachód, (1 Sala Królestwa)[609]; Ostrężnica (Sala Królestwa: Łany)[609]; Skawina–Południe, Skawina–Północ, (1 Sala Królestwa)
- powiat limanowski: 1 zbór: Limanowa (1 Sala Królestwa)[602][603]
- powiat miechowski: 2 zbory: Miechów–Południe, Miechów–Północ, (1 Sala Królestwa)[610][611]
- powiat myślenicki: 2 zbory: Dobczyce (Sala Królestwa: Myślenice), Myślenice (1 Sala Królestwa)
- powiat nowosądecki: 1 zbór: Krynica (Sala Królestwa: Powroźnik)[602][603]
- powiat nowotarski: 3 zbory: Krościenko (1 Sala Królestwa)[612][613], Nowy Targ (1 Sala Królestwa)[612][613]
- powiat olkuski: 7 zborów: Bolesław (Sala Królestwa: Krążek – kompleks); Bukowno–Północ, Bukowno-Południe, (Sala Królestwa: Krążek)[608][607]; Klucze (1 Sala Królestwa)[608][607]; Olkusz–Południe, Olkusz–Północ, (Sala Królestwa: Krążek)[607][614][608]; Wolbrom (1 Sala Królestwa)[610][611]
- powiat oświęcimski: 4 zbory: Brzeszcze (Sala Królestwa: Wola)[615]: Oświęcim–Wschód, Oświęcim–Zachód, (1 Sala Królestwa)[607][615]; Kęty (1 Sala Królestwa)[607][615]
- powiat proszowicki: nie ma zborów
- powiat suski: 1 zbór: Sucha Beskidzka (1 Sala Królestwa)[616]
- powiat tarnowski: 1 zbór: Tuchów (Sala Królestwa: Rzepiennik Marciszewski)
- powiat tatrzański: 1 zbór: Zakopane (1 Sala Królestwa)[613][612]
- powiat wadowicki: 3 zbory: Andrychów (1 Sala Królestwa)[607]; Wadowice–Brody, Wadowice–Spytkowice, (1 Sala Królestwa)[607]
- powiat wielicki: 3 zbory: Niepołomice (1 Sala Królestwa); Wieliczka–Wschód, Wieliczka–Zachód, (1 Sala Królestwa)

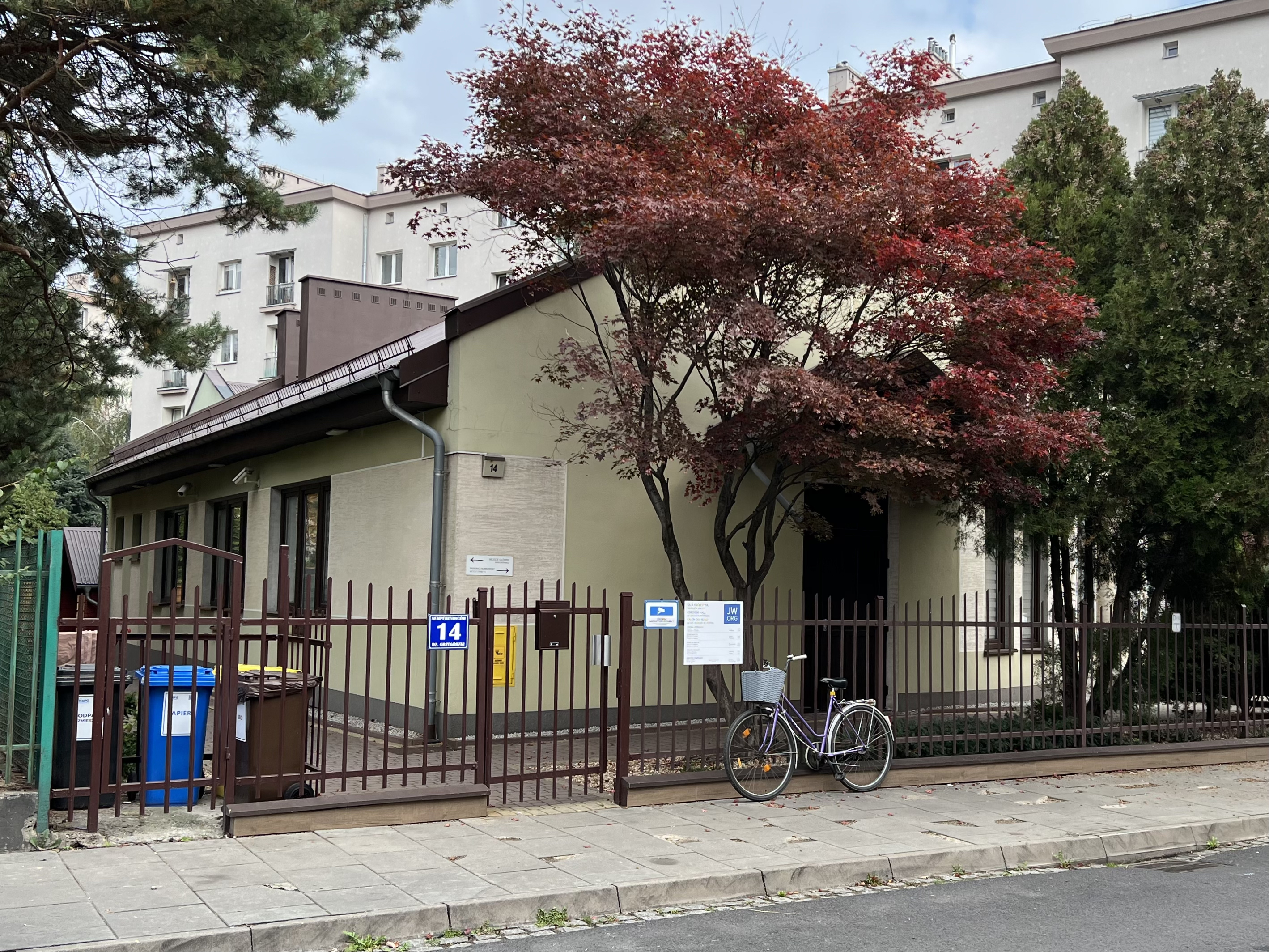
Sala Królestwa w Krakowie–Grzegórzkach (ul. Semperitowców 14)
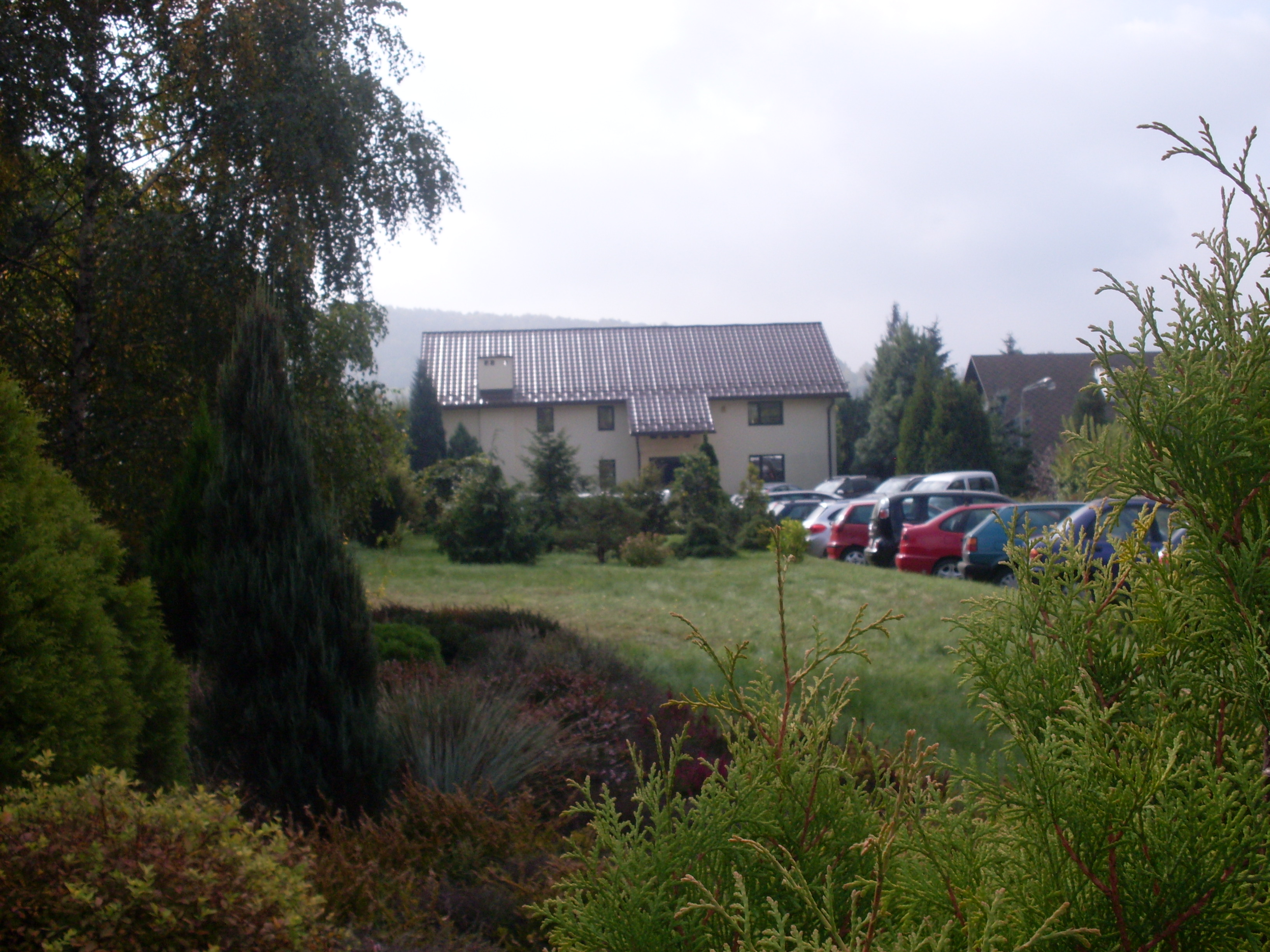
Sala Królestwa w Krzeszowicach
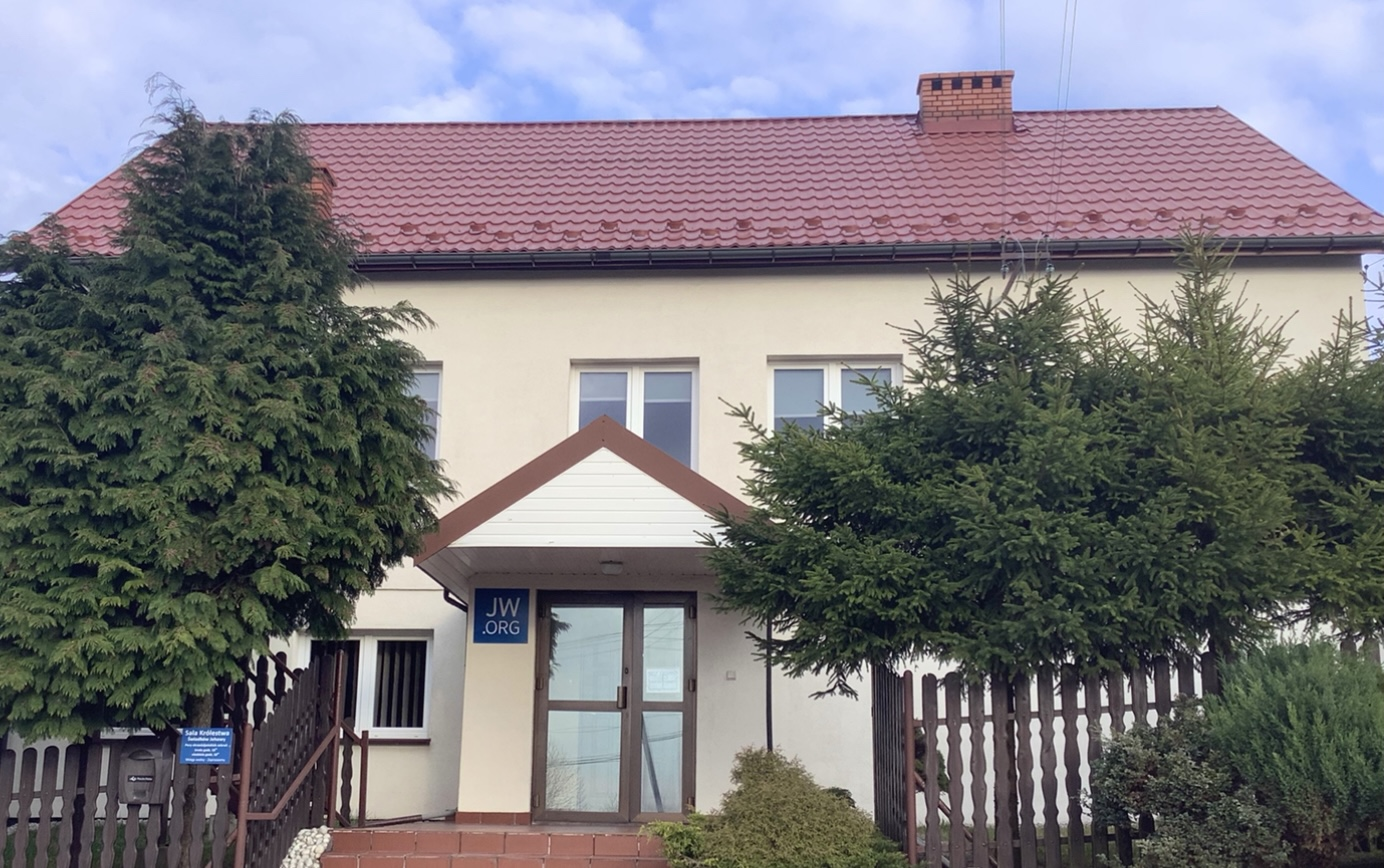
Sala Królestwa w Rudnie
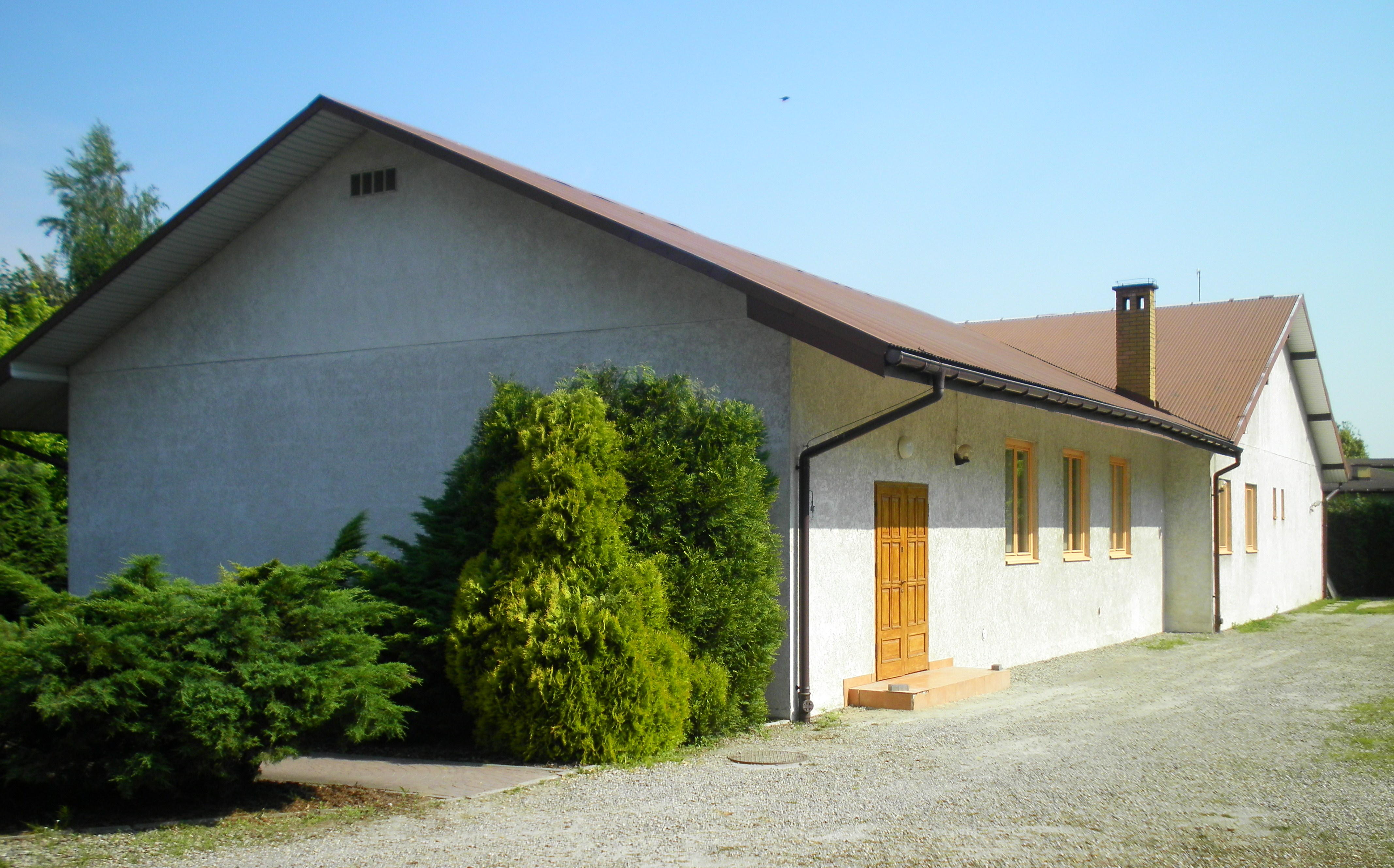
Sala Królestwa w Tarnowie